# Saint-Mihiel
Saint-Mihiel (en meusien Sint-Miel) est une ville du Nord-Est de la France, située sur la Meuse, en Lorraine. Bureau centralisateur de canton du département de la Meuse, la commune fait partie de la région administrative Grand Est.

## Géographie

### Localisation et communes limitrophes
Saint-Mihiel se situe au centre du département de la Meuse, à mi-chemin entre Bar-le-Duc et Verdun ; à une distance de 233,7 km à l'est de Paris-Notre-Dame, point zéro des routes de France, à 30,1 km au nord-est de la préfecture du département, Bar-le-Duc, à 32,5 km au sud-est de Verdun et à 51,2 km au nord-ouest de Nancy.
| Maizey       |               | Valbois                             |
| Chauvoncourt | Saint-Mihiel  | Buxières-sous-les-Côtes, Varnéville |
| Bislée       | Han-sur-Meuse | Apremont-la-Forêt                   |

### Relief et géologie
Hydrogéologie et climatologie : Système d’information pour la gestion des eaux souterraines du bassin Rhin-Meuse :
Territoire communal : Occupation du sol (Corinne Land Cover); Cours d'eau (BD Carthage),
Géologie : Carte géologique; Coupes géologiques et techniques,
 Hydrogéologie : Masses d'eau souterraine; BD Lisa; Cartes piézométriques.

### Hydrographie
La commune est traversée par la ligne de partage des eaux entre les bassins versants du Rhin et de la Meuse au sein du bassin Rhin-Meuse. Elle est drainée par la Meuse, le canal de l'Est Branche-Nord, le ruisseau de Marsoupe et le ruisseau le Royat,.

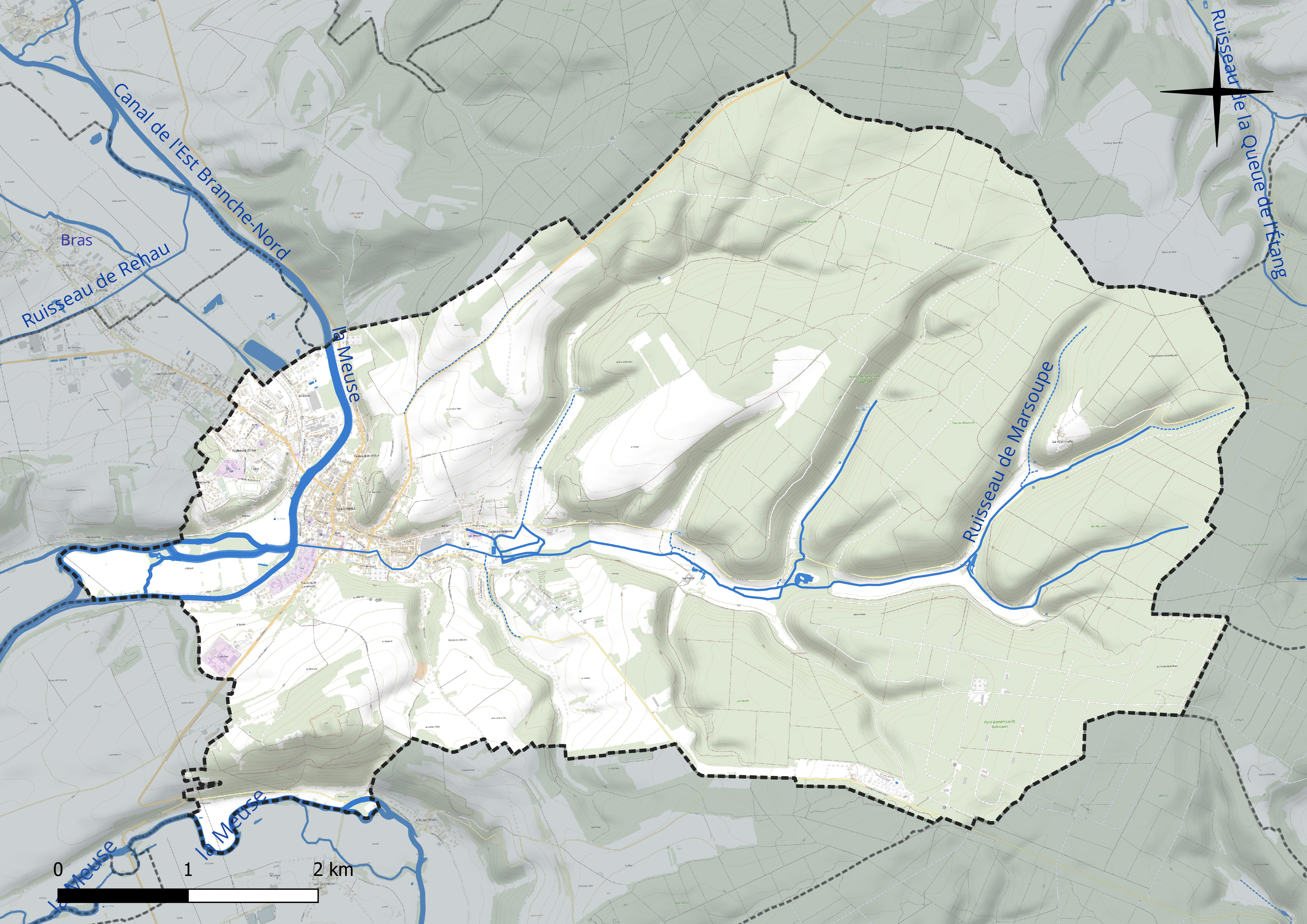
Réseau hydrographique de Saint-Mihiel.

La Meuse traverse, du sud au nord, la partie occidentale de la commune et délimite partiellement son territoire avec celui des communes de Chauvoncourt et Bislée. D'une longueur de 486 km dans sa partie française, elle est un fleuve européen qui prend sa source en France, dans la commune du Châtelet-sur-Meuse, à 409 mètres d'altitude, et se jette dans la mer du Nord après un cours long d'approximativement 950 kilomètres traversant la France, la Belgique et les Pays-Bas. Les caractéristiques hydrologiques de la Meuse sont données par la station hydrologique située sur la commune. Le débit moyen mensuel est de 30,2 m3/s. Le débit moyen journalier maximum est de 530 m3/s, atteint lors de la crue du 11 avril 1983. Le débit instantané maximal est quant à lui de 658 m3/s, atteint le 31 décembre 2001.
Au centre de Saint-Mihiel, le pont Patton enjambe la Meuse. Unique pont qui fait la jonction entre la rive gauche et la rive droite, il possède trois arches et a été construit en 1966-1967 en béton pré-contraint. Il succède à différents édifices, le premier connu étant un pont en bois du XIe siècle propriété de l'abbaye. De 1507 à 1732, un nouveau pont en pierre de 137 mètres est construit. Il comprend treize arches. Il est détruit par les Bourguignons en 1551 puis restauré entre 1729 et 1732. Aplani et élargi en 1908, il est détruit en 1914. Reconstruit de 1922 à 1925 à trois arches, il est encore détruit en 1940. Jusqu'en 1966, la ville doit se contenter d'un pont métallique provisoire, avec une chaussée faite de planches de bois.

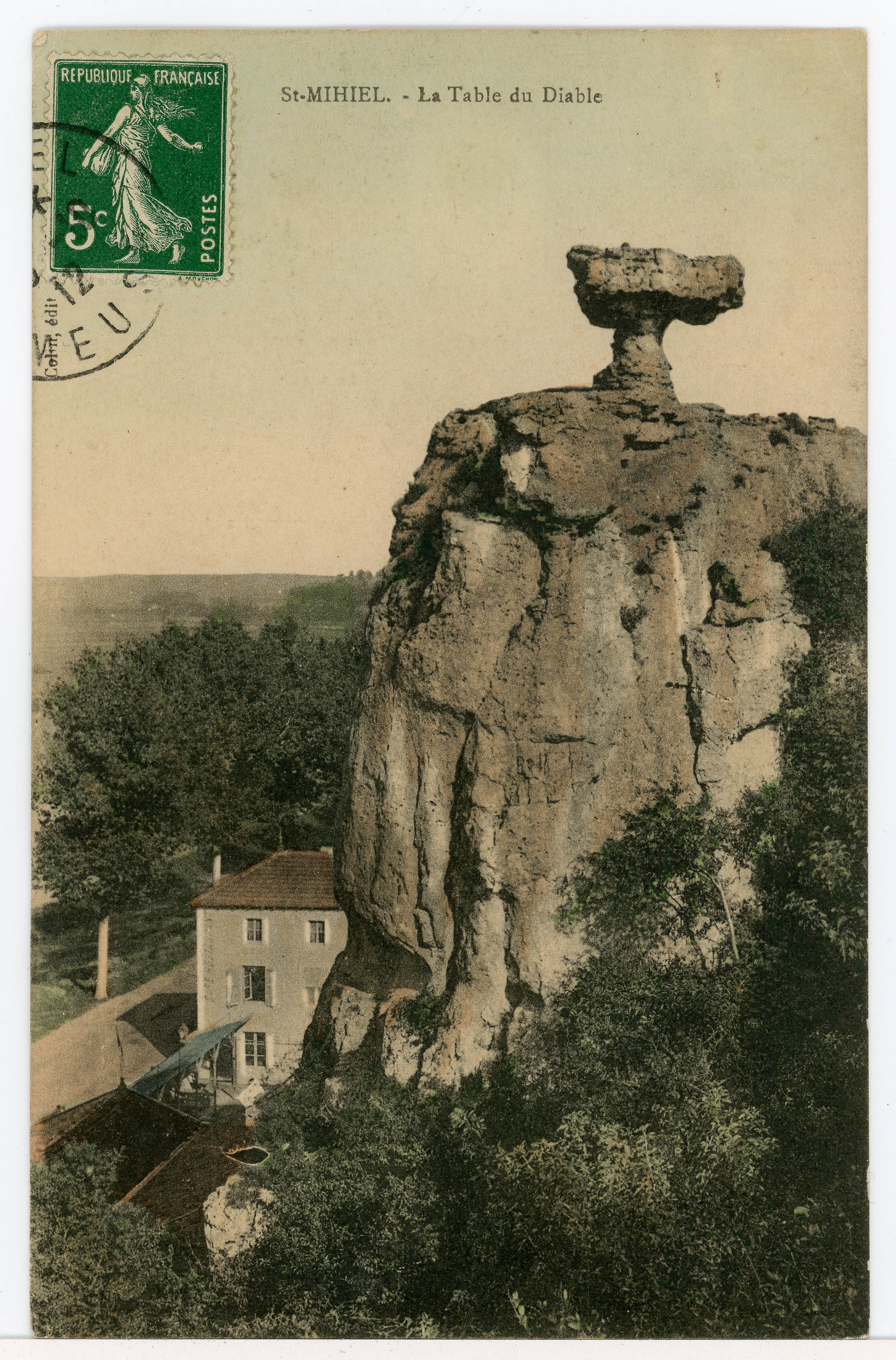
La Table du Diable de Saint-Mihiel au début du XXe siècle.
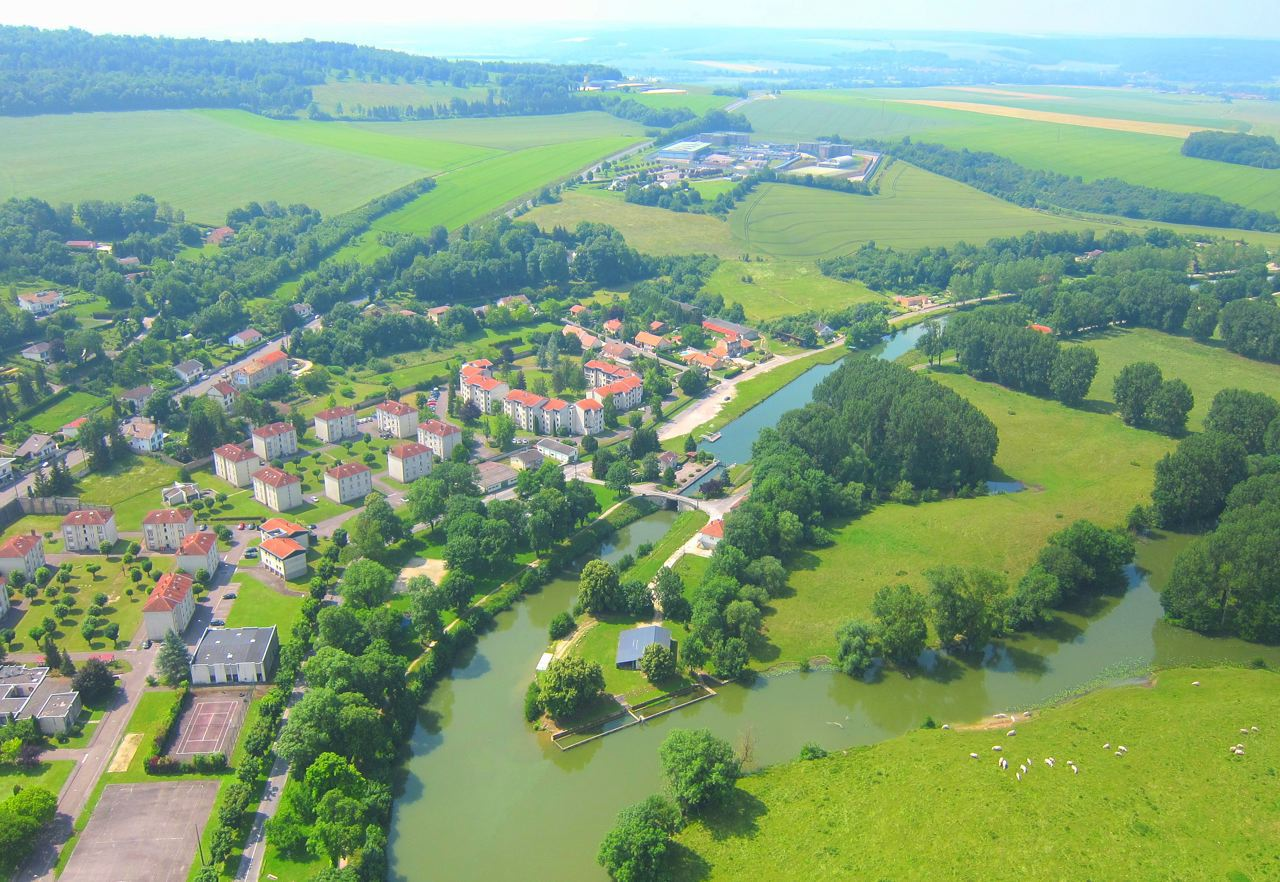
La vieille Meuse rejoint son canal.
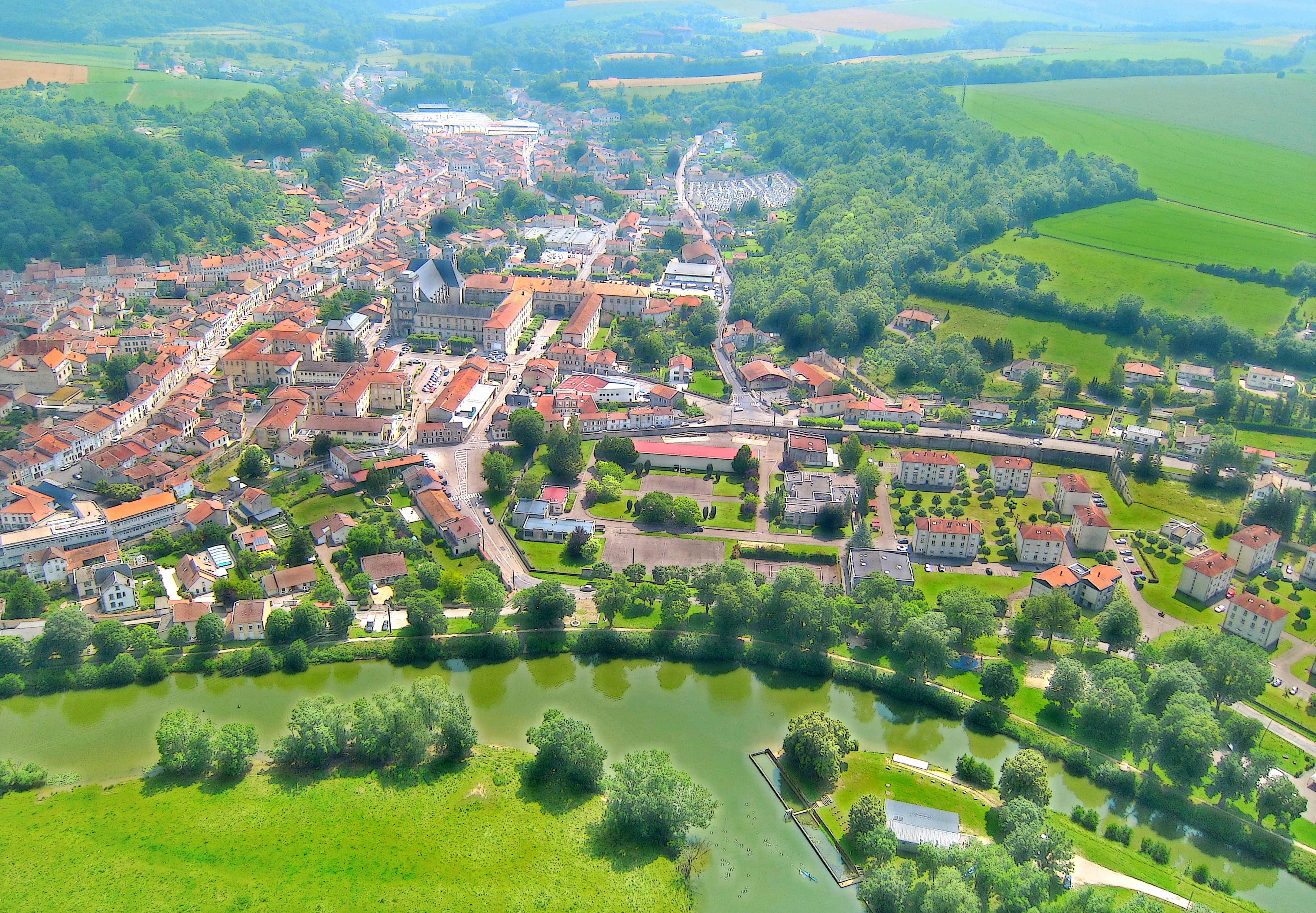
Bain des soldats dans les eaux réunies.
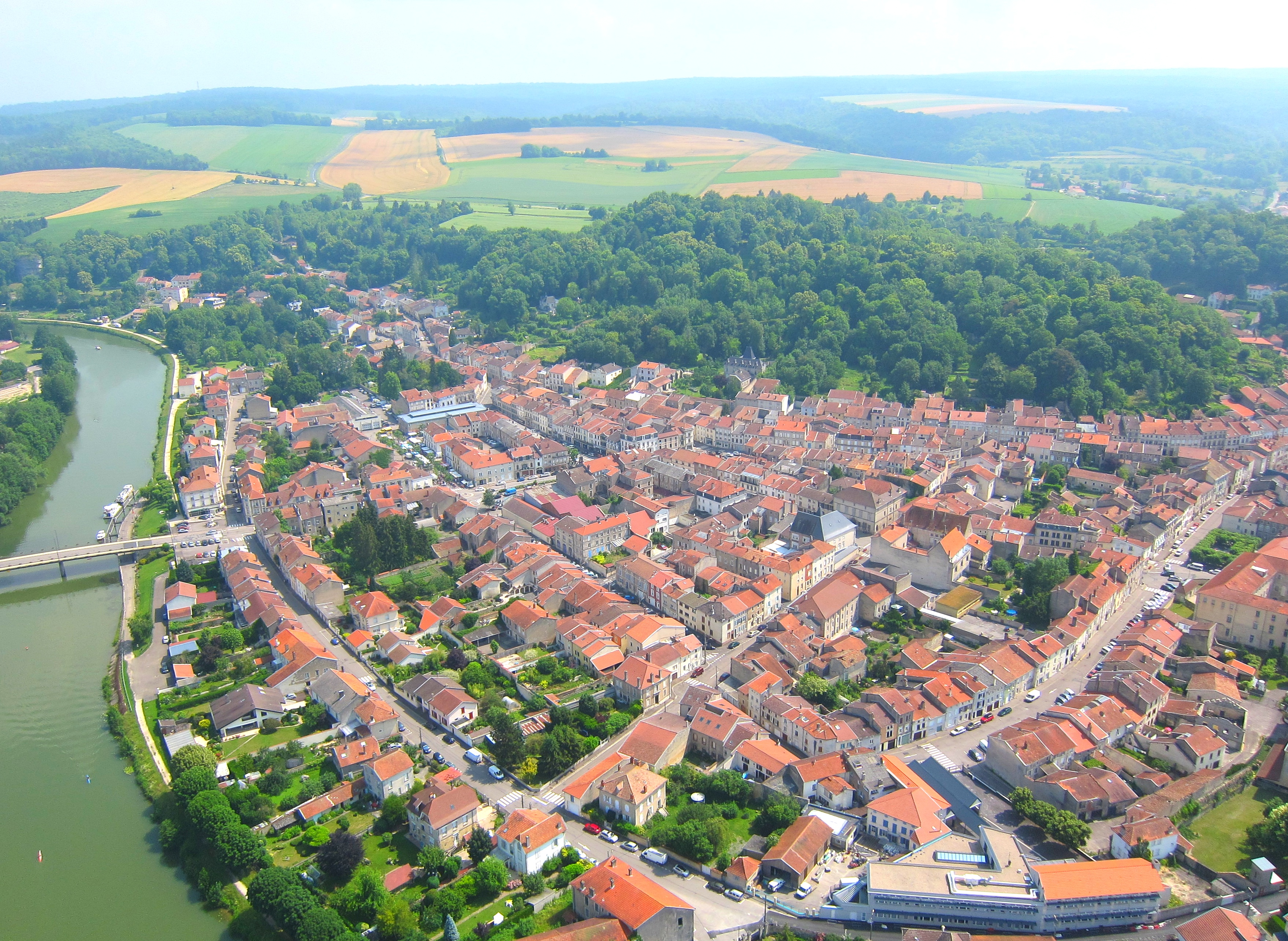
Meuse réunie enjambée par le pont Patton.
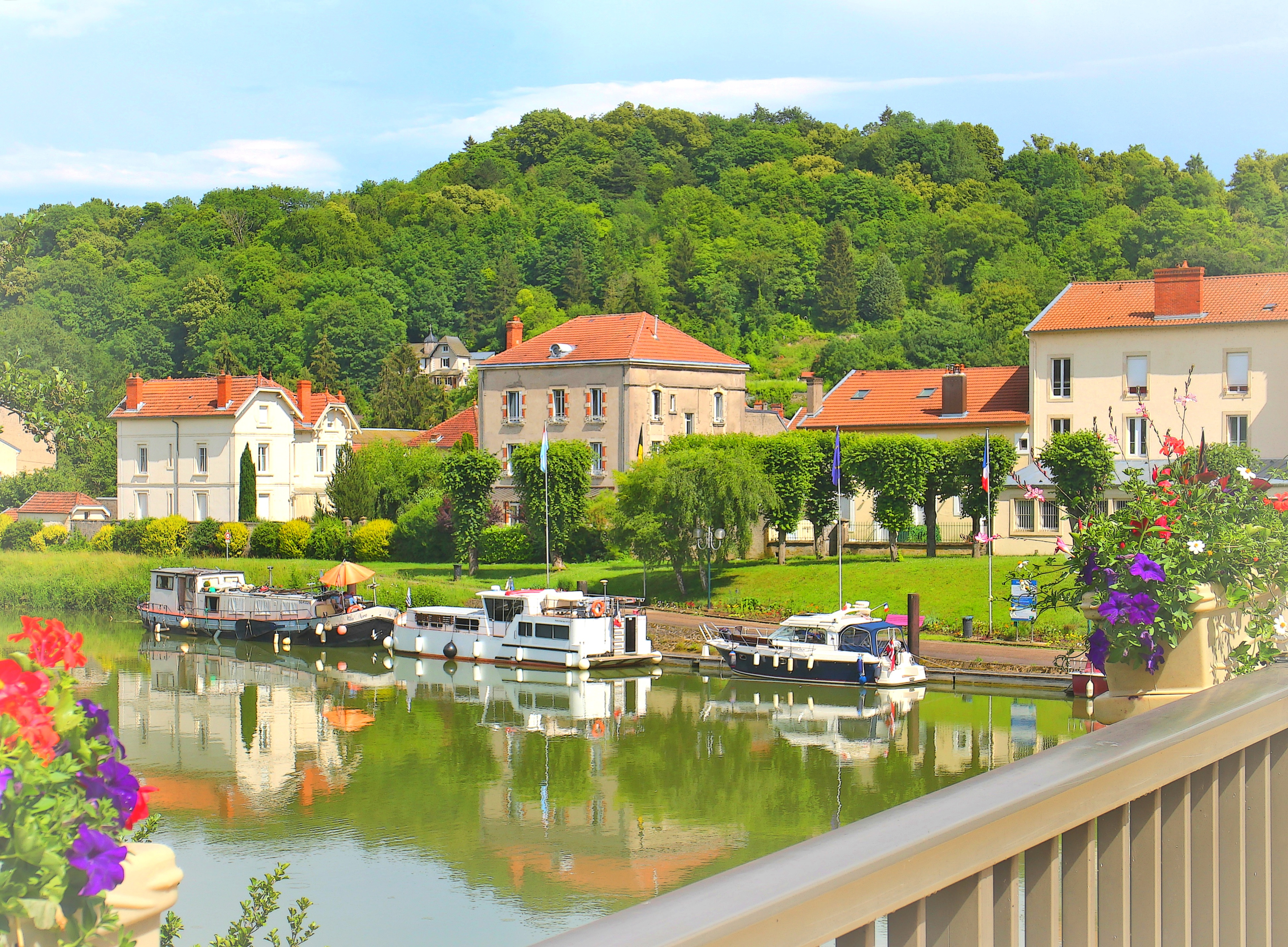
Tourisme fluvial vu du pont.
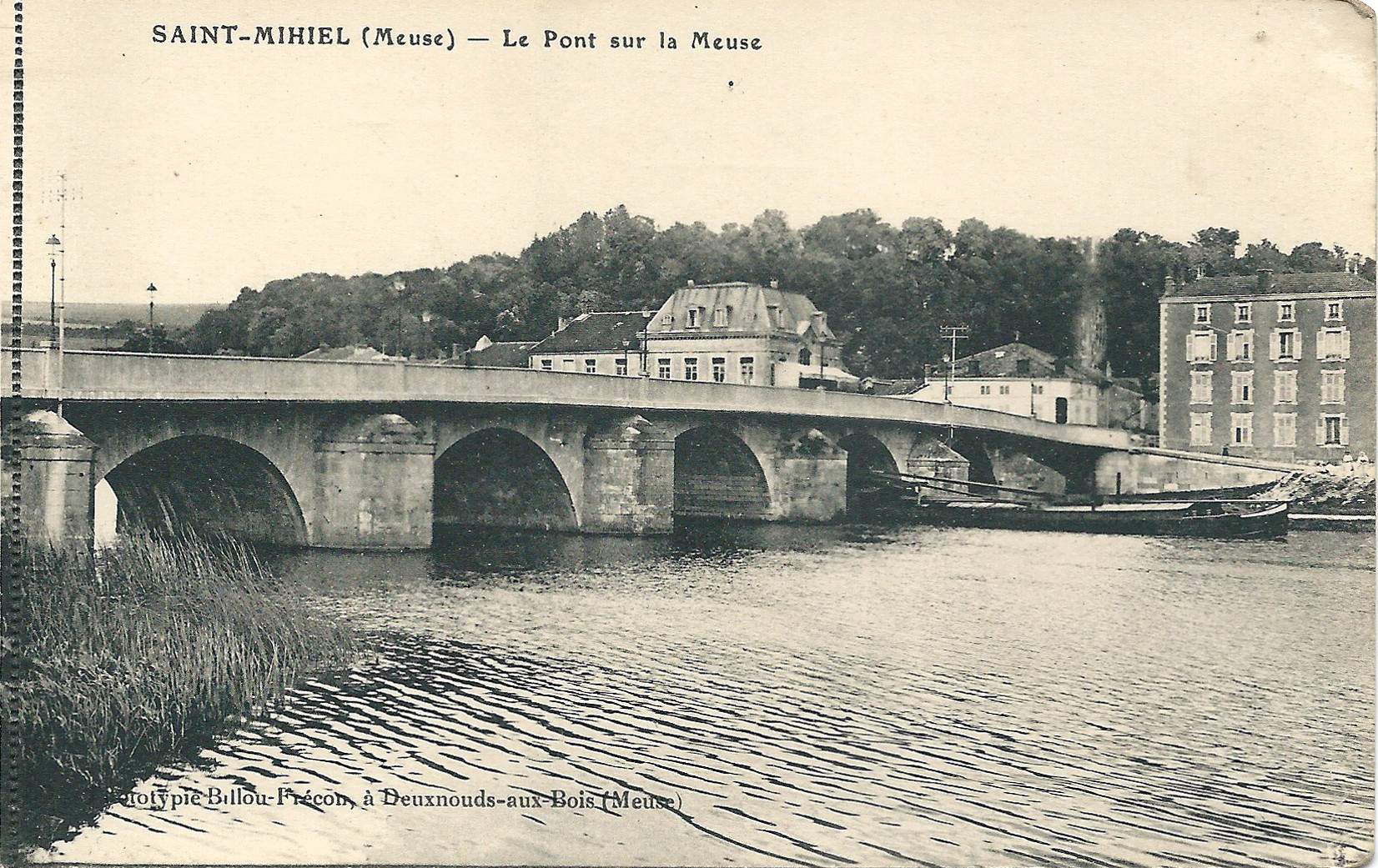
L'ancien pont au début du XXe siècle.
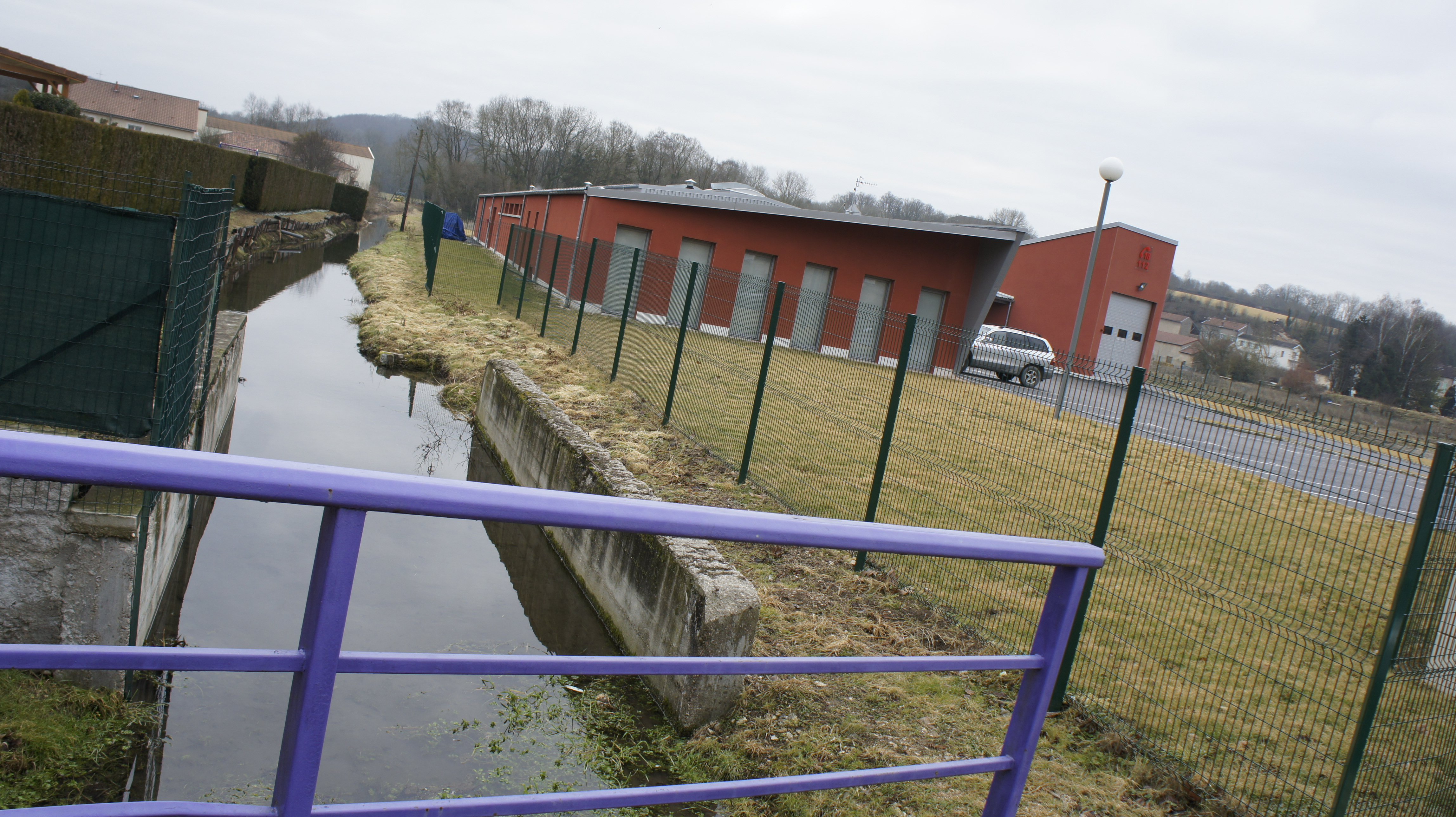
La Marsoupe et les pompiers.

Le canal de l'Est Branche-Nord, d'une longueur de 141 km, est un chenal et un cours d'eau naturel navigable qui relie Givet à Troussey, où il rejoint le canal de la Marne au Rhin.

### Climat
Pour des articles plus généraux, voir Climat du Grand Est et Climat de la Meuse.
En 2010, le climat de la commune est de type climat de montagne, selon une étude du Centre national de la recherche scientifique s'appuyant sur une série de données couvrant la période 1971-2000. En 2020, Météo-France publie une typologie des climats de la France métropolitaine dans laquelle la commune est exposée à un climat océanique altéré et est dans la région climatique Lorraine, plateau de Langres, Morvan, caractérisée par un hiver rude (1,5 °C), des vents modérés et des brouillards fréquents en automne et hiver.
Pour la période 1971-2000, la température annuelle moyenne est de 9,7 °C, avec une amplitude thermique annuelle de 15,7 °C. Le cumul annuel moyen de précipitations est de 901 mm, avec 13,1 jours de précipitations en janvier et 9,7 jours en juillet. Pour la période 1991-2020, la température moyenne annuelle observée sur la station météorologique de Météo-France la plus proche, « Nonsard », sur la commune de Nonsard-Lamarche à 17 km à vol d'oiseau, est de 10,7 °C et le cumul annuel moyen de précipitations est de 690,8 mm.
La température maximale relevée sur cette station est de 40,1 °C, atteinte le 25 juillet 2019 ; la température minimale est de −17 °C, atteinte le 1er mars 2005,,.
Les paramètres climatiques de la commune ont été estimés pour le milieu du siècle (2041-2070) selon différents scénarios d'émission de gaz à effet de serre à partir des nouvelles projections climatiques de référence DRIAS-2020. Ils sont consultables sur un site dédié publié par Météo-France en novembre 2022.

### Sismicité
Commune située dans une zone 1 de sismicité très faible.

#### Situation géologique
Le territoire de la commune de Saint-Mihiel se situe au centre de la région naturelle du Val-de-Meuse, qui correspond à la haute vallée de la Meuse, entaillant le plateau des Côtes de Meuse, entre Barrois et Argonne, à l'ouest, et Woëvre, à l'est.
La ville en elle-même se répartit de part et d'autre du fleuve, au sud-ouest de la commune. Elle est dominée par des collines : la colline du faubourg de Bar (262 m), sur la rive gauche ; et, sur la rive droite : les collines des Capucins (291 m) et de la Garenne (386 m) sur laquelle se situait un ancien camp romain. Le reste du territoire, la partie centrale et orientale, est constituée de petites collines recouvertes de forêts : la forêt domaniale de Gaumont au nord-est, et au sud-est la forêt domaniale de Gobessart.
L'altitude minimale est de 215 m, au niveau des rives de la Meuse lorsqu'elle quitte le territoire communal, et l'altitude maximale est de 388 m, à l'est, au lieu-dit le Parc Chanois Vieux Moutier.

#### Les roches de Saint-Mihiel
Sur la rive droite de la Meuse, à la sortie nord de Saint-Mihiel, se trouvent sept roches appelées les Dames de Meuse. Elles se présentent sous la forme de restes de récifs coralliens formés durant la période jurassique supérieur, étage oxfordien, alors que sous un climat très chaud la mer recouvrait toute la région. Leur base est faite d'une énorme couche calcaire qui leur donne une assise extrêmement solide. La genèse des couches a exigé plusieurs millions d'années (deux à trois). Le dégagement des roches par la Meuse s'est produit après la seconde glaciation quaternaire, marquée par des dépôts de graviers siliceux au-dessus des roches. Pendant une phase de grandes crues, en rive concave, les eaux ont affouillé la berge, arrachant les roches les moins résistantes. Le processus a exigé plusieurs milliers d'années et s'est produit il y a environ 250 000 ans.
Ces roches ont inspiré les armoiries de la ville où sur un blason d'azur sont posées trois roches d'argent. Le blason est encadré de deux aigles tenant dans leurs griffes une banderole sur laquelle on peut lire DONEC MOVEANTUR : jusqu'à ce qu'elles bougent. La sixième roche était autrefois surmontée d'un étrange champignon de deux mètres de largeur et connu sous le nom de table du diable. Elle était due à un phénomène d'érosion éolienne différentielle. Elle a été détruite durant la première guerre mondiale au cours d'un bombardement.

### Voies de communication et transport

#### Voies routières

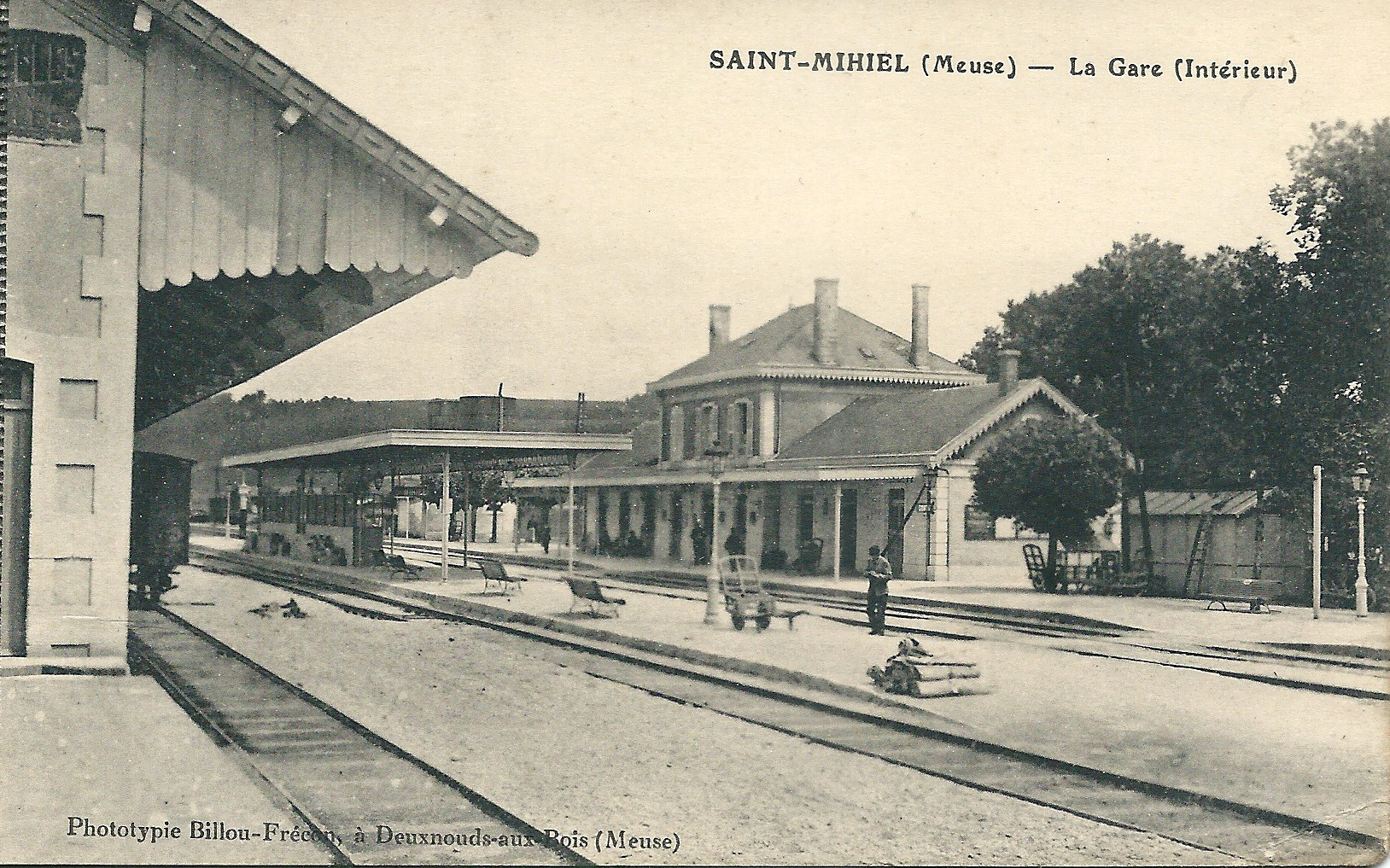
La gare de Saint-Mihiel au début du XXe siècle.

Saint-Mihiel est accessible par plusieurs routes départementales, dont :
- la D 964 (portion de l'ancienne route nationale 64 avant son déclassement), qui traverse l'ouest de la commune du nord au sud et relie Saint-Mihiel à Verdun, au nord, Commercy puis Vaucouleurs, au sud ;
- la D 901 (portion de l'ancienne route nationale 401 avant son déclassement), qui traverse la commune du nord-est au sud-ouest et relie Saint-Mihiel à Chambley-Bussières, en passant par Vigneulles-lès-Hattonchâtel au nord-est ; et Rumont, au sud-ouest où elle rejoint la Voie Sacrée ;
- et la D 907, qui relie Saint-Mihiel à Bouconville-sur-Madt, au sud-est.

#### Transport en commun
Jusqu'en 1959, Saint-Mihiel disposait d'une gare ferroviaire établie sur la ligne de Lérouville à Pont-Maugis. La gare est fermée depuis l'arrêt des circulations des trains entre Lérouville et Ancemont. La gare la plus proche est celle de Lérouville, située à 13 km au sud (par la D 964), et desservie par les trains TER Lorraine de la relation de Bar-le-Duc à Metz. Une navette par autocars relie Saint-Mihiel à la gare de Meuse TGV sur la ligne LGV Est européenne, avec une durée de trajet d'environ 30 minutes.

## Urbanisme

### Typologie
Au 1er janvier 2024, Saint-Mihiel est catégorisée bourg rural, selon la nouvelle grille communale de densité à sept niveaux définie par l'Insee en 2022.
Elle appartient à l'unité urbaine de Saint-Mihiel, une agglomération intra-départementale regroupant trois  communes, dont elle est ville-centre,,. Par ailleurs la commune fait partie de l'aire d'attraction de Saint-Mihiel, dont elle est la commune-centre,. Cette aire, qui regroupe 17 communes, est catégorisée dans les aires de moins de 50 000 habitants,.

### Occupation des sols
L'occupation des sols de la commune, telle qu'elle ressort de la base de données européenne d’occupation biophysique des sols Corine Land Cover (CLC), est marquée par l'importance des forêts et milieux semi-naturels (67,9 % en 2018), une proportion identique à celle de 1990 (67,9 %). La répartition détaillée en 2018 est la suivante : 
forêts (64,8 %), terres arables (19,8 %), prairies (6,4 %), zones urbanisées (4,8 %), milieux à végétation arbustive et/ou herbacée (3,1 %), zones industrielles ou commerciales et réseaux de communication (0,8 %), zones agricoles hétérogènes (0,2 %). L'évolution de l’occupation des sols de la commune et de ses infrastructures peut être observée sur les différentes représentations cartographiques du territoire : la carte de Cassini (XVIIIe siècle), la carte d'état-major (1820-1866) et les cartes ou photos aériennes de l'IGN pour la période actuelle (1950 à aujourd'hui).

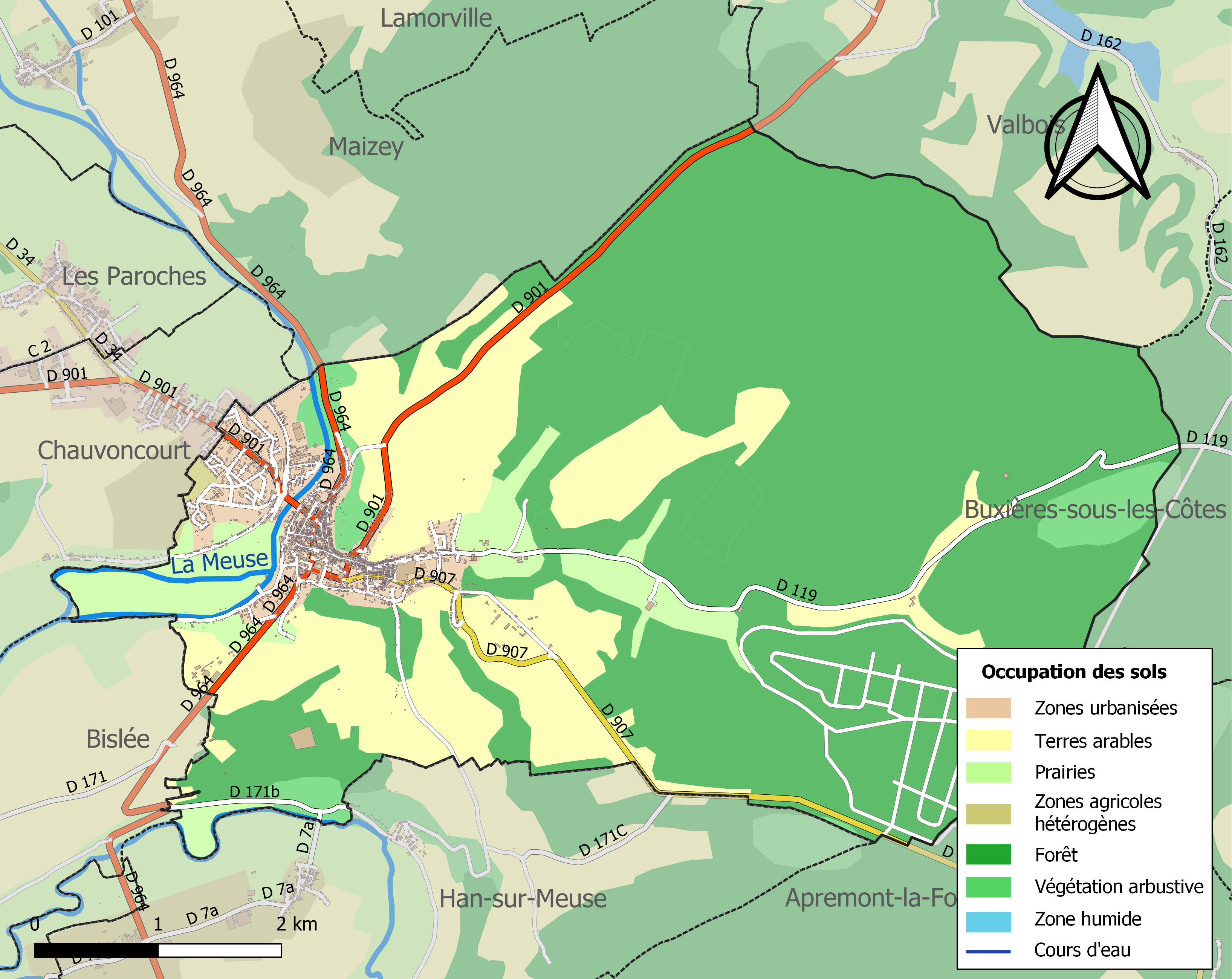
Carte des infrastructures et de l'occupation des sols de la commune en 2018 (CLC).

## Toponymie
Vers le VIe siècle, la ville a pour origine le hameau du nom de Godonécourt : de Godon, grand propriétaire du territoire et le suffixe -court, du latin cohors-cohortis, qui désigne une ferme d'élevage puis l'ensemble des habitations qui l'entourent.
La plus ancienne mention de Saint-Mihiel apparaît sous le nom Sanctus-Michaelis en 674 dans le testament de Vulfoad. Il apparaît plus tard la mention Villam sancti Michaëlis, cité dans une bulle du pape Pascal II.

On retrouve également diverses autres mentions : Sancto-Micaëlo-Archangelo (756), Sanctus-Michelis (1106), Sanctus-Michaëlis (XIIe siècle), Saint-Michiel (XIIIe siècle), Saint-Mihier (1243), Sainct-Mihiel (1324), Saint-Michael ou Michal (XVe siècle), Saint-Mihel (1549, 1608, 1707), Fanum Michaëlis (1580), Sainct-Miel (1601), Saint-Michel (XVIIe siècle), San Mihiellanius (1749).

En meusien Sint-Mié.

Au cours de la Révolution française, la commune porte le nom de Roche-sur-Meuse, jusqu'en 1793.
Saint-Mihiel est un hagiotoponyme qui est liée à l'Abbaye bénédictine Saint-Michel fondée en 709. La renommée de l’abbaye étant plus grande que celle du village, le nom de Saint-Michel finit par supplanter celui de Godonécourt.

## Histoire

### Préhistoire

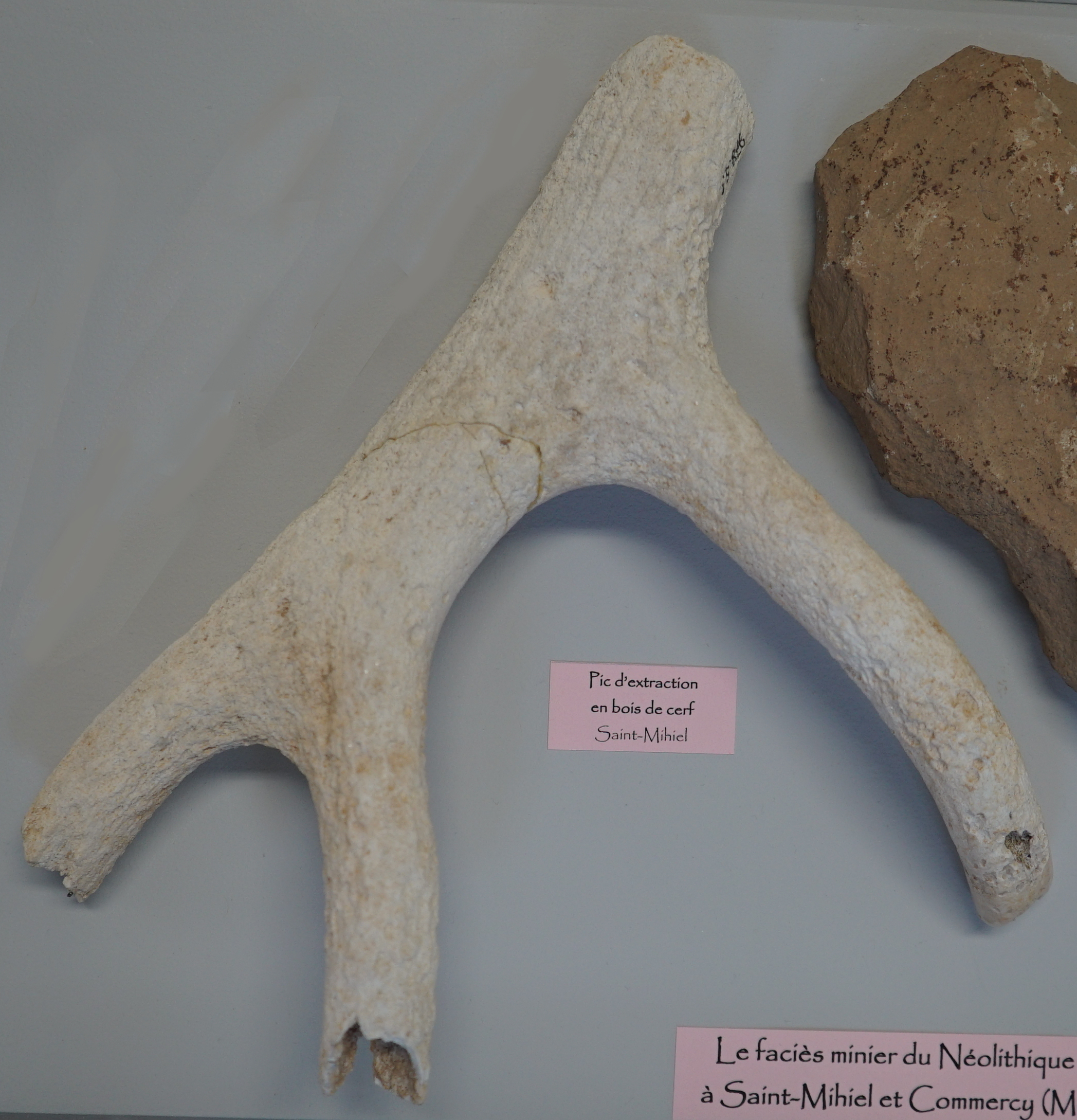
Outil de bois de cerf, préhistoire.

Des traces importantes d'activités humaines, datées du magdalénien (Dryas I), à la fin de la dernière période glaciaire, ont été découvertes au pied de la quatrième roche de Saint-Mihiel, ou appelée roche plate. Le site a fait l'objet de recherches en 1896 par le docteur Mitour qui y trouva des cornes de grands ruminants, des traces de foyers, des silex, plus de vingt paires de bois de rennes et quelques ossements,.
Dans la campagne, à l'est de la ville, se dresse un menhir (dit la Dame Schonne) érigé vers -1800 à l'orée de l'époque du bronze ancien. Il est situé sur un terrain appelé la Dame Schone,.
L'outillage de ces hommes préhistoriques était constitué de pierre éclatée puis de pierre polie. Il y avait partout des fabricants d'outils qui tiraient leur matière première des carrières de silex, rares dans la région. Il existe des vestiges datés d'environ 2100 av. J.-C. (néolithique moyen). qui concluent à la présence d'une colonie de carriers-mineurs sur la rive gauche : ils creusaient des galeries dans l'épaisseur du sous-sol de la Côte de Bar. Quelques ouvertures de galeries ont pu être mises au jour. Cette minière a été découverte en 1878 par le docteur Ballet et s'étend sur six hectares Le mobilier abondant, uniquement macrolithique : haches, pics, ciseaux, la fit classer en campignien. Il est difficile de chiffrer le nombre d'outils trouvés en surface depuis 1878 et dispersés dans des collections privées et publiques. C'est la construction du collège qui a permis de dégager des structures jusqu'alors insoupçonnées. Les fouilles de sauvetage de 1972 et 1973 et les fouilles de juillet-août 1973 ont pu mettre au jour deux modes d'exploitation : une minière à ciel ouvert et une mine avec galeries souterraines. Les galeries de mine, hautes (2,50 mètres) et assez étroites (6 x 5 mètres), avec un puits d'accès peu profond (2 mètres), oblique, situé à une extrémité de la galerie du type de Saint-Mihiel, sont rares. Le puits est généralement au centre, et la galerie présente un plan étoilé. Rarement isolées, elles forment de véritables réseaux ce qui est peut-être le cas à Saint-Mihiel, mais faute de fouilles assez étendues et dans de meilleures conditions, cela n'a pu être vérifié.

### Antiquité

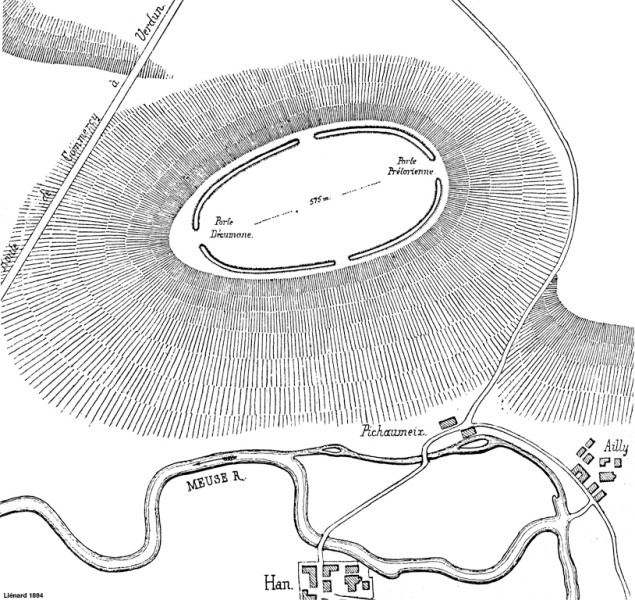
Le camp des Romains - dessin de F. Liénard (1884).

Bien qu'aucune cité n'ait été fondée avant le haut Moyen Âge, les travaux de Félix Liénard ont mis en évidence la présence celte puis gallo-romaine sur le territoire de Saint-Mihiel.
Plusieurs voies ont pu être recensées : la voie antique de Fains à Saint-Mihiel et à Woinville, la voie antique de Nasium à Gravelotte, la traverse de Verdun au Camp de Saint-Mihiel par la rive gauche de la Meuse, la voie antique de Verdun à Soulosse et à Neufchâteau et la voie de Bar-le-Duc au Montsec passant par Chauvoncourt.
Sur le plateau à hauteur de la Côte de Godoncourt, en direction de Commercy au sud de Saint-Mihiel, était implanté un imposant camp de César de forme ovale de 19 ha (575 m sur 340 m). Situé à 386 m d'altitude, il disposait de quatre entrées. Des fragments d'armes, des tessons de poteries et des monnaies gauloises et romaines à l'effigie des Antonins ont été trouvées. Elles permettent de dater l'époque romaine au milieu du deuxième siècle. Au XIXe siècle, on apercevait encore un rempart de terre de deux mètres de haut précédé d'un fossé. Avec la construction du fort en 1878 et la Grande Guerre, les derniers vestiges ont été détruits.

### Moyen Âge

#### Origines et développement de la ville

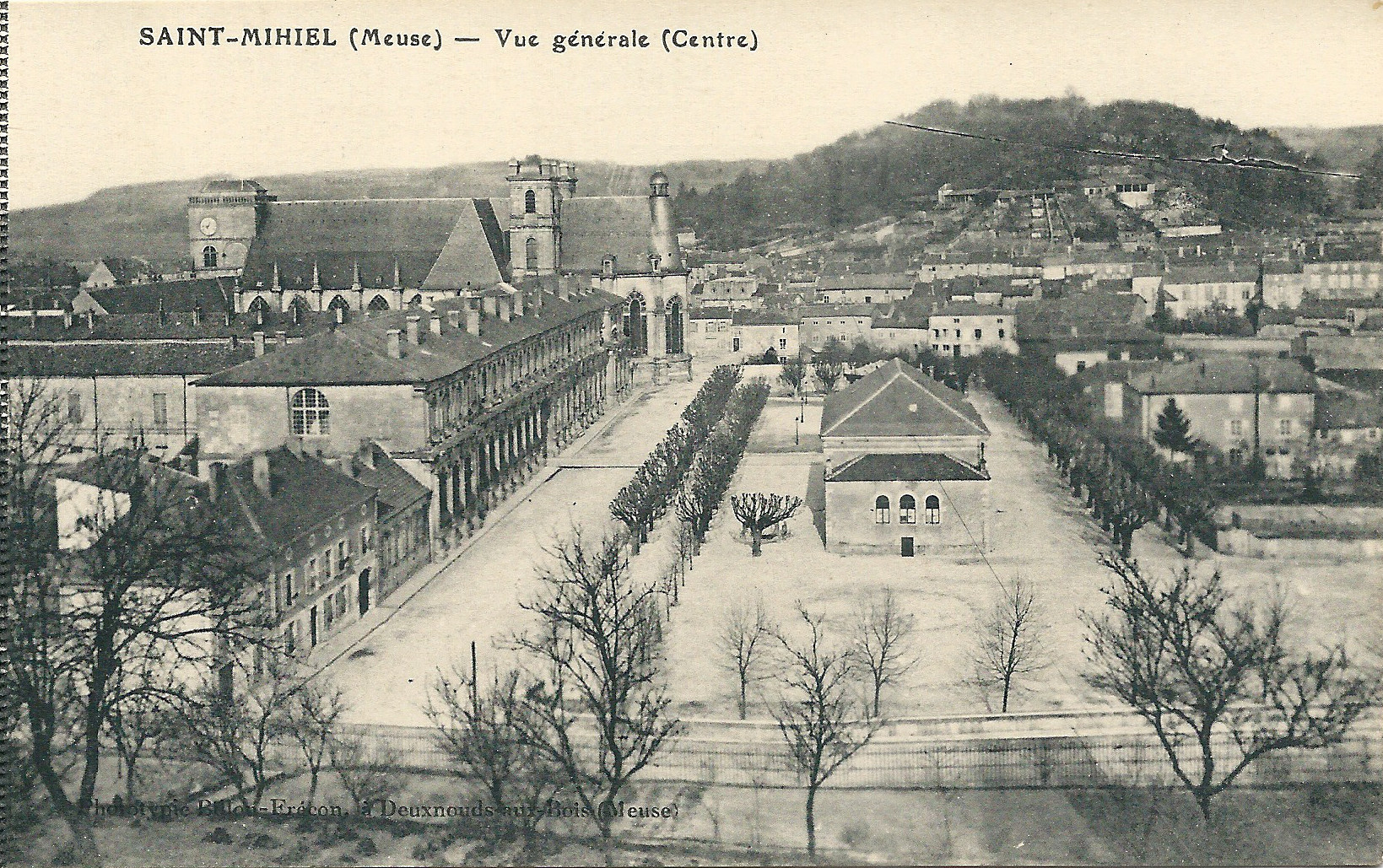
Vue générale de Saint-Mihiel au début du XXe siècle avec l'église Saint-Michel et les bâtiments abbatiaux dont la bibliothèque.

Saint-Mihiel est à l'origine le lieu d'une abbaye, dont le site primitif est situé à la ferme Saint-Christophe, environ sept kilomètres plus à l'est de la ville en direction de Woinville, vers le ruisseau de la Marsoupe. Pendant un temps, les francs sont les occupants du territoire environnant le ruisseau. La région est englobée dans le royaume d'Austrasie, nom donné aux territoires de l'est après le deuxième partage entre les fils et successeurs de Clovis. C'est à cette période qu'un certain Godon (ou Godin) sur lequel il n'existe aujourd'hui aucun autre renseignement, reçoit en partage le territoire autour de la Marsoupe, en même temps qu'un nommé Calvus (le Chauve) donnait son nom au domaine de Chauvoncourt. À l'époque, le petit hameau de quelques habitations et quelques fermes est connu sous le nom de Godonécourt.
Avec le développement de la christianisation, Godonécourt se dote d'une paroisse dont l'église est dédiée aux saints Cyr et Julitte. La paroisse dépend de l’évêque de Verdun, et fait partie de l'archidiaconé de la Rivière (c'est-à-dire de la vallée de la Meuse), qui, avec celui de la Woëvre, de l'Argonne et de la Princerie compose le territoire dépendant de l’évêque de Verdun.
À la fin de la période franque, ce domaine appartient au comte Vulfoad (ou Vulfoald, Vulfoade, Wulfoade), un seigneur qui habite le château de Trognon, situé sur les hauteurs de Heudicourt,,. Avec sa femme Adalsinde, il est à l'origine de la fondation de l'abbaye en 709, qu'il dote de nombreux biens, ce qui est attesté dans une charte de donation datée de la quinzième année du règne de Childebert, conservée jusqu'en 1791 aux archives de l'abbaye.
En 755, Pépin le Bref donne ce domaine, qu'il vient de confisquer à Vulfoad, à Fulrad, abbé de Saint-Denis. Vulfoad avait été accusé de trahison et condamné à mort, avant d'être gracié par Fulrad. L'abbé Fulrad y installe un monastère dédié à saint Michel.
La question de l'identité de Vulfoad a fait l'objet de débats ou de confusions, faute d'informations suffisantes sur le personnage. Il existait un maire du palais d'Austrasie et de Neustrie du nom de Wulfoade, décédé en 679. Les liens de parentés sont inconnus entre les deux homonymes. Mais Wulfoade, maire du palais, était aussi connu comme étant le père de l’évêque de Toul Garilbald, mort en 706. Certains ouvrages mentionnaient alors Garilbald comme fils de Wulfoalde, fondateur de l'abbaye de Saint-Mihiel. Dans ce cas, le problème relève de l'âge de Vulfoad lors de sa condamnation à mort en 755. Joseph de L'Isle, en 1754, estime qu'il aurait eu plus de cent ans, ce qui est improbable. Il émet même l'hypothèse que le maire du palais ait pu être un parent de Garilbald, et que le comte Vulfoad soit le fils de cet évêque.
En 772, l'abbaye obtient de Charlemagne l'immunité, c'est-à-dire l'exemption du contrôle des fonctionnaires impériaux. Vers l'an 800, l'abbé Smaragde, qui était aussi un conseiller de Charlemagne, décide de transférer l'abbaye sur les bords de la Meuse. Ce transfert est effectif entre 816 et 824 à proximité de l'abbaye actuelle.
En 843, le traité de Verdun divise l'empire de Charlemagne en trois. La partie à l'ouest devient la Francie occidentale et la partie orientale englobe les territoires de langue germanique. Quant à la partie médiane, elle garde l'appellation d'Empire et appartient à Lothaire. Lorsque ce territoire est de nouveau divisé par le Traité de Prum, à la mort de Lothaire, Lothaire II obtient la partie nord qui devient la Lotharingie. À la mort de Lothaire II, ses oncles Charles le Chauve et Louis le Germanique s'emparent de la Lotharingie. Charles récupère quelques villes à l'ouest dont Verdun et Saint-Mihiel avant qu'elles ne soient prises par le fils de Louis le Germanique. Ainsi débute le morcellement féodal. La Lotharingie disparaît en tant qu'État, elle est rattachée au Saint-Empire puis se retrouve divisée en deux en 959 : Haute et basse Lotharingie. Saint-Mihiel se retrouve intégré dans le comté de Bar, indépendant du reste de la Haute-Lotharingie (équivalent de la Lorraine) jusqu'à son rattachement au XVe siècle.

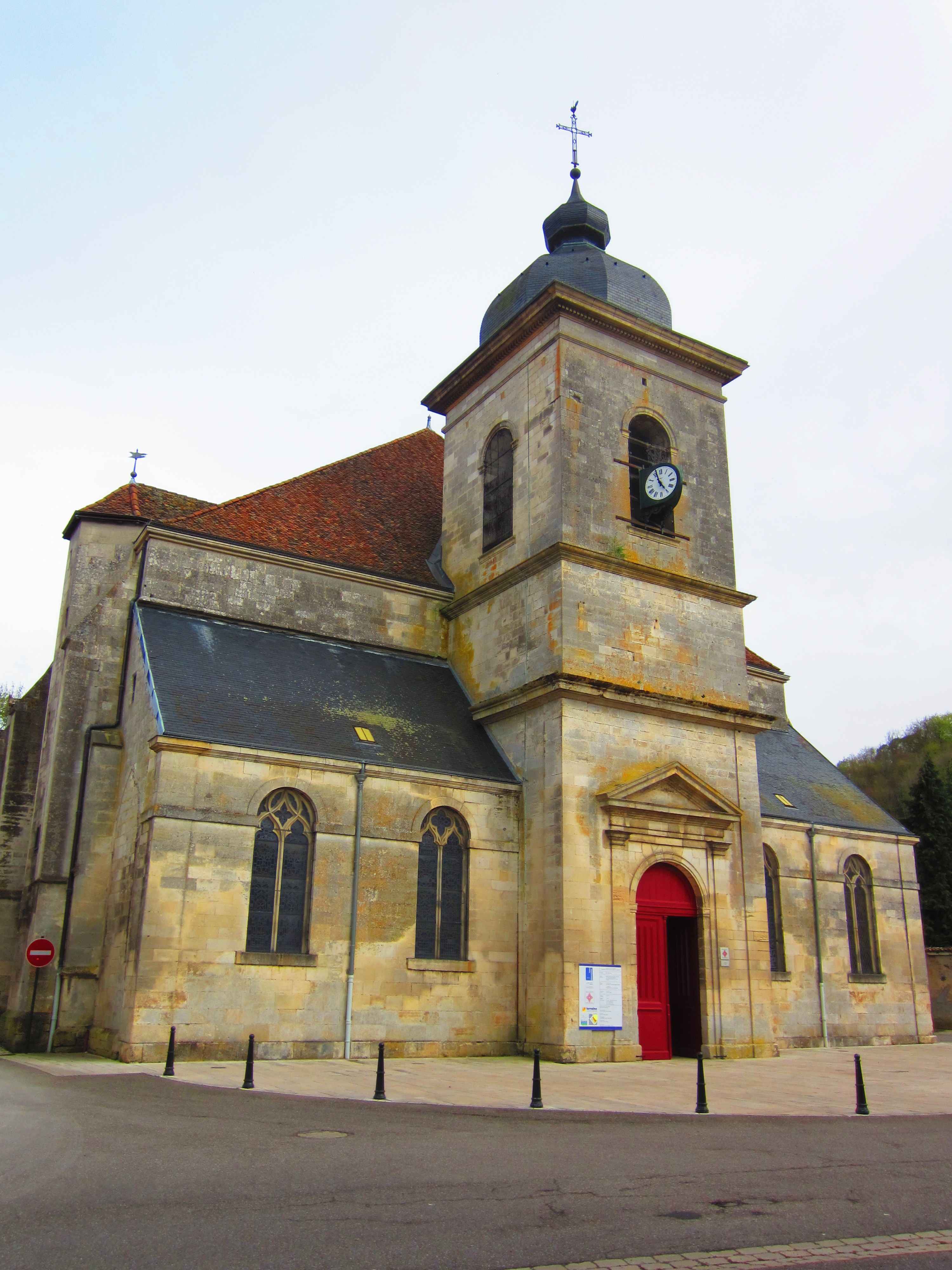
Église Saint-Étienne.

Parmi les abbés qui se succèdent à Saint-Michel au début du XIe siècle, Nantère accueille l'empereur Conrad II quand celui-ci vient camper à Saint-Mihiel avec une armée. Conrad et Henri I s'étaient rencontrés à Deville pour s'entendre contre les entreprises d'Eudes de Blois. Nantère se montre très soucieux de l'indépendance de l'abbaye. Il fait rédiger la chronique du monastère et fabriquer des documents selon lesquels le comte Vulfoad aurait de fait fondé l'abbaye en 709, donc bien avant que l'abbé Fulrad se manifeste. Nantère a également d'excellent rapports avec Rome, pour combattre les excès de la domination barroise. Il obtient du pape Étienne des reliques, qu'il place à l'église paroissiale, désormais désignée Saint-Étienne.

#### Le château

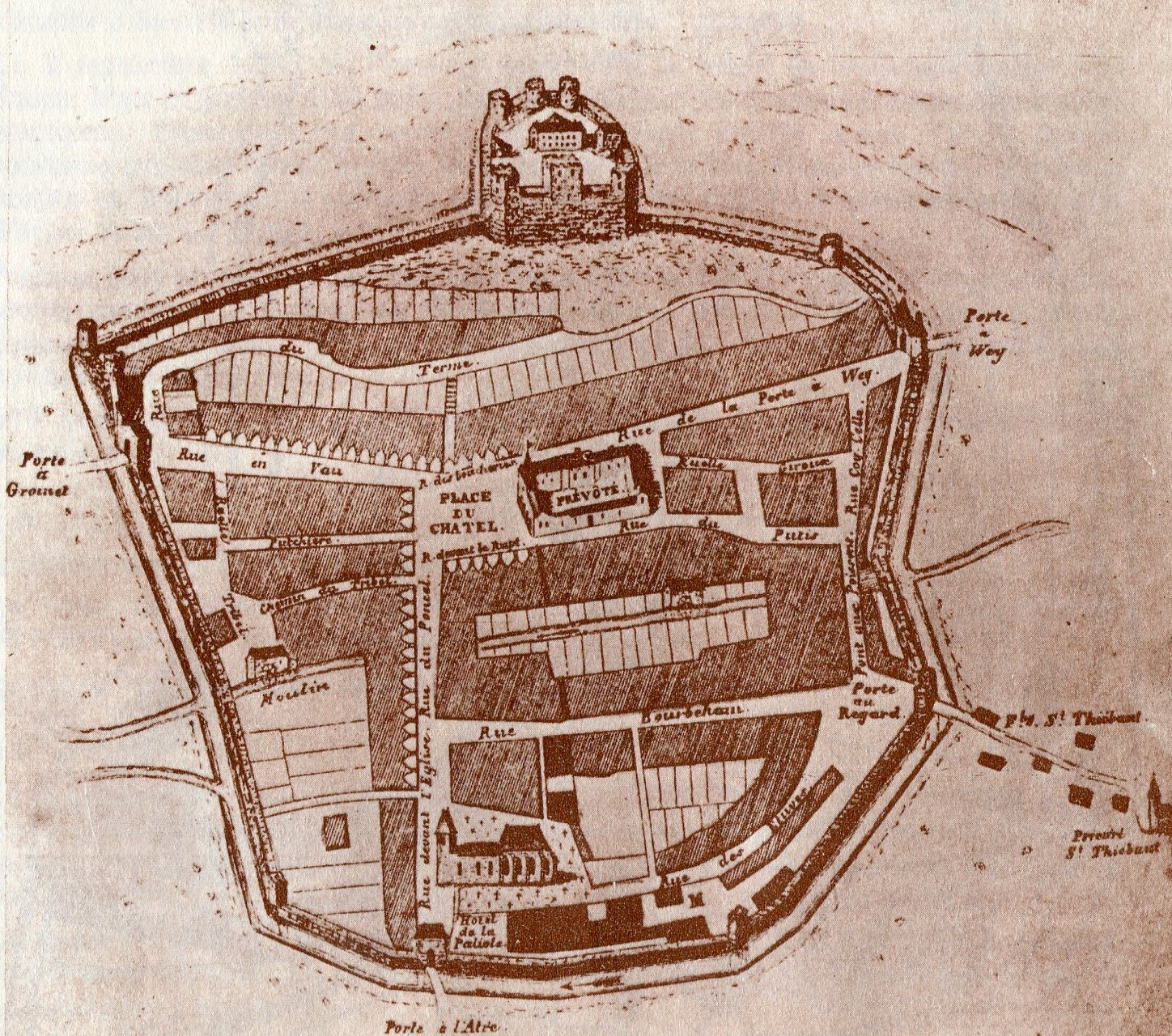
Saint-Mihiel au XIIe siècle : le bourg.

Entre 1078 et 1090, un château fort est construit par la comtesse Sophie de Bar sur la côte boisée dominant le quartier du bourg. Il est pourvu de défenses, entouré d'un fossé et flanqué de quatre beffrois et trois tours. On y pénètre par un pont-levis. Le château a pour rôle de défendre la ville et le monastère durant la querelle des investitures, qui oppose la papauté à l'empereur du Saint-Empire entre 1075 et 1122. Sophie de Bar est en effet mariée à Louis de Montbéliard, comte de Bar et de Mousson, qui a pris le parti du pape (à l'époque Grégoire VII) contre l'empereur Henri IV du Saint-Empire. L'abbé Sigefroi (ou Sigefried) de Saint-Mihiel a aussi pris le parti du pape, s'attirant les foudres du comte-évêque de Verdun qui soutient l'empereur. À la mort de la comtesse et de son mari vers 1092, l'abbé Uldaric rachète le château au comte Renaud Ier de Bar pour 200 marks d'argent, par traité signé en 1106 à Commercy. La forteresse subit dès lors divers ravages et remises en état, avant d'être détruite définitivement en 1635 sur ordre de Louis XIII, dont les troupes occupent les duchés de Bar et de Lorraine,.
Toutefois, les comtes de Bar ne logent pas au château mais à la paliole, une résidence plus luxueuse, un petit palais qui se trouvait à l'emplacement de la maison de Menonville, actuelle rue des Chanoines.

#### XIIIesiècle-XVesiècle
Le XIIIe siècle est une période néfaste pour Saint-Mihiel : la peste s'installe, le sire de Pierrefort, proche parent du comte de Bar ravage le pays, le château doit être remis en état de défense, et les séjours des comtes de Bar dans la ville se révèlent très coûteux pour les habitants, réduits alors à une grande misère.
En 1251, la construction d'une halle en bois marque le début d'une expansion de la ville. Le nouveau quartier prend forme et se soude au vieux bourg. Les enceintes sont agrandies et les accès se font par la porte à Verdun, la porte à Meuse, la porte à Metz et la porte Grougnot (ou Groinet). La halle sera reconstruite en pierre en 1587, gardant sa forme jusqu'au début du XXe siècle et la suppression des arcades. Sur les hauteurs, aux Capucins, une série de tours défendent les fortifications.
En 1301, le traité de Bruges fait de la rive gauche de la Meuse une vassalité du roi Philippe IV de France (le Barrois mouvant de la couronne de France) tandis que la rive droite du fleuve, partie orientale de la ville reste fief impérial sous la suzeraineté d'Albert de Habsbourg (Barrois dit non-mouvant.). Saint-Mihiel, située sur la rive droite, fait partie du Barrois non mouvant.

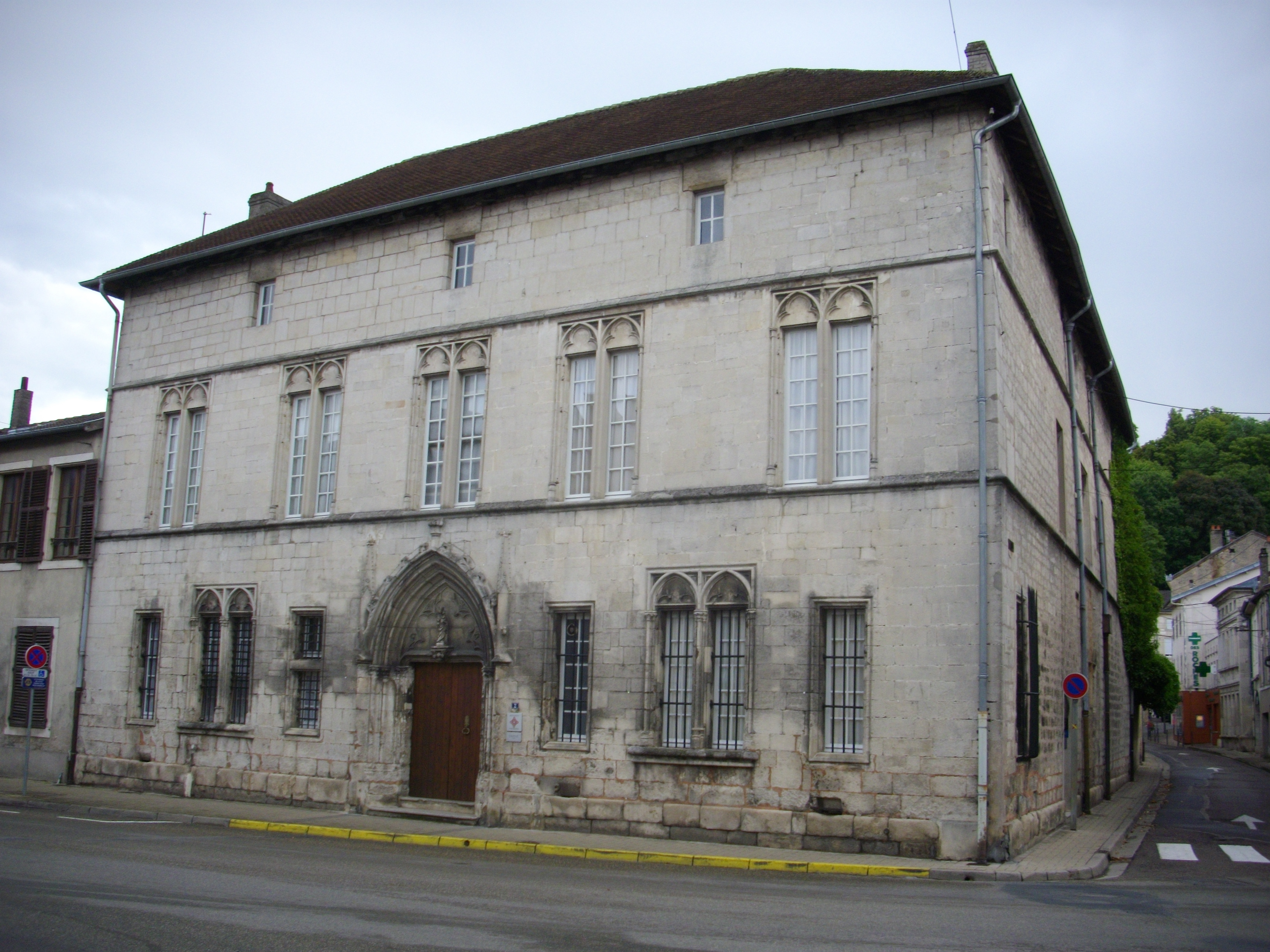
La maison du Roi.

En 1424, le jeune duc René fait son entrée dans la ville où il loge à l'hôtel de François de Gondrecourt. En 1428, il achète la Grand'Maison de Jean de Mandres, seigneur de Mandres-aux-Quatre-Tours, pour mille livres. Cette demeure est surtout connue sous le nom de Maison du Roy. Les ducs y habitent jusqu'à ce que Charles III la délaisse et qu'elle devienne possession du bailli de Nancy, monsieur le Gournais. René exempte les bourgeois du droit d'ustensiles, usage qui obligeait les habitants à fournir tout le matériel nécessaire à leur hôte lors du séjour du souverain, ce qui "avait tendance à diminuer leur plaisir".
De 1354 à 1476, la ville compte un hôtel de la monnaie, où sont frappées les monnaies du duché de Bar. La monnaie de France ne s'introduit dans le Barrois qu'au XVIIe siècle.

#### Corps et métiers
La majeure partie de la population était à l'époque composée de paysans. Néanmoins, l'artisanat s'implante durablement dans la ville.
En 1203, les drapiers de Verdun s'installent près des halles où ils prospèrent. Une charte de 1386 leur accorde des privilèges et ils forment une corporation en 1449. Toutefois, avec la concurrence naissante, la qualité des draps se réduit à une étoffe grossière d'été, dite de Rouvrois. Les tisserands sont présents en nombre à l'actuelle rue des tisserands. Ils forment une confrérie sous le patronage de saint François. Leur industrie est réglementée par des chartes de 1570 et 1612 des ducs Charles III et Henri II de Lorraine. Les cordonniers et tanneurs forment aussi une confrérie dès 1428. Les bouchers sont établis d'abord au bourg, près de la place Châtel. Leur activité est réglementée par René d'Anjou, duc de Lorraine en 1427 puis par Antoine de Lorraine en 1517. Ils s'installent par la suite à la halle en 1595.

#### L'administration judiciaire

##### La structure territoriale de la justice en Lorraine
La justice est une justice retenue, c'est-à-dire exercée par le souverain, par l'intermédiaire d'un représentant sur une portion du territoire : le bailli. Leur principale mission est la tenue des assises. Le bailliage est subdivisé en prévôtés. Le prévôt rend la justice, commande les troupes de son district, de la milice et dispose des clés de la ville. Le bailliage de Saint-Mihiel est rattaché à la Cour souveraine de Nancy. Il comprend onze prévôtés, supprimées en 1751 par Stanislas Leszczynski qui refonde alors la carte des bailliages de Lorraine mais maintient la présence d'un bailliage à Saint-Mihiel.
Les baillis ont été les suivants : Ancelin de Bouconville (1269), Collignon de Koeurs (1329), Jehan de Condé (1340), Jean des Armoises (1402), Jean de Lenoncourt (1495, Jacques du Châtelet (1533), René de Beauvau (1543), Pierre de Watronville (1557), Jean-Louis-Théodore de Lenoncourt et Enard-Florent du Châtelet aux XVIe et XVIIe siècles, De Raigecourt (1703), Du hautoy (1789).
À la suite du traité de Bruges en 1301, qui lui enlève la partie du Barrois mouvant au profit du roi de France, Saint-Mihiel devient le chef-lieu juridique du duché de Bar. Toutefois, si les comtes et ducs de Bar font foi et hommage au roi de France pour le Barrois mouvant, ils conservent sur ce territoire tous les droits régaliens au nombre desquels le pouvoir législatif. Lorsque le roi Jean érige en duché le comté de Bar en 1364, il confirme ces droits qui resteront en l'état jusqu'en 1555 et la rédaction d'une coutume de Sens. Le duc Charles porta réclamation au roi Charles IV. Le concordat du 25 janvier 1571 scella le conflit en ce qu'il restitue aux ducs les droits et la souveraineté sur le Barrois.
En 1670, les seize prévôtés suivantes dépendent du bailliage de Saint-Mihiel : Arrancy, Bournonville, Bruy ou Briey, la Chaussée, Conflans-en-Jarsy, Estain, Foug, Longuion, Longwy, Mandres, La Mothe-et-Bourmont, Noroy-le-Sec, Pont-à-Mousson, Rambercourt-aux-Pots, Sancy et Saint-Mihiel (qui s'étend sur quarante villages.
En 1710, les dix prévôtés suivantes dépendent du bailliage de Saint-Mihiel : prévôté de Saint-Mihiel, prévôté et office du comté d'Apremont, prévôté et office de Bouconville, prévôté de Briey, prévôté de Conflans-en-Jarnisy, prévôté et office de Foug, prévôté de Hattonchâtel, prévôté de Norroy-le-Sec, prévôté de embercourt-aux-Pots et prévôté de Sancy.

##### La Cour des Grands-Jours

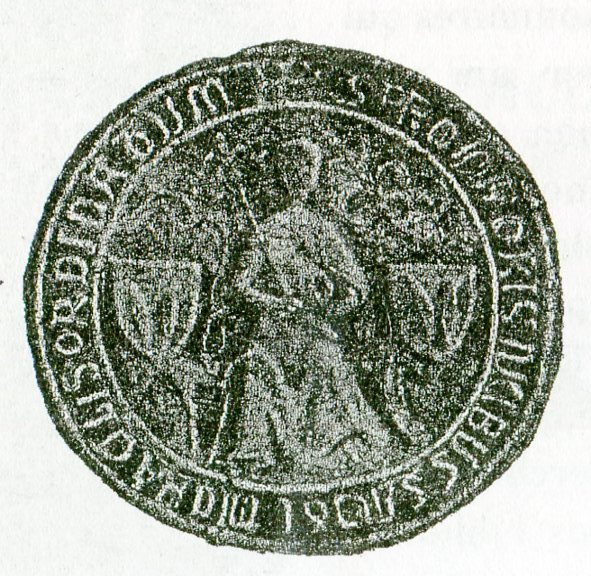
Sceau de la Cour des Grands Jours.

Le tribunal souverain est appelé « Cour des Grands-Jours » jusqu'en 1571 où elle est transformée en « Cour permanente de parlement ». On la trouve référencée aussi sous le nom Cour des Hauts Jours. La cour se tient à Saint-Mihiel, au bourg, puis à la prévôté et enfin à la Paliole. Des prisons existent dans les basses fosses du château. Cette cour reçoit les appels des juridictions subalternes du Barrois, et jugeait aussi en premier et dernier ressort des affaires situées dans le Barrois non-mouvant, privilège de non-appellando obtenu par un traité de Nuremberg. Pour le Barrois mouvant, les habitants pouvaient, semble-t-il, choisir porter leurs appels devant le Parlement de Paris ou devant la Cour de Saint-Mihiel. Deux cas portés devant le Parlement de Paris ont été référencés en 1782. La Cour n'avait pas de magistrats permanents, ni de temps fixes pour les séances. Il pouvait même y avoir des périodes sans séances de plusieurs années. Les appels n'étaient à l'époque pas très fréquents.
À l'époque, les règles de droit en Lorraine sont coutumières et peuvent varier d'un bailliage à l'autre. Dans une ordonnance du 8 octobre 1571, le duc Charles II, qui voulait donner une plus grande importance à la Cour, profite du privilège de non-appellando pour fixer les règles de l'administration et de la justice dans l'ensemble du territoire. C'était une harmonisation des lois. La Cour est érigée en parlement. Les coutumes sont transposées à l'écrit. Elles sont réformées en 1598 puis, à la suite des exigences de Charles III, en 1607. La Cour est alors composée d'un président, de quatre conseillers (porté à huit en 1607), un greffier et deux huissiers.
En 1634, Louis XIII, qui occupe la Lorraine, établit par l'Edit de Monceaux un intendant à Saint-Mihiel pour tout le ressort du parlement, lui donnant droit d'y juger en dernier ressort tous les procès civils et militaires, criminels ou encore de finance. Mais en octobre 1635, Saint-Mihiel ayant été de nouveau obligée de se rendre à Louis XIII, ce dernier supprime entièrement le Parlement et réunit toute la juridiction au conseil souverain de Nancy qu'il supprime en 1637, transféré au ressort de Metz.

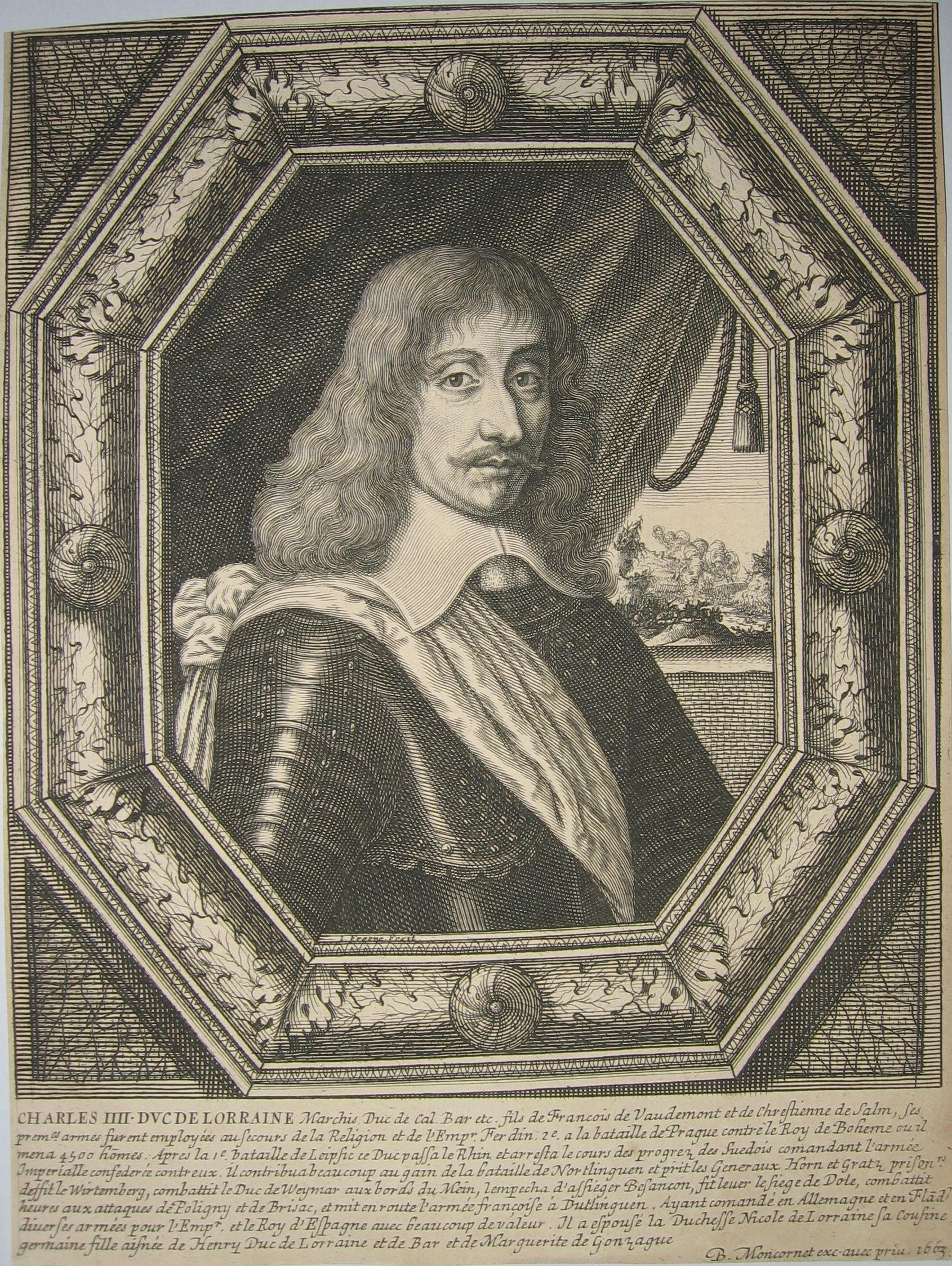
Charles IV de Lorraine.

Par décision du 7 mai 1641, le duc Charles IV fait du parlement de Saint-Mihiel l'unique cour souveraine pour l'ensemble des deux duchés. Mais rattachant cette cour à sa personne, il la fait siéger à ses côtés dans toute la Lorraine. Saint-Mihiel y avait donc plus perdu que gagné. C'est après la Paix de Vincennes et l'avènement de Louis XIV que la ville retrouve sa cour sédentaire, mais ramenée au seul ressort du Barrois, une autre cour étant créée pour la Lorraine, d'abord à Saint-Nicolas de Port puis à Epinal, à Pont-à-Mousson puis à Nancy. Le conflit entre Charles IV et Louis XIV a pour conséquence une nouvelle occupation française de la Lorraine. la suppression de la cour et du bailliage de Saint-Mihiel, remplacés par un intendant royal entre 1670 et 1697. Cette année-là, le traité de Ryswick prévoit la restitution des duchés à Léopold de Lorraine, Saint-Mihiel récupérant ses officiers de bailliage et sa Cour.

### Époque moderne

#### Ligier Richieret l'embellissement de la ville auXVIesiècle
Le XVIe siècle est le siècle de la Renaissance lorraine. Les bénédictins de Saint-Mihiel encouragent la production artistique, en particulier sous l'abbatiat de René Maria (1520-1531) et René Merlin (1570-1586). De nombreux immeubles sont alors édifiés et contribuent à l'élégance de la ville. Boutiques, hôtels bourgeois, monastères, chapelles remplissent l'espace jusqu'alors peu occupé entre le vieux bourg et le quartier naissant de la Halle, où est construit un Hôtel de ville. Parmi ces immeubles, l'hôtel de Bousmard (un temps maison de la Croix-Rouge puis actuellement MECS) daté de 1520, l'hôtel de Faillonnet (rue Poincaré) qui est de 1554, la cage d'escalier de style Renaissance dans la cour d'une maison place Carnot, le premier hôtel de Rosières construit par Albéric, prévôt en 1578 devenu l'hôtel du Cygne, et en face, la Maison rouge. C'est en 1588 que la halle est construite en pierre. Elle est au centre d'une cour autour de laquelle les maisons surplombent une galerie de trente arcades avec huit ouvertures voûtées. Le pont est aussi reconstruit en dur de 1507 à 1532. Il était défendu sur la rive droite par la tour de Procheville, encore debout en 1678.

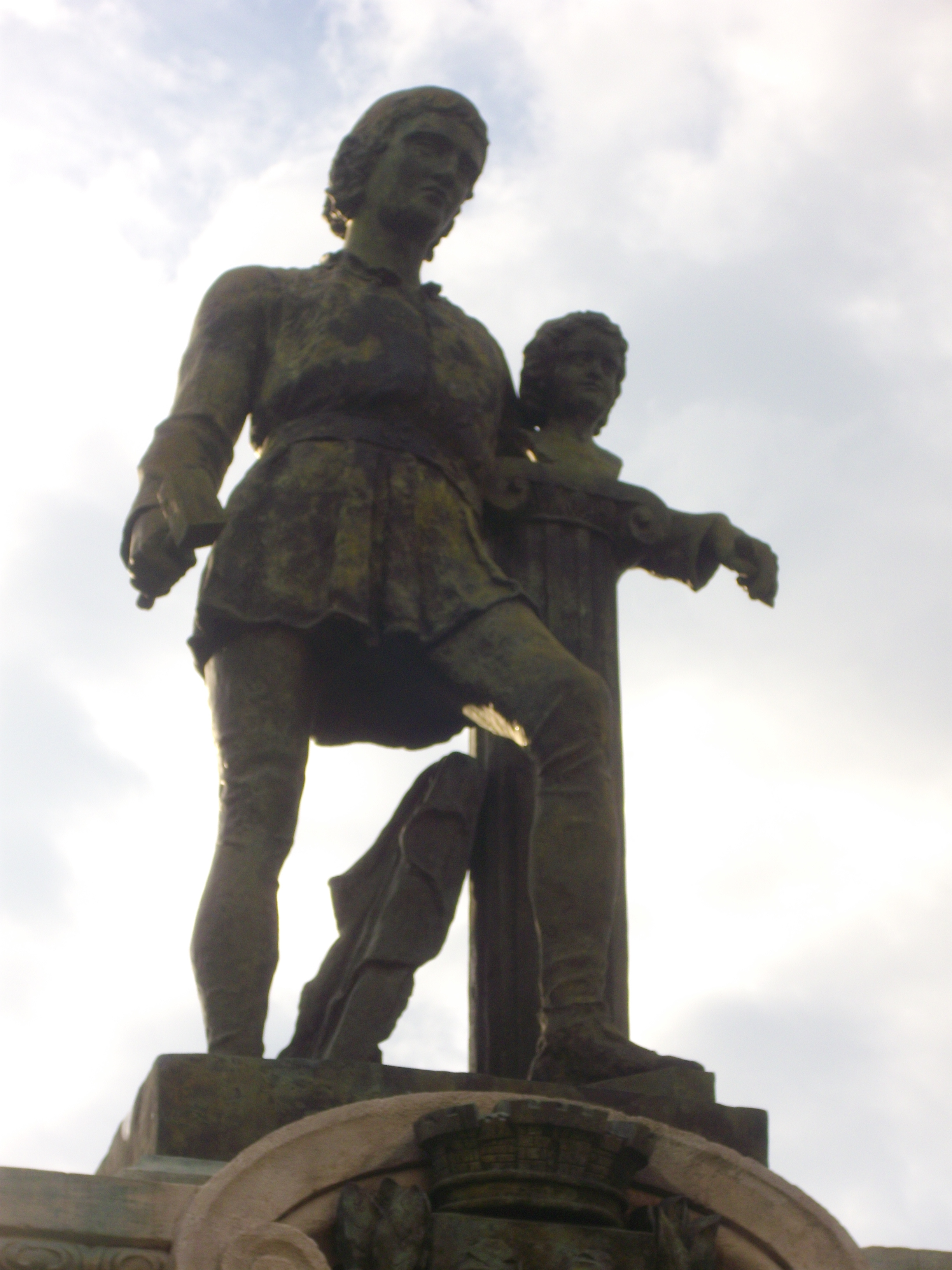
Statue de Ligier Richier.

Saint-Mihiel peut compter sur un artiste de renom : Ligier Richier, sculpteur né vers 1500. La renommée de la famille Richier vient de leur savoir-faire et de la qualité spirituelle des œuvres qu'ils réalisent. Héritiers de l'art du Moyen Âge par les thèmes qui les inspirent et leur respect du sacré, ils appartiennent à la Renaissance par la manière dont ils traitent leurs sujets. Ligier Richier travaille pour la famille ducale en sculptant le gisant de Philippe de Gueldre, aujourd'hui conservé en l'église des Cordeliers de Nancy. Il orne le tombeau de René de Chalon, prince d'Orange, dans l'église Saint-Pierre de Bar-le-Duc du célèbre écorché dit le transi, et réalise encore d'autres travaux pour les seigneurs lorrains. Il travaille aussi pour la dévotion des fidèles en diverses églises, dont celles de Saint-Mihiel : il contribue à l'ornement de l'église paroissiale Saint-Étienne, laquelle abrite sa sculpture la plus célèbre, la Mise au tombeau du Christ, aussi appelée le Sépulcre, ou à l'église abbatiale Saint-Michel qui conserve aujourd'hui une Vierge en noyer, seul élément subsistant d'un ensemble plus important.
En 1613 s'implante l'imprimerie, avec un certain retard sur Longeville et Verdun (1540) mais en avance sur Bar-le-Duc (1687).

#### Saint-Mihiel, centre religieux

##### La Réforme à Saint-Mihiel
C'est en 1523, sous le règne du duc Antoine, que Jean Chatelain, docteur en théologie de Tournay, moine Augustin, jette les premières semences de la Réforme dans les États du duc de Lorraine. Arrêté, il est brûlé vif à Vic, le 12 janvier 1525. Pour enrayer les nouvelles idées, le duc publie en décembre 1523 un édit qui défend de propager les erreurs de Martin Luther dans l'étendue des deux duchés de Bar et de Lorraine; sous menace des peines les plus sévères. À cet effet, il institue un tribunal inquisitorial dans chacun des trois diocèses de Metz, Toul et Verdun. Pendant ce temps, les Lansquenets, mercenaires allemands sous les ordres du comte de Vaudémont, envahissent le Barrois et ravagent Saint-Mihiel et ses environs. En 1560, les réformés de Saint-Mihiel et les villages voisins adressent une supplique au duc de Lorraine pour lui demander l'autorisation de vivre selon les règles de la Réforme. Ils désirent garder la doctrine et suivre l'exemple de Jésus-Christ, lequel enseigne de payer soi-même ce qui appartient à César, c'est-à-dire de faire en sorte que les croyances et pratiques religieuses n'interfèrent pas avec le pouvoir politique. Les habitants supplient au duc de leur donner des temples. une telle démarche n'était pas sans risques, si l'on en juge par l'émigration, dès 1562, qui commence à se produire dans les rangs des signataires, dont plusieurs vont rejoindre l'Église réformée de Metz, rattachée à la France depuis 1552. En 1564, une nouvelle pétition adressée à Charles III par divers membres de l'ancienne chevalerie, demande pour eux et leurs vassaux la libre profession de leur culte. Sans succès. Charles III n'y répond que par un refus suivi de mesures plus rigoureuses. Cependant, la peine de mort est abolie. L'édit du 14 septembre 1572 interdit tout exercice de religion et enjoint aux réformés de vendre leurs biens dans le délai d'un an sous peine de confiscation. C'est alors que l'émigration est au plus haut à Saint-Mihiel. Parmi les expatriés se trouve Ligier Richier qui se rend à Genève où il meurt vers 1567.

##### Le renouveau clérical
Le XVIIe siècle marque un développement clérical de la ville qui est restée catholique, la Réforme protestante ne s'étant pas implantée dans la Lorraine. Au contraire, la contre-réforme, issue du Concile de Trente, provoque un renouveau monastique et missionnaire avec l'arrivée de religieux et religieuses dans la ville. Saint-Mihiel est favorisée par l'aisance de la bourgeoisie et de la noblesse, moins atteintes par la misère que le peuple. Elles aident ainsi les fondations pieuses à concourir à la restauration du pays.
Il y avait à Saint-Mihiel dès le XIIe siècle le prieuré de Saint-Blaise sur les hauteurs de la ville, aux actuels Capucins. Resté en dehors des fortifications du quartier de la Halle pour conserver son indépendance, ce prieuré fut souvent pillé par les gens de guerre, notamment les troupes françaises du duc de Guise, qui se rendait au siège de Metz. C'est en 1588 que les Capucins viennent prendre possession du prieuré de Saint-Blaise. Ceux-ci sont appelés pour contrebalancer l'influence naissante des doctrines protestantes.

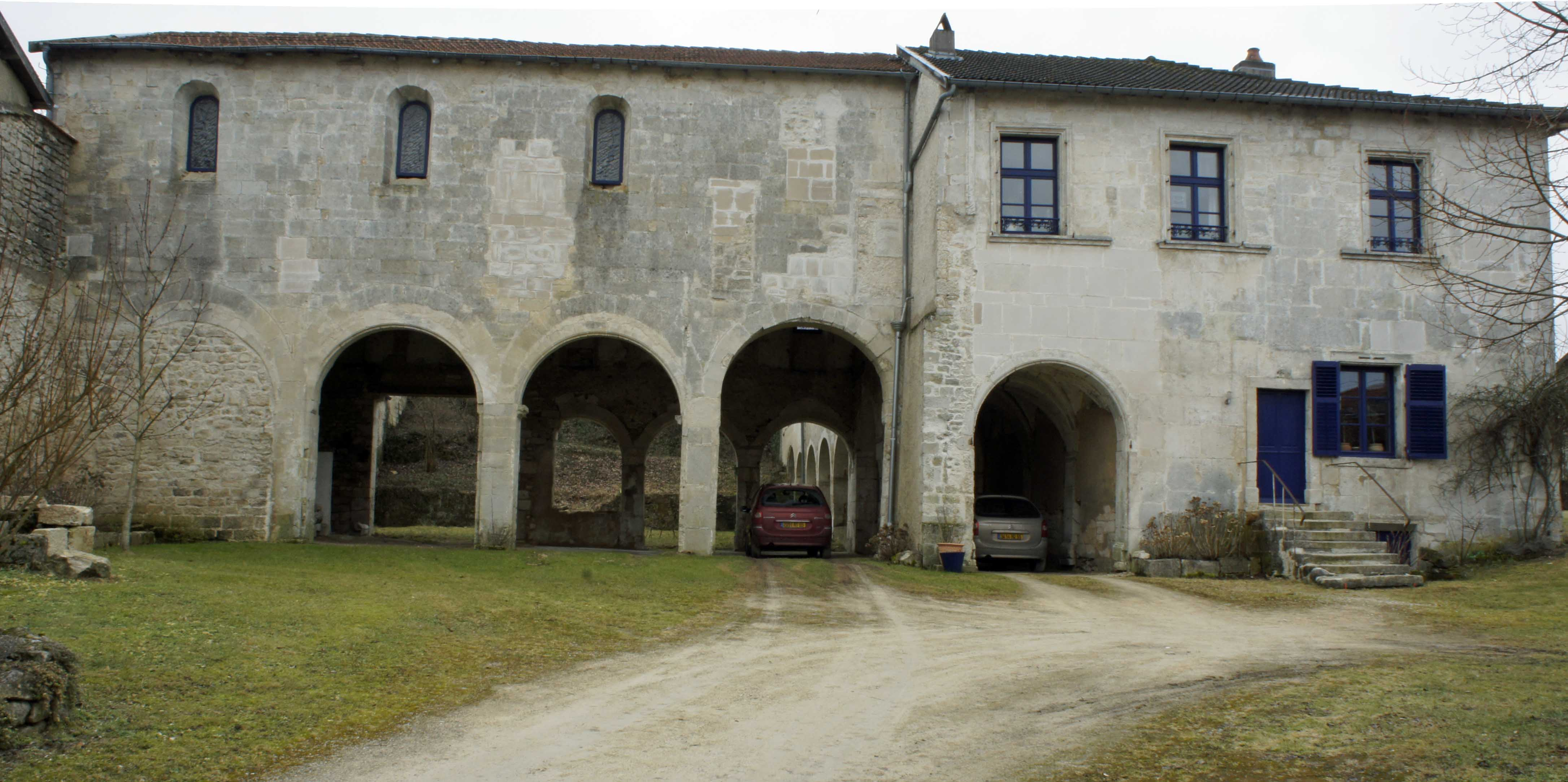
Couvent des minimes.

En 1598 apparaissent les Minimes qui viennent s'installer dans le prieuré Saint-Thiébaut, dépendant comme Saint-Blaise de l'abbaye, dont le cardinal Charles de Lorraine est alors l'abbé. Les minimes ont laissé peu de traces de leur passage, leur maison est vendue en 1793. On voit encore des restes de leur chapelle et de leur couvent.
Saint Pierre Fourier fonde en 1601 à Saint-Mihiel sa première maison pour l'éducation des filles : il installe des chanoinesses dans un hôtel donné par Judith d'Apremont, tante de l’évêque de Toul Jean des Porcelets de Maillane, en face de la Maison du Roi. La première supérieure du couvent est Alix le Clerc.
En 1619, quatre jeunes filles de Saint-Mihiel, Jeanne et Elisabeth Mauljan, Anne L'Hoste et Marguerite Bidaut, arrivent de Nancy où elles avaient fait leur noviciat chez les Annonciades célestes, pour ouvrir une maison rue Porte à Wey (faubourg Saint-Christophe). Elles appartiennent à un ordre contemplatif très strict fondé à Gênes par la mère Marie-Victoire Fornari. Elles sont déplacées plusieurs fois et dispersées par la Révolution en 1790. On peut encore apercevoir les restes de leur couvent dans une propriété de la rue des Champs dite le Carmel parce que des Carmélites y ont vécu entre les deux guerres mondiales.
En 1625, les jésuites de Verdun, obligés de se rendre souvent à leur résidence de Pont-à-Mousson, obtiennent l'autorisation d'avoir une maison à Saint-Mihiel rue Haute-des-Fosses. Jean Fourier, parent de saint Pierre Fourier, en est le supérieur. Ils lancent à Saint-Mihiel une congrégation pieuse destinée aux hommes. En 1766, quand le duché devient français, ils quittent la ville et leurs biens sont saisis puisqu'ils sont interdits en France depuis quelques années.
Les carmélites se fixent en 1628 en face de l'hôtel de ville. Elles étaient quatorze en 1790 avant d'être expulsées, leur couvent devenant une prison.
En 1642, la ville est prise par les troupes françaises.
En 1643, les chanoines réguliers de la Congrégation de Notre-Sauveur réformée par Saint Pierre Fourier font diverses acquisitions immobilières derrière l'église Saint-Étienne dont l'ancien hôtel de la Monnaie. Ils ouvrent une école à proximité pour les garçons pauvres et baptisent leur résidence Notre-Dame-de-la-Paix, symbole en période trouble. En 1727, ils ouvrent un collège secondaire duquel ils suppriment en 1752 les classes supérieures (poésie, rhétorique, philosophie), mais continuent d'enseigner les rudiments aux garçons pauvres.

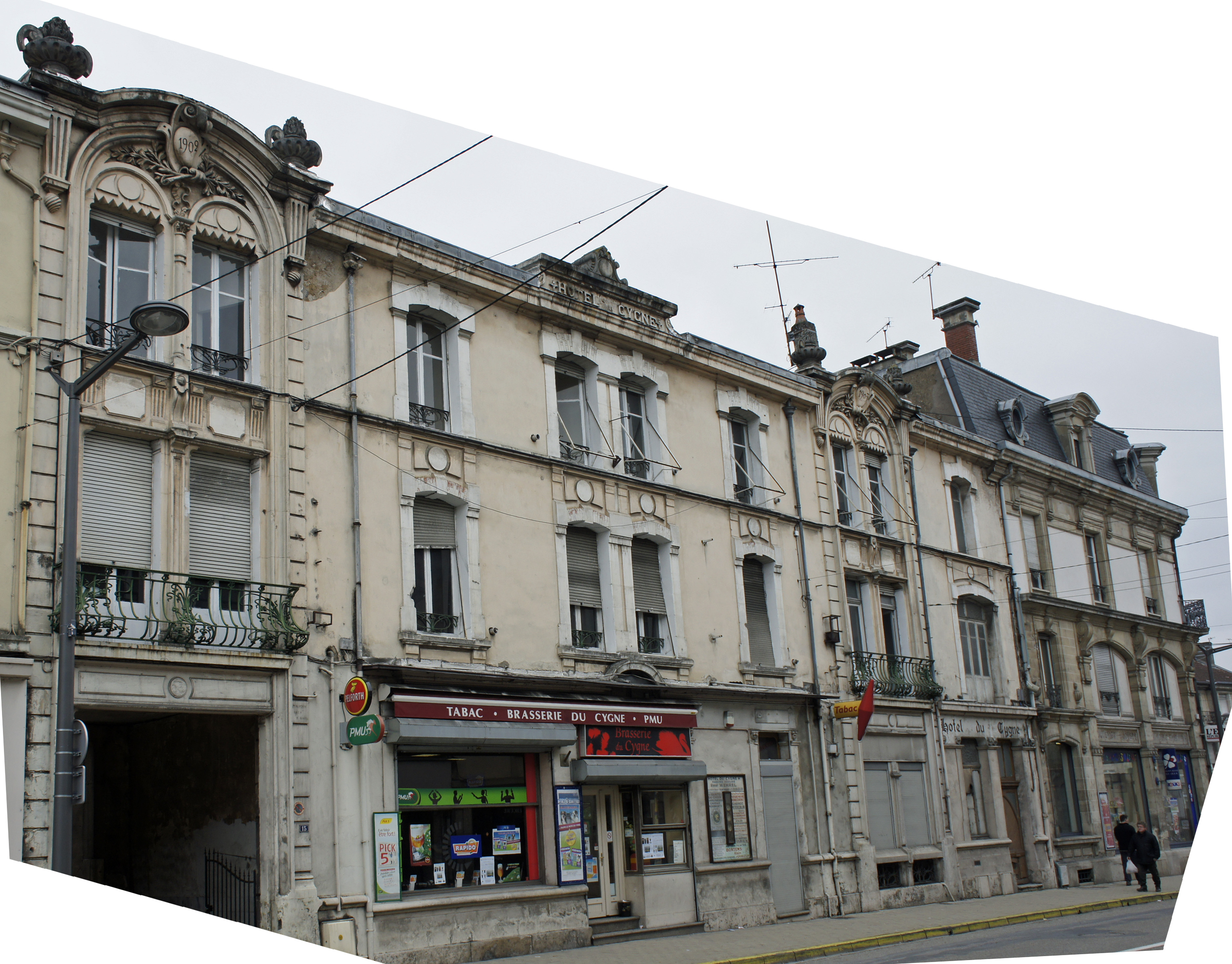
L'hôtel du Cygne. De nombreux occupants se sont succédé en ce lieu.

En 1645, Paris introduit à Saint-Mihiel, les Carmes déchaux, ordre masculin correspondant aux Carmélites, issu d'une réforme de Jean de la Croix. Les Carmes s'installent dans une maison qui est aujourd'hui l'hôtel du Cygne avant d'acheter rue Notre-Dame la Maison du Singe qu'ils démolissent pour en faire leur église, sous le vocable de la Présentation de la Sainte Vierge (abrite aujourd'hui le magasin Eden Flor).
Il faut également ajouter la présence d'autres congrégations religieuses féminines comme les sœurs de Saint-Charles, venues de Nancy et se dévouent à l'hôpital dès 1712. Elles étaient deux. Leur nombre s’accroît au dix-neuvième siècle et restent à Saint-Mihiel jusqu'en 1968. Les sœurs de la Charité, fondées par Saint Vincent de Paul arrivent plus tard et partent plus tôt après avoir ouvert dans la ville un ouvroir et une école primaire. Il y avait aussi des sœurs de la doctrine chrétienne, venues de Nancy.
Les maisons religieuses avaient chacune leur chapelle, presque toujours ouverte au public,,.

#### Le siège de Saint-Mihiel (1635)
La première moitié du XVIIe siècle en Europe est marquée par la guerre de Trente Ans. Parmi les belligérants, le Saint-Empire, auquel appartient le duché de Lorraine, est en conflit avec le royaume de France, allié des Suédois. Les Français entrent en Lorraine dès 1632 et atteignent les rives de la Meuse. Rouvrois est pillé, bon nombre de Lorrains sont tués et Saint-Mihiel ouvre ses portes sans résistance. Mais le lieutenant-colonel Lenoncourt de Serre, bailli et gouverneur de la ville, d'abord battu et rejeté sur Rouvrois, réforme ses troupes et rentre dans Saint-Mihiel d'où il déloge la garnison française et remet en état les fortifications.

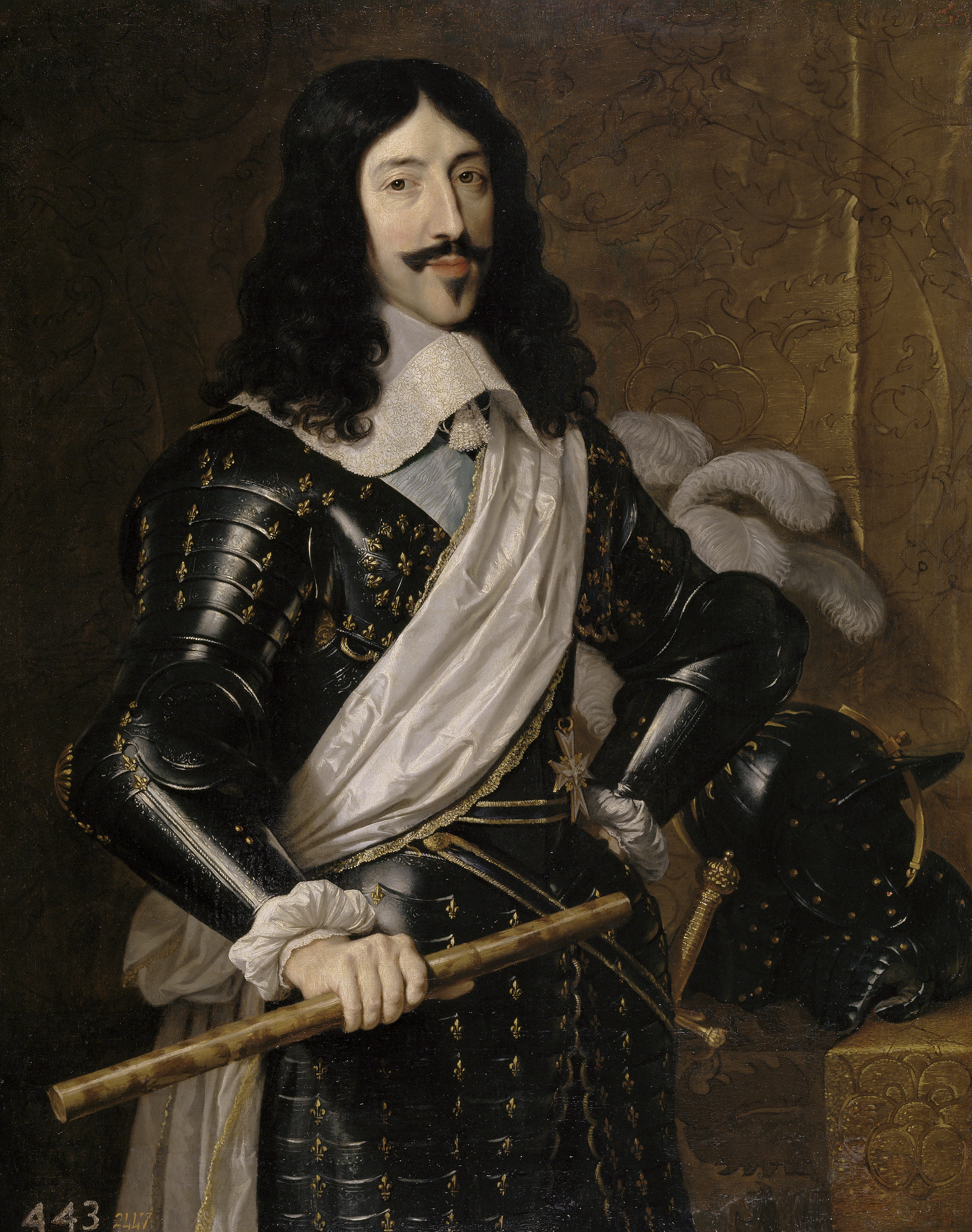
Louis XIII, roi de France, assiège en personne Saint-Mihiel.

En 1635, les progrès que fait le duc Charles et les renforts de troupes qu'il reçoit chaque jour alarment le cardinal de Richelieu.qui sollicite le roi à prendre en personne une armée de quinze-mille hommes à pieds et trois-mille cavaliers.. Le 6 septembre 1635, Louis XIII et son armée arrivent à Saint-Dizier et préparent une avancée vers Metz pour soutenir le cardinal de la Valette. Le sieur de Vaubecourt et le comte de Soisson prennent les devants. Vers les 9 et 10 septembre, Vaubecourt et ses troupes sont arrêtés devant Saint-Mihiel et se logent à deux lieues de la ville, vers Vigneulles. Vaubecourt s'approche de la ville et lui somme de se rendre, sans suite. Rejoint par les troupes du comte de Soisson, les deux armées françaises s'installent près de Kœur le 25 septembre. Ils ne s'attendaient pas à y trouver une grande résistance. La ville était dans une situation peu avantageuse et sans fortifications considérables. Trois régiments la défendaient : un de cavalerie composée de dragons et de chevau-légers, et deux d'infanterie dont un commandé par Lenoncourt et l'autre par le lieutenant-colonel Salin (ou Salins).
La ville se retrouve en état de siège et est bombardée le 29 septembre 1635 ouvrant plusieurs brèches. Le 30 septembre, Louis XIII arrive à Kœur avec une troisième armée, qui jointe aux deux autres, comporte un corps d'environ 25 000 hommes. L'arrivée du roi en personne, qui n'est pas attendue, étonne tellement les bourgeois que ceux-ci prennent peur et quittent les postes qui leur étaient confiés sur les murs. Redoutant l'assaut qui se prépare, ils envoient en secret l'abbé de Saint-Mihiel et le sieur Barrois, un avocat, pour lui demander d'épargner la ville des pillages en échange d'une somme d'agent. L'eau du moulin à poudre est également détournée pour empêcher aux troupes assiégées de se défendre plus longtemps. Les commandants, n'ayant plus que dix-neuf ou vingt livres de poudre et manquant d'autres provisions, décident de se rendre. Le capitaine Malcrec est chargé de présenter au roi les articles de la capitulation qu'ils souhaitent,.
Le 1er octobre 1635, le roi présente ses conditions : il accepte de laisser la ville sauve si quinze officiers et autant de bourgeois sont faits prisonniers. Lenoncourt et Salin refusent et l'armée française reprend les tirs. Les bourgeois, davantage apeurés, décident de laisser entrer les Français dans la place sans tenir compte de leurs commandants. Lenoncourt et Salin n'ont d'autre choix que de réclamer une cessation d'armes. Le capitaine Malcrec, le sieur de Vigneule et le chevallier de Froville sont envoyés auprès de Louis XIII. Celui-ci choisit de réduire le nombre des prisonniers à dix et exige une sortie avec armes et bagages. Lenoncourt, Salin, Vigneules, Malcrec et le reste de la garnison sont assurés d'être libres et conduits en assurance. Ces conditions sont acceptées et les armes sont remises au roi. Toutefois, celui-ci ne tient pas parole sur leur liberté, expliquant qu'il leur avait promis de les faire sortir et conduire en assurance pour les empêcher qu'à l'avenir ils reprenne les armes contre lui. La plupart des soldats s'échappèrent par des chemins, les autres, environ 200, aussi bien Lorrains que Français déserteurs, sont envoyés aux galères. Salin et Lenoncourt sont envoyés à la Bastille, dix magistrats sont pendus en effigie, ; et la ville, pour éviter le pillage, doit payer une contribution considérable de 447 000 francs barrois (ou 50 000 écus ou pistolles d'or au soleil). Douze ou treize otages sont pris en garantie et envoyés à la prison de Bar. La rançon est assez vite payée par les communautés et toutes les classes de la société ainsi que par des emprunts aux villes de Metz, Toul, Verdun et Bar. Les otages purent rentrer chez eux mais le poids de la dette resta considérable et existait toujours vers 1728,. Les conditions imposées par Louis XIII n'étaient pas aussi dures que souhaitait Richelieu. Celui-ci voulait faire punir avec une extrême sévérité non seulement les défenseurs mais aussi les habitants de la ville.

Durant le siège, Louis XIII a failli se faire tuer par un boulet de canon ayant atteint son carrosse. Lors de la capitulation, Louis XIII manifeste son étonnement à Salin qu'une ville ait osé lui résister dans de pareilles conditions. Celui-ci lui répondit fièrement : 
« Sire, si vous donniez l'ordre à l'un de vos généraux de défendre un moulin à vent et qu'il ne le fit pas, vous lui feriez trancher la tête ; le duc, mon maître, en aurait fait de même si je lui eusse désobéi. »

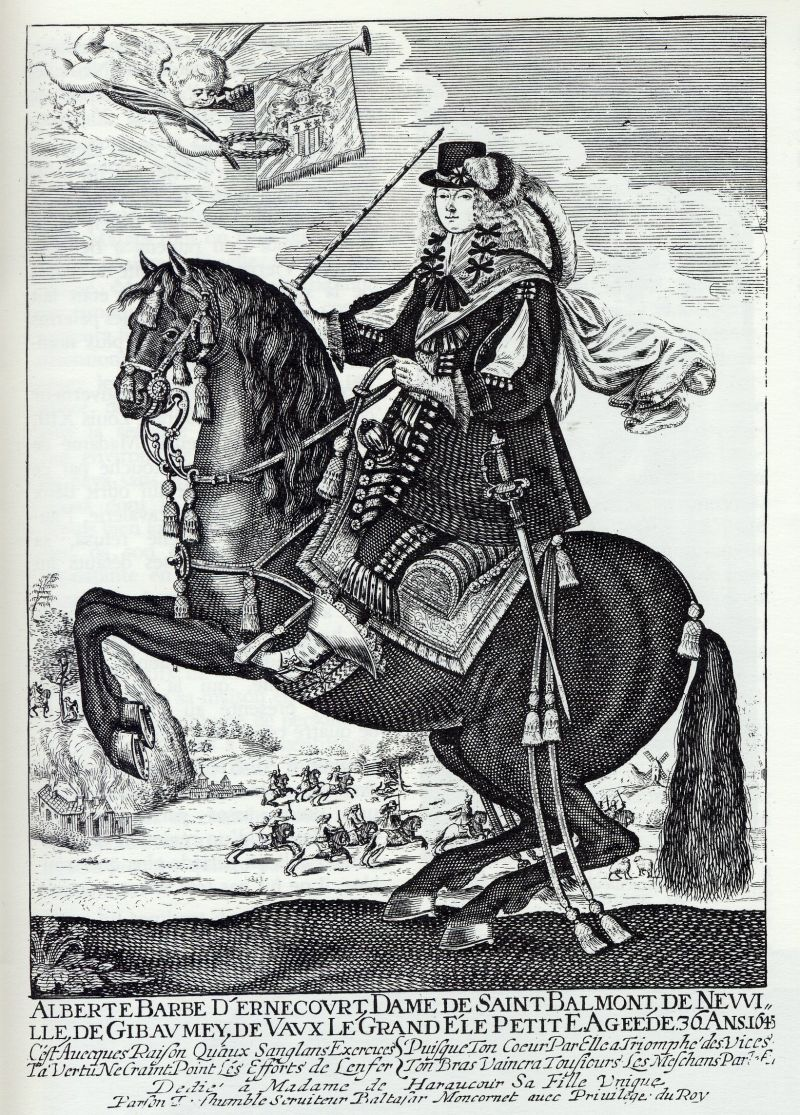
Madame de Saint-Baslemont.

Les années suivantes ne sont guère plus heureuses pour la cité toujours plongée dans la guerre de Trente ans. À la suite du siège, Louis XIII fait raser le château et les fortifications, les Croates, les Suédois ou les soldats de Turenne ravagent le pays, la peste et la famine sont partout. Le petit village de Refroicourt à proximité de Saint-Mihiel est entièrement détruit par les Suédois. Il ne subsiste aujourd'hui qu'une petite chapelle commémorative aux Paroches qui rappelle l'emplacement du village. La population est fortement réduite. Charles IV lui-même vient à faire un raid et piller sa propre ville en juin 1636,,. C'est à ce moment qu'intervient Vincent de Paul, dont la charité permet de sauver un grand nombre d'habitants. C'est aussi à ce moment qu'intervient madame de Saint-Baslemont. Tandis que son mari combat aux côtés de Charles IV, elle trouve chez elle un refuge pour les victimes de la guerre et constitue une milice à la tête de laquelle elle poursuit soudards et pillards. Ses terres restent productives et permettent de faire des aumônes de blé.

#### L’apaisement et le renouveau
Avec l'apaisement revient une certaine prospérité. Les Bénédictins reprennent les constructions. On y réalise Le Palais, un édifice accolé au chœur de l'église (aujourd'hui emplacement de la bibliothèque Bénédictine et de l'hôtel de ville) destiné à recevoir le Chapitre ou assemblée générale de toute la congrégation. L'église abbatiale est enrichie d'un buffet d'orgue (1679-1681), la bibliothèque est transférée en 1775 dans son local actuel : deux hautes salles de cinq mètres sous plafond dont l'une est logue de cinquante mètres et éclairée par seize vastes baies. Le nouvel Hôtel de ville est achevé en 1776. En 1738 existe à Saint-Mihiel une manufacture de tabac. il y a quatre foires par an et un marché tous les samedis ; il s'y fait un commerce considérable de vin et d'eau-de-vie. En 1739, dans la prévôté de Saint-Mihiel, on dénombrait 13 brevetaires pour la distillation des marcs et produisaient 5 030 tandelins d'eau-de-vie. En 1780, cinq fabricants en étoffe de laine forment à Saint-Mihiel une communauté régulière. Ils fabriquent draps et serges de différentes qualités,.
En 1766, Saint-Mihiel comme tout le Barrois et la Lorraine, entre dans le royaume de France à la mort du roi Stanislas. La pénétration administrative française avait déjà largement préparé le rattachement. Dès 1755, des troupes françaises étaient présentes d'où la construction d'une caserne dont le fronton du bâtiment central est réalisé en 1788 par Mangeot. C'est l'actuelle gendarmerie mobile dite caserne Colson-Blaise. Cette caserne a accueilli les régiments suivants : Enrichemont (1755), de la Reine (1761), Royal (1768), Royal-Lorraine (1770), Orléans (1773), Bercheny (1777), Royal-Dragon (1784), Les chasseurs de Lorraine (1788).

### Révolution
La ville compte environ 5 300 habitants la veille de la Révolution. La plupart d'entre eux travaillent pour vivre au service des familles riches et des communautés religieuses où travaillent dans des ateliers. L'activité des ateliers tourne autour du textile, du papier et du cuir. La ville est néanmoins très animée si l'on en croit le nombre des auberges qui avaient noms : La Licorne, les Trois Rois, la Cloche, les Trois Maures, le Grand Cerf, le Lion d'Or, le Cheval Blanc, la Couronne, le Suisse, le Mouton Rouge, le Duc de Bar.
Le 20 mars 1789, la grande salle de l'abbaye bénédictine connait une agitation insolite : pour désigner leurs délégués qui participent ensuite, avec leurs homologues de tout le bailliage, au choix des représentants de celui-ci aux États-Généraux convoqués par Louis XVI, les électeurs sammiellois des trois ordres affluent. Cet événement sans précédent passionnait d'autant qu'il s'accompagnait de la rédaction de cahiers de doléances, exutoire porteur d'espérances. Les cahiers du Tiers-État sammiellois n'ont pu être retrouvés. Ceux de la noblesse et du clergé expriment sans originalité les idées et aspirations très généralement répandues à l'époque : respect profond pour le roi et attachement à la monarchie, mais revendications parfois contradictoires visant à corriger certains abus du système politique, économique et social. Par exemple, la Noblesse sammielloise souhaite la suppression des ordres religieux qu'elle considère inutiles. L'avocat Claude-Hubert Bazoche, au nom du Tiers-État du bailliage de Saint-Mihiel, lutte contre la prééminence des deux ordres privilégiés,.
Les peurs de manquer de vivres qui causent les troubles de juillet 1789 n'atteignent Saint-Mihiel qu'en août 1790 lors d'une vague d'affolement qui s'étend à toute la Lorraine. Le 7 mai 1790, les richesses du monastère sont inventoriées et confisquées. L'argenterie est envoyée à la Monnaie de Metz. Les objets estimés sans valeur marchande sont brûlés et le reste est vendu. Une partie des ouvrages de la bibliothèque échappent à l'autodafé. Une partie est envoyée à Metz. Le monastère vidé, la municipalité y installe une école secondaire qui deviendra collège puis lycée mixte.
En 1791, la ville reste calme, même lors des premières mesures anticléricales décidées par l'Assemblée Nationale constituante. Les neuf dixièmes du clergé local acceptent de prêter le serment civique exigé. La ville est un chef-lieu de district du nouveau département de la Meuse de 1790 à 1795. Dans la tradition de la Cour des Grands Jours, un tribunal criminel départemental est créé le 16 septembre 1791. Il comprend un commissaire royal, six magistrats élus et douze jurés,.

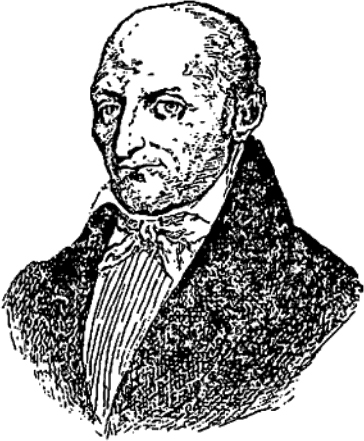
Jean-Baptiste Sauce.

En 1792, la guerre éclate contre l'Europe. L'invasion submerge l'est de la France. Saint-Mihiel est envahie par les Prussiens du 3 au 7 septembre qui pillent nombre de maisons et réquisitionnent un lourd tribut de guerre en récupérant l'argent de la caisse municipale.. Accompagnés d'émigrés royalistes désireux de venger l'affront fait à Louis XVI, les Prussiens veulent arrêter Jean-Baptiste Sauce, greffier en chef du tribunal criminel de la Meuse siégeant à Saint-Mihiel. Sauce avait participé à l'arrestation de Louis XVI le 22 juin 1791. Il est absent lors de l'invasion, en mission à Gondrecourt. Mais sa femme, voulant fuir avec ses cinq enfants, tombe dans un puits. On l'en retire peu après, mais les jambes cassées, elle meurt quelques jours plus tard. Le 14 septembre, ce sont les troupes révolutionnaires de Kellermann qui traversent la ville, faisant mouvement vers l'Argonne où il contribuera au succès de Valmy.
En 1793, année de la Terreur, on se dispute à Saint-Mihiel les biens monastiques ou ceux des aristocrates émigrés, vendus comme biens nationaux après expropriation. C'est aussi l'année de la déchristianisation systématique. La municipalité ordonne par exemple que la chapelle et les croix du cimetière soient abattues et les matériaux vendus au profit de la commune. Dans les églises même, on détruit également les monuments funéraires. Ainsi le tombeau de Warin de Gondrecourt, conseiller en la Cour des Granfs-Jours, exécuté en 1608 par Jean Richier fut remonté en partie et placé dans l'église Saint-Michel de Saint-Mihiel, chapelle des fonts baptismaux, à l’emplacement de la dernière travée du cloître, où on peut encore le voir et où il est devenu un monument rappelant la fonction du lieu par l'adjonction d'une plaque de marbre blanc portant une inscription sur le sens du baptême ; à cette occasion, il a été rallongé dans sa partie inférieure, peut-être par le sculpteur Thirion, de Saint-Mihiel, qui a réalisé les fonts baptismaux et l'autel de cette chapelle.
L'église Saint-Étienne devait être détruite (à l'exception du sépulcre), mais l'armée avait besoin d'un édifice pour y parquer le bétail. L'église servit ensuite d'infirmerie. L'église Saint-Michel est baptisée temple de la Raison où l'on fête sans trop de succès la fête de l'agriculture, la fête des vieillards, des époux... 37 rues ou places changent de nom et la ville elle-même devient Roches-sur-Meuse. On élimine aussi toute opposition éventuelle. La guillotine est dressée place de la Halle, à l'ancien emplacement de la potence,.
Après la chute de Robespierre en 1794 puis le Directoire de 1795 à 1799, Bonaparte est fait Premier Consul et marque une nette volonté d'apaisement social et de stabilisation politique. Cela se traduit à Saint-Mihiel par le retour échelonné de la plupart des aristocrates précédemment émigrés ou cachés aux environs. Se soumettant habilement au nouveau pouvoir, la plupart retrouvent rapidement fonctions et train de vie satisfaisants, à défaut de la totalité de leurs prérogatives et de leur patrimoine antérieurs.

### Premier Empire
Sous l'Empire s'amorce à Saint-Mihiel un retour à la prospérité économique. Mais la jeunesse ne résiste pas à l'épopée militaire de Napoléon. Ils sont mobilisés d'office ou volontaires, habilement stimulés par l'appât de médailles et de galons.
C'est durant cette période napoléonienne qu'une nouvelle administration prend forme, celle des contributions directes qui étale les charges en fonction de la richesse supposée des foyers. À Saint-Mihiel, les citoyens sont répartis en dix classes de revenus, de 22 à 155 francs. Un cadastre est établi en 1805. L'ancien chef-lieu de bailliage n'est plus qu'un chef-lieu d'arrondissement qui remplace le district. Mais Saint-Mihiel garde le tribunal criminel départemental, désigné en 1810 par le vocable de Cour d'Assises qu'il a gardé un siècle et demi. Elle siégeait dans une aile du monastère et, sous la bibliothèque, les cellules servaient à en fermer les prisonniers. Dans l'aile d'en face s'installe la gendarmerie en 1812. Le maintien de la justice à Saint-Mihiel est dû à sa présence traditionnelle, alors même que Commercy était choisi comme chef-lieu administratif. Une école secondaire est installée dans les locaux bénédictins en 1804. Il y avait 36 élèves lors de la première rentrée scolaire. L'école secondaire devient un collège en 1810 sans changement dans son organisation. Mais il est transformé en hôpital militaire lors de l'occupation prussienne.
La paix religieuse permet de meilleurs rapports entre le clergé des deux paroisses et l'administration locale. Les cendres de Vulfoad et d'Adalsinde sont transférées du Vieux-moutier à l'église Saint-Michel où elles sont enterrées entre deux gros piliers carrés à l'entrée du transept.
La population connait divers destins après la Révolution : les nobles ont été secoués par la rigueur et la répression. Certains se sont exilés, ont été emprisonnés, d'autres ont été capables de retrouver une relative prospérité. La bourgeoisie a mieux profité de la Révolution. Elle s'est enrichie en spéculant sur les biens nationaux, en produisant des fournitures de guerre ou en occupant des postes de prestige. L'évolution de la structure socio-professionnelle fait apparaître les manouvriers qui louent leurs bras aux exploitants de terres, à côté des laboureurs, qui eux, ont des chevaux. La récession débute en 1806 avec le blocus continental décrété par Napoléon. Les ateliers et les manufactures en ressentent le plus les effets, d'autant plus que la loi Le chapelier de 1792 supprime les corporations mais ne les remplace par aucune autre institution de solidarité. Isolé, l'ouvrier est dépendant des notables et des fluctuations de l'économie. La misère favorise la prolifération des usuriers.
Deux occupations sont dures : la première, brève, en 1814 lors de la campagne de France, la deuxième plus longue après Waterloo. Celle-ci est précédée d'une épidémie de choléra. Les occupants sont les Cosaques d'Ukraine, entrés dans la ville sur les débris du pont que les Français ont fait sauter. La ville n'est pas pillée ni passée par le fil de l'épée. Mais les charges en nature sont lourdes pour loger et nourrir les soldats avec, parfois, brutalités à encourir,.

### Restauration et second Empire
La vie municipale se stabilise à l'avènement de Louis XVIII. Dès lors, la bourgeoisie locale reprend la place qu'elle avait cédé sous la Terreur. Toutefois, la cité est plongée dans une période de difficultés financières due à l'occupation prussienne dans le nord-est de la France de 1815 à 1818. La vie locale devient plus difficile ; ce n'est qu'en 1828 que ne sont effacées ces trois années d'occupation. Les difficultés financières sont résolues en partie par une augmentation du droit de l'octroi. Jusqu'en 1814, la population sammielloise ne cesse de s'accroître, passant de 5 250 habitants au premier recensement de 1806 à 6 462 à celui de 1841. Au début du XIXe siècle, Saint-Mihiel est une ville essentiellement agricole. Elle connaît diverses transformations d'ordre économique afin de répondre, notamment, à l'accroissement de la population qui suit. Les premières industries commencent à s'implanter sur le territoire de la commune. La première industrie est celle du textile, spécialisée dans le coton à broder. On compte 36 ateliers de brodeurs en 1860. Il existait aussi une petite entreprise de fonderie de cloches qui donna en 1835 la petite cloche de la tour principale de l'église abbatiale. Entreprise disparue au XIXe siècle. Surtout, deux autres entreprises s'implantent : la fonderie de cuivre, devenue aujourd'hui la robinetterie Huot, et la société de lunetiers devenue Essilor et aujourd'hui disparue de la ville.
Le village est le berceau de l'industriel Florentin Seillière (1744-1825), frère d'Aimé-Benoît Seillière, drapier, négociant et banquier.
La fonderie de cuivre est créée en 1801 par Bastien Onden, auparavant commerçant en broderie. Elle produit des chandeliers et des candélabres. Elle n'est composée alors que d'un simple atelier de fondeur installé près du ruisseau de la Marsoupe dans le quartier du Bourg. En 1820, elle emploie 20 salariés et leur nombre ne cesse de s'accroître. La fonderie prend le nom de Bronze local en 1823 puis Fonderie de cuivre et de bronze en 1855.
La société des lunetiers est installée au moulin de Morvaux et au moulin de la rue Morguesson qui sont en effet le cadre d'activités de mécanique de précision. On y fabrique des compas et des instruments de mathématiques. L'entreprise, prospère, emploie 65 ouvriers en 1860. Le décret de 1848 offrant la possibilité aux ouvriers de s'associer entre eux pour jouir des bénéfices du travail, motive la création de coopératives ouvrières. Celle de la Société des Lunetiers connaît une certaine réussite. En 1869, elle achète au propriétaire, M. Coyen, ses deux établissements ainsi renommés et deviendra la multinationale Essilor.
Par ailleurs, le commerce et l'artisanat sont florissants. Deux marchés se déroulent annuellement sur la place Ligier Richier, les 10 février et 30 septembre. En 1860 apparaît une nouvelle foire, le 18 juillet. Napoléon III signe un arrêté autorisant deux nouvelles foires aux bestiaux à Saint-Mihiel les 15 avril et 10 décembre, portant à cinq le nombre de foires, sans oublier les deux marchés hebdomadaires des mercredis place Ligier Richier et samedis sous les halles. On dénombre alors 14 aubergistes, 5 barbiers, 15 bonnetières, 15 bouchers, 20 boulangers, 8 cabaretiers, 7 cafetiers, 7 charcutiers, 6 charpentiers, 32 cordonniers, 20 couturiers, 10 ébénistes, 29 épiciers, 24 jardiniers, 18 maçons, 12 marchands d'étoffes, 22 menuisiers, 6 pâtissiers, 10 peintres, 3 tanneurs, 3 tonneliers, 26 tisserands, 32 tailleurs, 20 couturiers, 56 dentellières, un tapissier, 5 celliers, 6 marchands de tuiles, 3 carriers, 9 plafonneurs, 2 paveurs, 6 horlogers, 4 libraires, 10 revendeurs, 22 menuisiers, deux huiliers, 6 savetiers, 10 ébénistes, 4 charrons, 6 tourneurs sur bois.. Le même recensement fait état de 30 cultivateurs sur le territoire de la commune.
Jusqu'en 1870, le XIXe siècle n'est marqué d'aucun fait majeur. En 1814, le Baron et général Charles Boyé, futur maire de la ville, reçoit solennellement son ami, le maréchal Ney.
Charles-Emmanuel Dumont est à cette époque un juge, chercheur et écrivain fécond qui dépouillera toutes les archives relatives à Saint-Mihiel pour en écrire quatre tomes d'une histoire de la ville et un nobiliaire. Il publiera vingt volumes d'histoire consacrés à Saint-Mihiel, à Commercy dont il était originaire, et aux villages de la région. Il s'éteindra à Saint-Mihiel le 15 juillet 1878.
Avec autorisation royale de 1817 à la suite d'une pétition demandant l’élargissement de la rue, la partie antérieure de l'église Saint-Étienne (du XIIIe siècle probablement) est détruite en 1823. Le clocher actuel, construit sur une travée de la partie démolie, date de 1824. Un théâtre est construit place des Moines en 1828.
En 1828 également, la ville accueille la dauphine qui se rend à l'église Saint-Étienne pour voir le sépulcre de Ligier Richier. La princesse se montre très désagréable. Charles-Emmanuel Dumont décrit ses manières hautaines et ses paroles acerbes qui lui firent de nombreux ennemis parmi ceux qui l'approchèrent. En juillet 1842, Saint-Mihiel accueille le duc de Nemours, second fils du roi des Français Louis Philippe. Un bal grandiose est donné salle de la bibliothèque, mais sollicite durablement les finances locales.

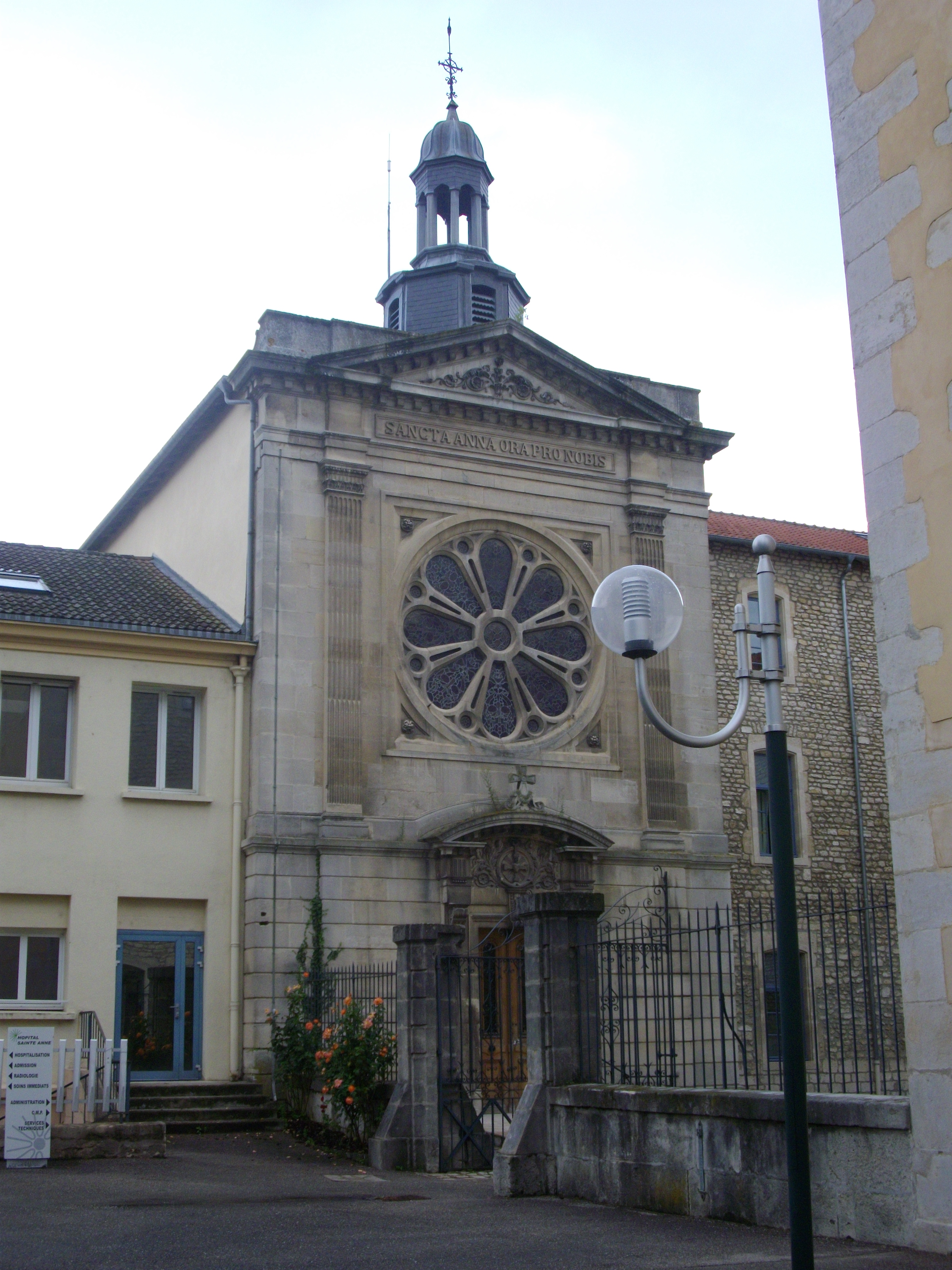
Chapelle de l'hôpital Sainte-Anne.

En matières d'hygiène et de santé publique, si l'hôpital Sainte-Anne existe à Saint-Mihiel depuis le XIIIe siècle et dépend de l'abbaye, ce n'est qu'aussitôt après la Révolution que celui-ci est placé sous tutelle de la municipalité. En 1830, un bâtiment destiné à recevoir des militaires est construit dans le prolongement de l'hôpital puis une cour apparaît en 1857. L'administration de l'hôpital est assurée par les sœurs de Saint-Charles de Nancy dès 1836 par un bureau municipal en 1856. En 1857, le personnel comprenait deux médecins dont un chirurgien, huit employés servants, huit sœurs, un économe et un aumônier. Il y avait 97 pensionnaires. En 1836 sont édifiées quelques fontaines publiques qui remplacent les puits auxquels les Sammiellois étaient contraints de se ravitailler. En 1841 est également construit un abattoir.
Toutefois, l'essor industriel et le progrès technique ne font pas disparaître la misère. Les épidémies sont encore fréquentes bien qu'enrayées par la médecine : le typhus en 1805 et 1816, le choléra en 1832 et en 1866. En 1851 est fondé pour la ville une Association pour l'extinction de la mendicité. Par ailleurs, le tracé de la voie ferrée Paris-Strasbourg ne passe pas par Saint-Mihiel, la Compagnie de l'Est lui préférant Commercy. Il faudra attendre la génération suivante, pour que la ville soit desservie (1875).
Le collège de Saint-Mihiel subit une période décadente au cours de laquelle le pensionnat est déserté à la suite de l'occupation prussienne de 1815. Sous l'impulsion de deux enseignants, le collège va connaître jusqu'en 1871 une période de prospérité. Le collège est ouvert aux classes ouvrières et y fait appliquer un règlement qui améliore la qualité des études. Les méthodes d'enseignement sont aussi modifiées. Par exemple, la lecture et l'écriture, les mathématiques, l'arpentage et le dessin sont des matières privilégiées aux langues mortes. Jusqu'en 1870, l'effectif oscillera entre 71 et 103 élèves.
Enfin, une seule réforme marque la justice : celle de 1856 qui ôte au tribunal du chef-lieu du département le jugement des appels correctionnels pour en conférer l'attribution à une nouvelle Cour impériale. La guillotine et son bourreau sont supprimés de Saint-Mihiel,,.

### De la guerre de 1870 à 1914

#### Vie sociale et économique
Lors du déclenchement de la guerre de 1870, les unités de garnison de Saint-Mihiel sont engagées dans le conflit. En 1910, un monument érigé en leur mémoire rappelle alors que ces unités avaient été engagées dans des batailles indécises, particulièrement meurtrières pour la cavalerie. Le monument devient ensuite celui du Souvenir Français, destiné à prendre soin des corps des soldats tués au cours des guerres. On y inscrit sur le socle la liste des unités qui forment la garnison de Saint-Mihiel quand la guerre éclate en 1914.
L'invasion allemande a entraîné Saint-Mihiel dans des dépenses importantes pour satisfaire aux nombreuses réquisitions faites par les troupes. Pour éponger cette situation, le conseil décide le 6 mars 1871 d'augmenter le tarif de l'octroi, provoquant des remous. En octobre 1870 puis en 1871, le conseil lance deux souscriptions publiques pour un total de près de 227 884, 50 francs., somme qui sera remboursée en 5 ans.

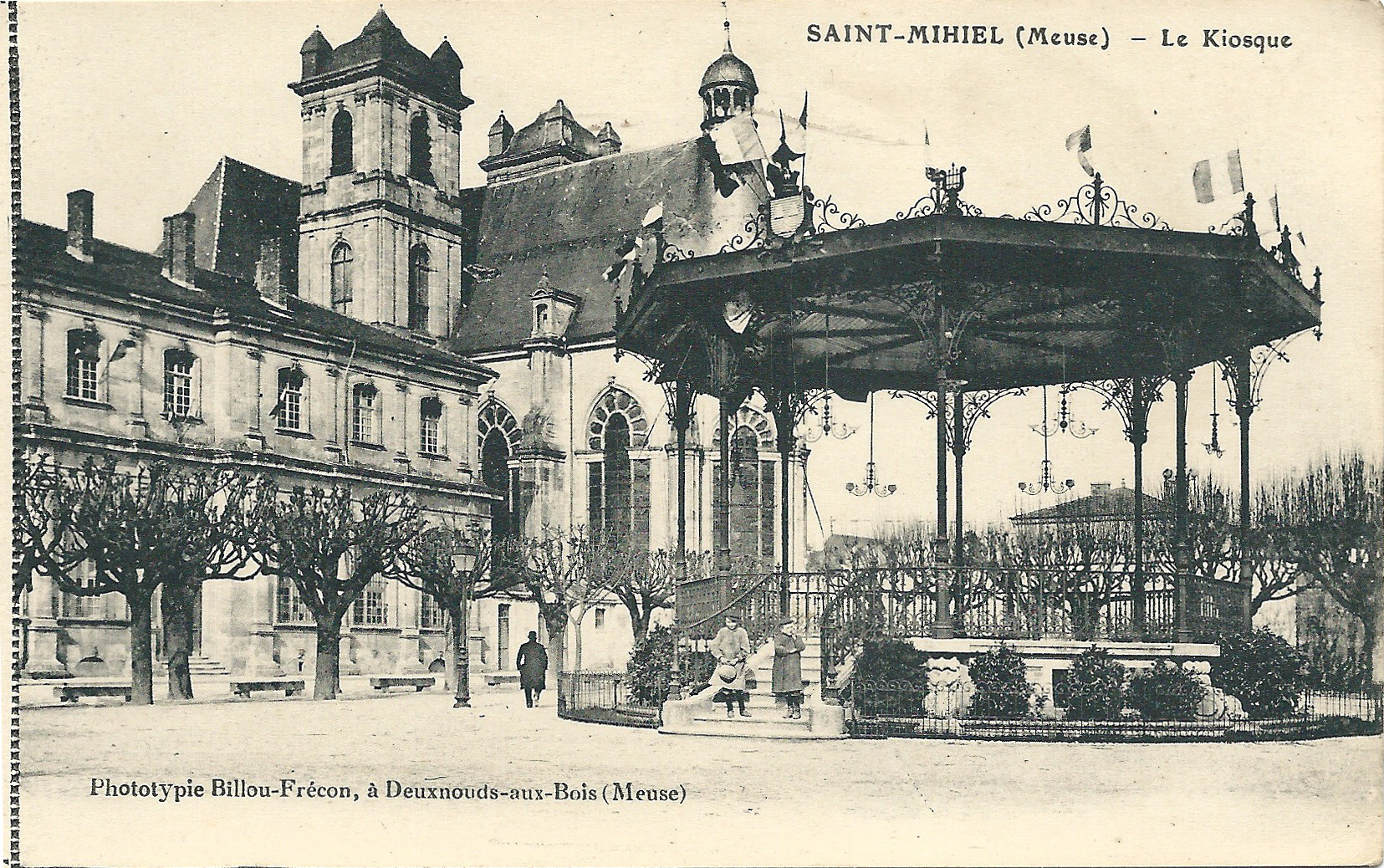
Kiosque à musique derrière l'église abbatiale.

La cité fait l'objet de lents progrès économiques. En 1906, Emile Huot rachète la fonderie de cuivre et étend son champ d'activité aux robinets. il emploie 50 personnes en 1911. Le moulin de Morvaux qui abrite une partie des ateliers de lunetiers est ravagé par un incendie en 1889. Le moulin de la rue Morguesson est transformé pour y fabriquer des montures métalliques. Il emploie 171 personne en 1911. Le commerce local bénéficie des retombées de l'accroissement de la population. Un second marché apparaît place Ligier Richier, puis un autre quelques années plus tard place des halles, portant à quatre le nombre des marchés hebdomadaires à Saint-Mihiel. De vastes terrains sont cultivés afin d'alimenter la ville en légumes variés et les faubourgs de la ville sont transformés en jardins. L'agriculture se développe intensivement. On cultive blé, seigle, orge, avoine et pommes de terre. Dans les années 1890, Saint-Mihiel ressemble à un vaste chantier de casernes mais aussi de travaux de désenclavement, chemin de fer et canal de l'Est.
En 1872, les voies navigables sont rétablies après un temps d'interruption par la nouvelle frontière ; un port est construit à Saint-Mihiel dont les travaux prennent fin en 1881. Une gare est construite pour Saint-Mihiel et Chauvoncourt. Le pont est rénové, dérasé d'1,50 mètre et élargi à 12 mètres. L'éclairage public passe de l'huile au gaz par délibération du conseil municipal du 8 août 1873 dont la gestion est confiée à la Société Anonyme du gaz de Saint-Mihiel, qui crée une usine à gaz et emploie 5 personnes.

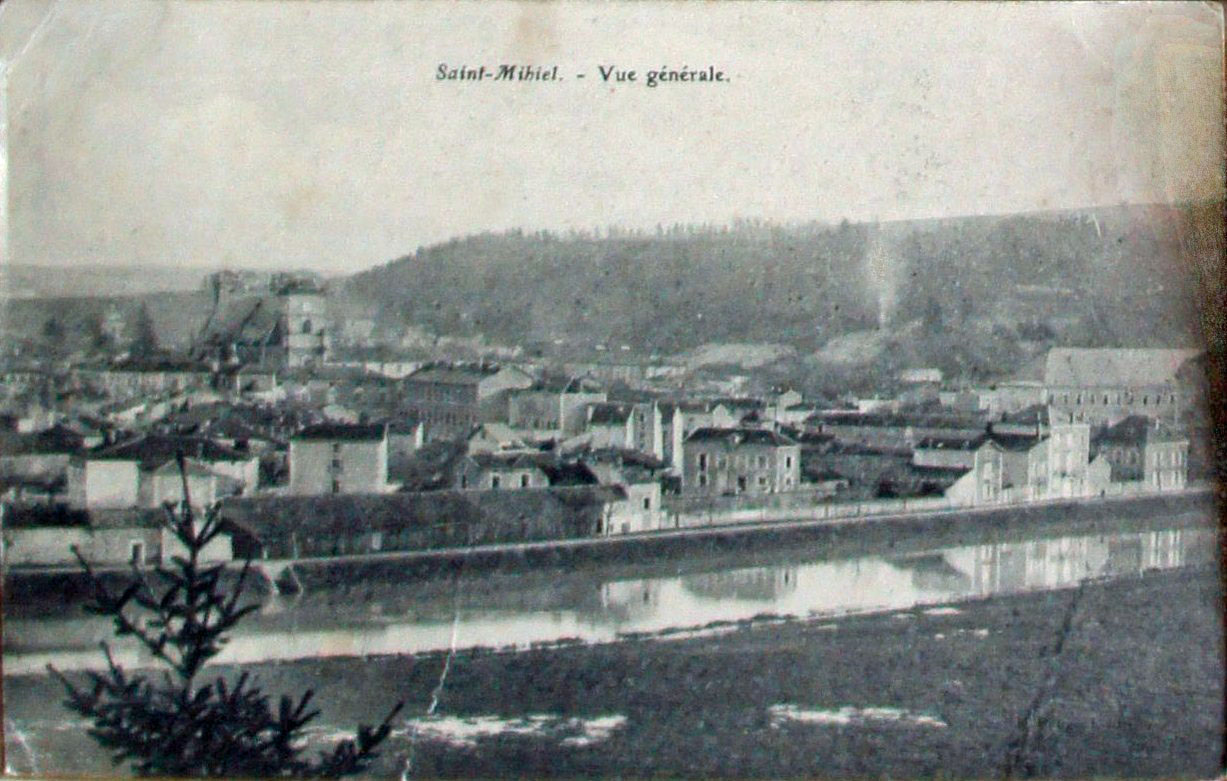
Saint-Mihiel en 1906.

En 1900 apparaissent des nouvelles technologies révolutionnaires : le réseau téléphonique reliant Saint-Mihiel à Commercy et Bar-le-Duc, l'apparition des rayons X dont le maire de l'époque, M. Phasmann, fait l'acquisition chez lui et invite en 1905 les professeurs du collège à expérimenter l'appareil. En 1908, le premier appareil volant se pose aux environs de la ville, dans la prairie située près du village de Maizey ; C'est un biplan Farman piloté par les lieutenants Cammermann et Vuillerme que ceux-ci doivent réparer sur place alors qu'ils relient Charleville à Nancy. En 1913, le premier aviateur se pose sur Saint-Mihiel sur le terrain de manœuvre de Chauvoncourt. L'appareil, un Nieuport, était piloté par le lieutenant De Challonge.
Les écoles se multiplient du fait de l'importance du nombre d'enfants de militaires. Pour les filles, il y a deux écoles : l'une rue des Annonciades, l'autre place Ligier-Richier, toutes deux dirigées par les religieuses de la Doctrine Chrétienne. Pour les garçons, une école dirigée par les Frères des écoles chrétiennes accueillent ceux qui ne fréquentent pas les écoles publiques et laïques du Bourg et de la Halle. Dès le départ de l'occupant, le collège de Saint-Mihiel retrouve sa renommée des années 1860.
L'Art nouveau fait aussi sa place dans l'architecture civile avec la construction du marché couvert en 1902,.

#### Développement militaire

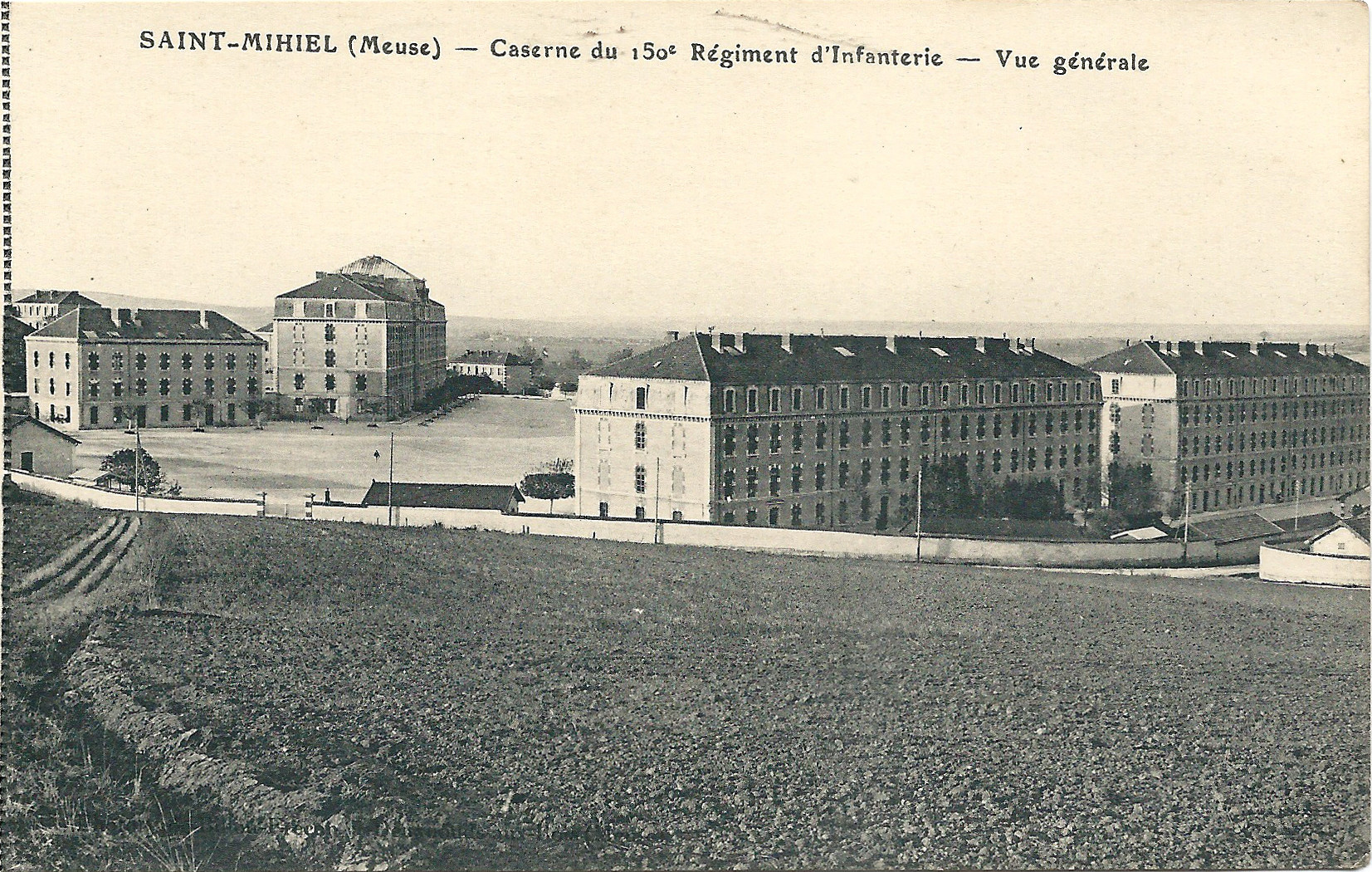
Casernes avant 1914.

Après la guerre de 1870, Saint-Mihiel fait l'objet d'un important développement militaire qui s'explique par le fait que la frontière avec l'Allemagne s'est singulièrement rapprochée après l'annexion de l'Alsace et d'une partie de la Moselle. La ville devient le siège de la 40e division d'infanterie, incorporée en 1890 à la 6e armée et dont le quartier général s'installe à l'hôtel du cygne, puis au palais abbatial, remanié en 1894. Les unités qui tiennent garnison à Saint-Mihiel sont, :
- le 25e bataillon de chasseurs à pied ;
- le 29e bataillon de chasseurs à pied ;
- le 150e régiment d'infanterie ;
- le 161e régiment d'infanterie ;
- le 12e régiment de chasseurs à cheval ;
- le 40e régiment d'artillerie de campagne
- la 4e compagnie du 166e régiment d'infanterie de forteresse.

Saint-Mihiel est défendue par deux forts : le fort des Paroches au nord-ouest et sur la commune le Fort du Camp-des-Romains ou fort Victor, construit dans les hauteurs au sud de la ville sur un plateau où se situait durant l'Antiquité un camp gallo-romain dont les derniers vestiges sont alors détruits. Le fort abrite jusqu'à 831 hommes. De nombreuses casernes sont construites : le quartier de Sénarmont de 1889 à 1894, le manège d'artillerie à Chauvoncourt de 1893 à 1897, d'imposants casernements pour deux régiments d'infanterie : les casernes Canrobert et Mac Mahon, un manège d'artillerie des aménagements pour champs de tirs et de manœuvres et un mess pour les officiers (à l'emplacement de l'actuel bâtiment du Crédit agricole) où se tenait tous les samedis, de 17 à 19 heures, un concert de musique militaire.
À la veille de la Grande Guerre, le secteur sammiellois compte près de 14 000 habitants : 7 873 militaires et 6 075 civils,. L'agglomération même compte 9 604 habitants d'après le recensement de 1911.

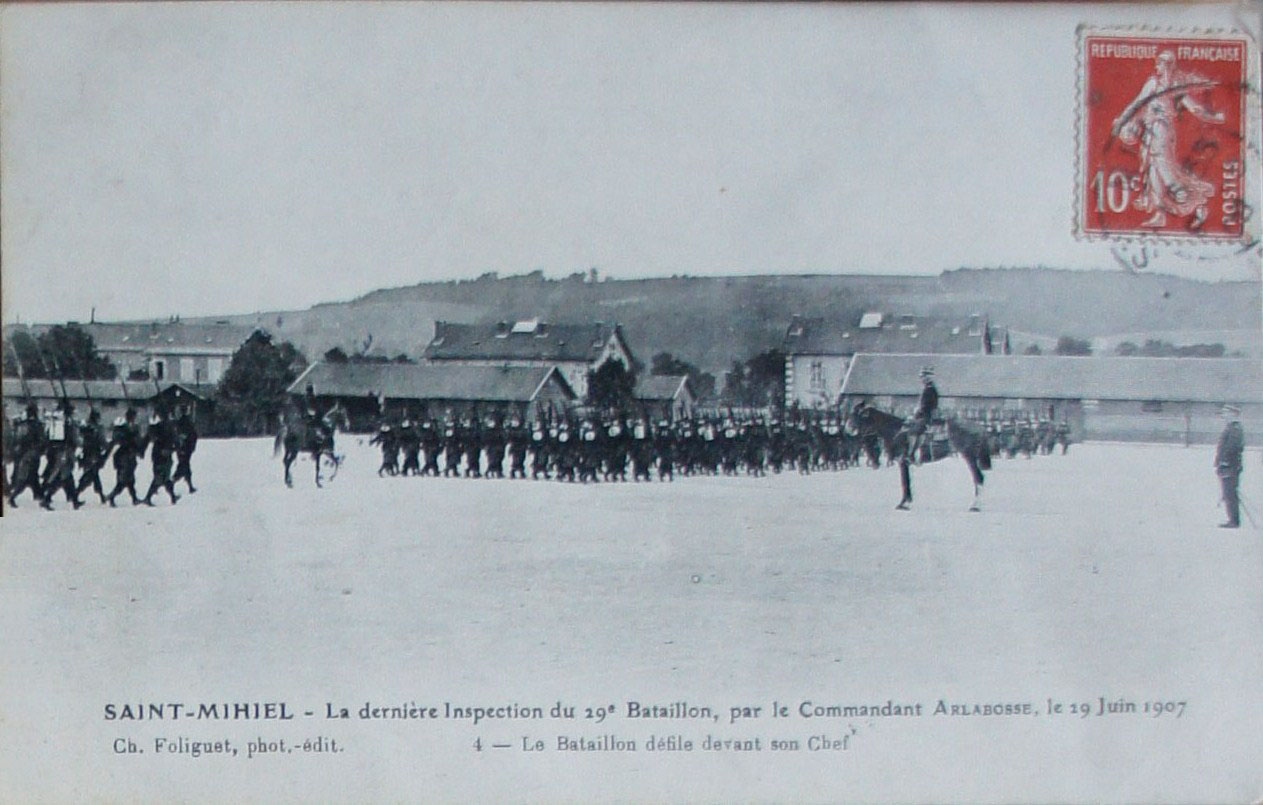
Caserne du, 1908.

Une telle concentration n'engendre pourtant guère d'incidents. On note quelques rixes entre soldats saouls ou entre soldats et quelques civils submergés. L'armée se veut sympathique et la population l'entoure de ferveur. L'armée organise des festivités : concerts, courses hippiques, bals, kermesses. Néanmoins, l'armée n'en est pas pour autant satisfaite. La ville est petite, les officiers se plaignent de leurs conditions de travail, de logement et de loisirs. Les troupes sont parfois découragées par la monotonie des exercices. Les loyers de la ville dépassent parfois plus de 50 % des cours normaux et la vie est chère. La municipalité, de son côté, subit de multiples nuisances : dégâts en milieu agricole et forestier, cause de pétitions réitérées ; querelles dans les cafés et les bals : exigences de toute nature émanant de l'armée, en terrains, locaux, subventions diverses... Le problème majeur est d'ordre financier. La ville s'endette énormément pour participer aux frais du cercle, de la bibliothèque, des concerts ou de logements pour les unités nouvelles. En 1895, le ministre de la guerre déclare que la ville n'a consenti aucun sacrifice pour l'installation des troupes déclenchant un conflit entre le ministère et la ville. L'État percevait une quote-part sur les droits d'octroi perçus par la ville, et exigeait cette quote-part sur le quartier de Sénarmont, pourtant bâti hors-octroi. Pendant quarante ans, Saint-Mihiel se voue avec ferveur à l'armée.

### Première Guerre mondiale

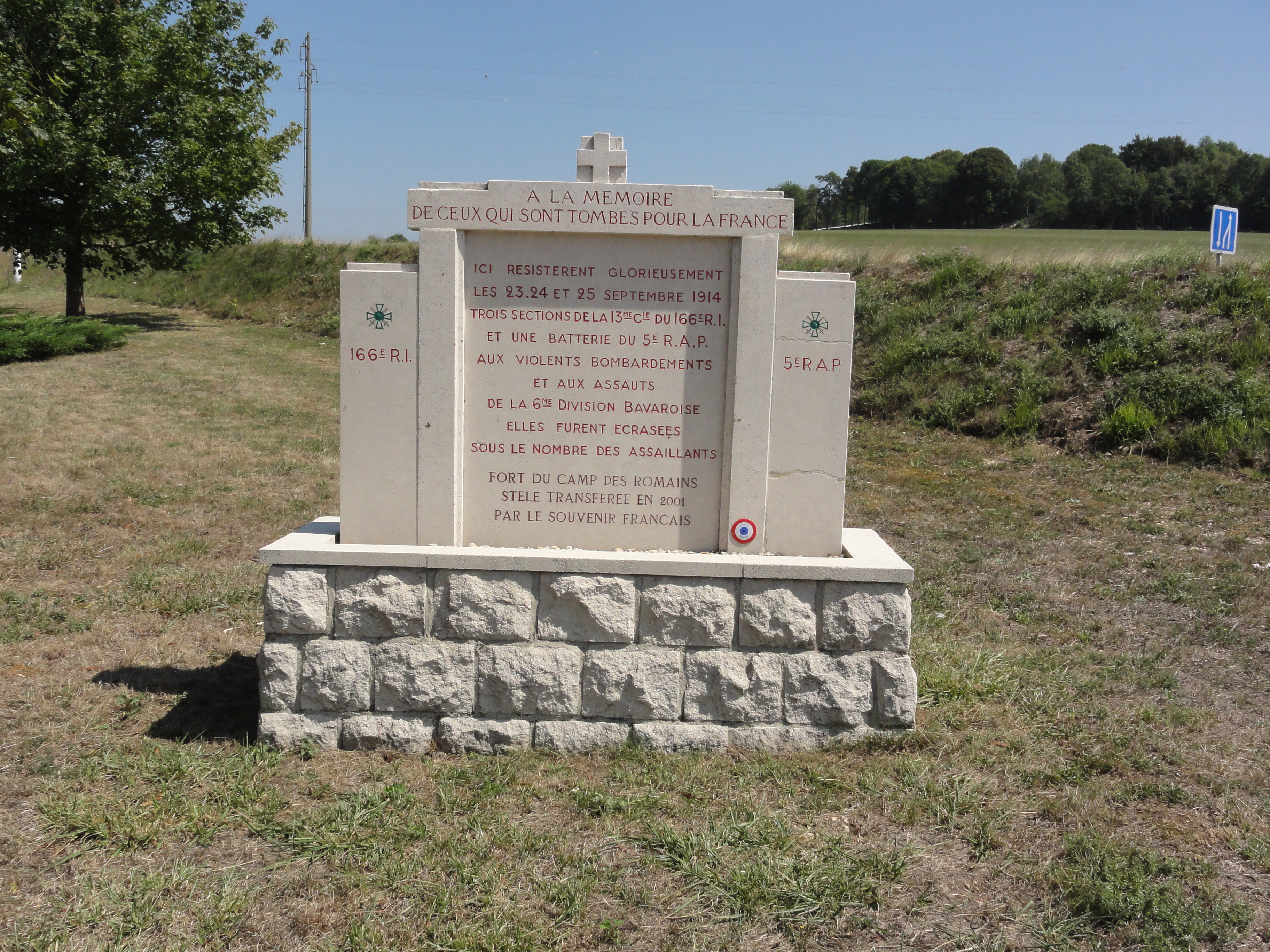
Mémorial du saillant de Saint-Mihiel, 23-25 septembre 1914.

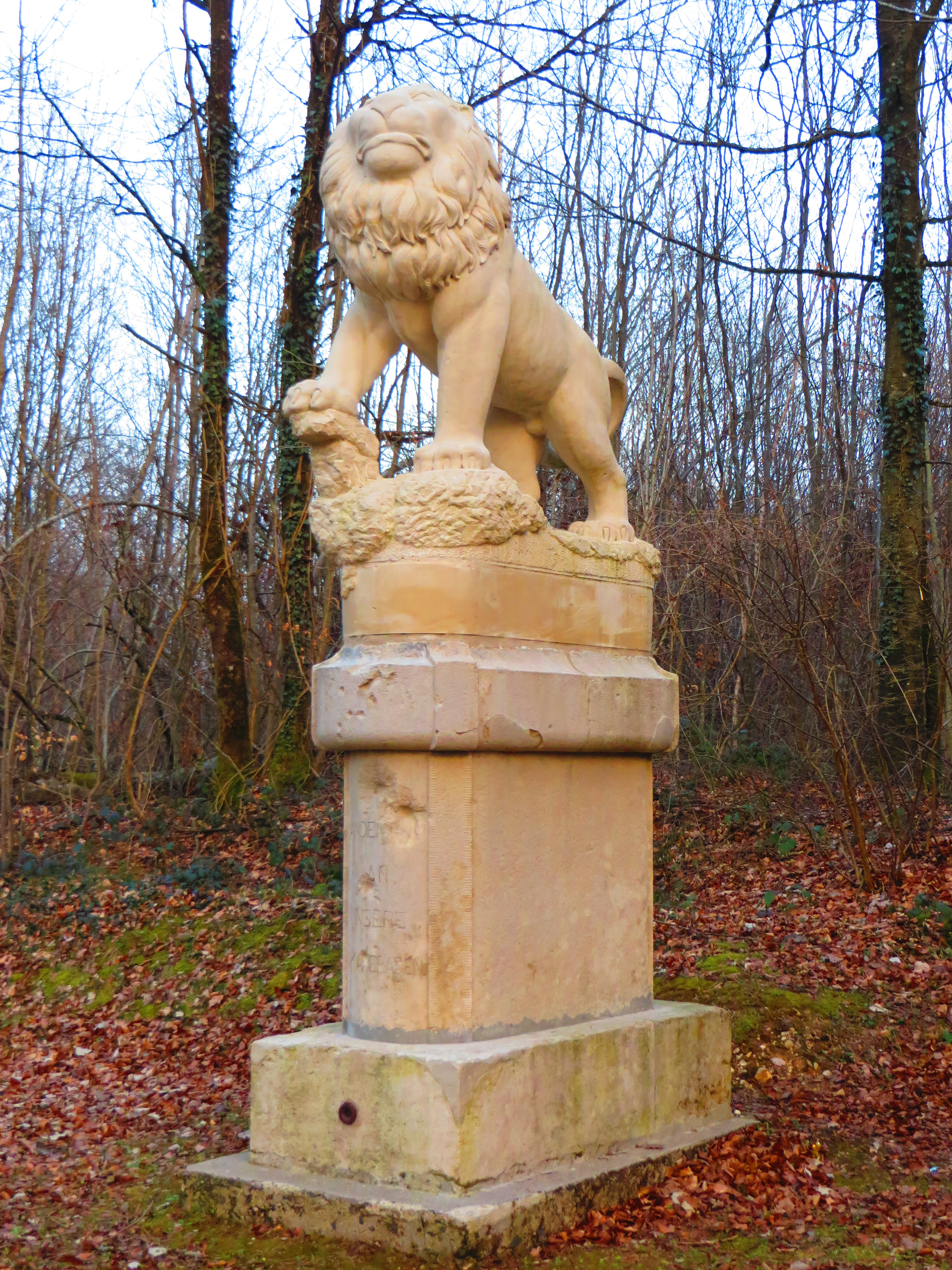
Le lion bavarois, monument allemand de 1915-1916.

L'ordre de mobilisation générale est donné le 2 août 1914. La quasi-totalité des militaires de Saint-Mihiel sont déplacés sur les zones de combat. En leur absence de la ville, à partir du 22 septembre et en quelques jours, les Allemands du général von Strantz s'emparent des Hauts-de-Meuse. La ville tombe dès le 24 septembre sous les bombardements du troisième corps d'armée bavarois commandé par le baron von Gebsattel. Le fort capitule après deux jours de lourds bombardements suivis des assauts du 11e IR, régiment von der Tann, commandé par le major-général baron Ludwig von Tautphoeus. L'acte de reddition signé entre le baron allemand et le lieutenant-colonel David Grignot pose les conditions suivantes : « la garnison est prisonnière de guerre, les officiers de tous les rangs gardent leur sabre et leurs bagages, les hommes gardent leurs sacs, la garnison sort du fort avec les honneurs militaires et les malades seront soignés d'après les règles de la Convention de Genève ». Les Allemands aménagent par la suite le fort comme observatoire.
La prise de Saint-Mihiel et du territoire environnant constitue la zone occupée la plus avancée pour les Allemands, la ligne de front traçant un angle droit autour de la ville, reliant approximativement Verdun vers le nord et Toul vers l'est. Saint-Mihiel se retrouve occupée pour les quatre années de la guerre.
Devenue un point stratégique important, Saint-Mihiel fait l'objet de tentatives françaises de reconquêtes. La ville est régulièrement bombardée et les contre-attaques françaises sont un échec. Du 26 septembre au 9 octobre, des combats acharnés sont menés en vain par le huitième corps au sud du bois d'Ailly. Du 5 au 22 avril 1915, les Français prennent puis reperdent quelques hectares de forêt. 20 000 obus allemands sont tirés sur un front de 350 mètres. Dans la forêt d'Apremont, une tentative similaire du général Dubail est entreprise du 17 novembre 1914 au 4 janvier 1915, sans succès. C'est dans ce bois que l'adjudant Péricard lança son farouche Debout les morts ! durant un nouvel assaut le 8 avril 1915.
La population restante, constituée essentiellement de femmes et d'enfants, est isolée à quelques centaines de mètres des lignes françaises. Elle est privée totalement de nouvelles pendant un an. Elle éprouve de grandes difficultés à cohabiter avec l'occupant, particulièrement lors de l'hiver 1914-1915 où les vivres se font rares. Le 7 mars 1915, le général Von Strantz décide alors d'expulser la population n'étant d'aucune utilité pour l'armée allemande afin d'assurer son ravitaillement,,. Au 1er août 1915, un décompte de la population fait état 2 401 habitants, dont 1 320 femmes et 609 enfants. La municipalité sammielloise se retrouve contrainte de faire exécuter à la population les ordres militaires et est expulsée de l'hôtel de Ville où s'installe la Kommandantur jusqu'en octobre 1916. La ville est découpée en 14 secteurs où sont dressées des listes d'otages. Un inspecteur français de chacun de ces quartiers est désigné responsable de l'obéissance de ces concitoyens et est condamné à la délation pour se sauver lui-même. La liberté individuelle disparaît : chaque habitant doit disposer d'un laisser-passer puis en 1917 d'une carte de séjour numérotée et en 1918 d'un certificat d'identité avec photographie. La circulation à l'intérieur de la ville est très restreinte. Aucune maison ne doit être fermée à clé, la liste des habitants est affichée sur la porte. À partir du 13 août 1917, on exige des hommes qu'ils saluent les officiers allemands en se découvrant et en retirant éventuellement leur pipe ou cigarette de leur bouche. L'armée allemande dispose de tous les biens des Sammiellois, de leurs maisons pour le logement des gens de guerre, de leurs avoirs en liquide ou en valeurs à la suite d'emprunts forcés en septembre 1914, août 1916, juillet puis décembre 1917, totalisant plus d'un million de francs. En avril 1915, ils pillent les coffres de la banque Varin-Bernier après une ouverture à la dynamite. Les biens matériels sont réquisitionnés. Dès 1914 des vins, des animaux, de la nourriture, en 1915 les métaux jusqu'aux statues, aux tuyaux d'orgues et aux cloches et après 1917, tout. L'occupant réquisitionne aussi la main-d'œuvre, astreinte à l'obéissance immédiate. Le rationnement s'impose, on remet des tickets pour tous les biens de première nécessité stockés dans un seul centre commercial. Se chauffer est difficile, surtout durant l'éprouvant hiver 1916-1917. L'éclairage n'est possible qu'à raison d'une bougie par foyer et par semaine.

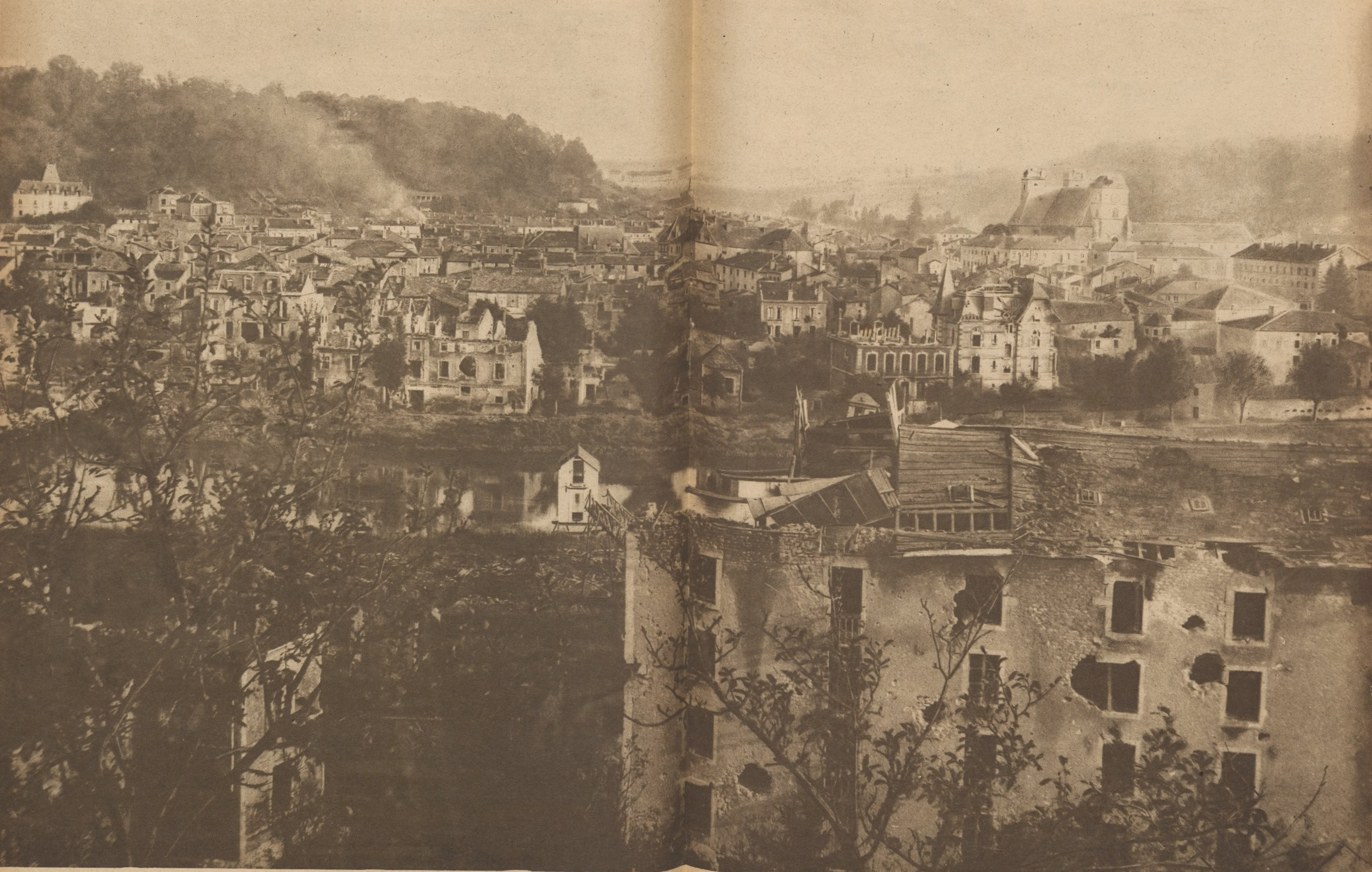
Saint-Mihiel vue des tranchées allemandes en octobre 1918.

Toutes les maisons situées à proximité de la Meuse sont détruites ainsi que d'autres, soumises à un bombardement sporadique. Les Français ne cherchent plus à reprendre la ville en l'attaquant de front, à cause des habitants restés dans ses murs. 541 maisons sont à reconstruire après la guerre, 625 à réparer. Un obus tombe également sur l'église Saint-Étienne en octobre 1914 et endommage le Sépulcre de Ligier Richier. L'abbé Chollet refuse que les Allemands l'emmènent à Metz. Ceux-ci décident de bourrer la chapelle de sacs de terre pour protéger la sculpture des bombardements. Les vitraux datant du XVe siècle, par contre, finissent soufflés. 24 hommes, 24 femmes et 16 enfants sont tués par les bombardements. Plus de 300 périssent des mauvaises conditions de vie durant les quatre ans d'occupation. 221 autres Sammiellois ont été tués sous les drapeaux.

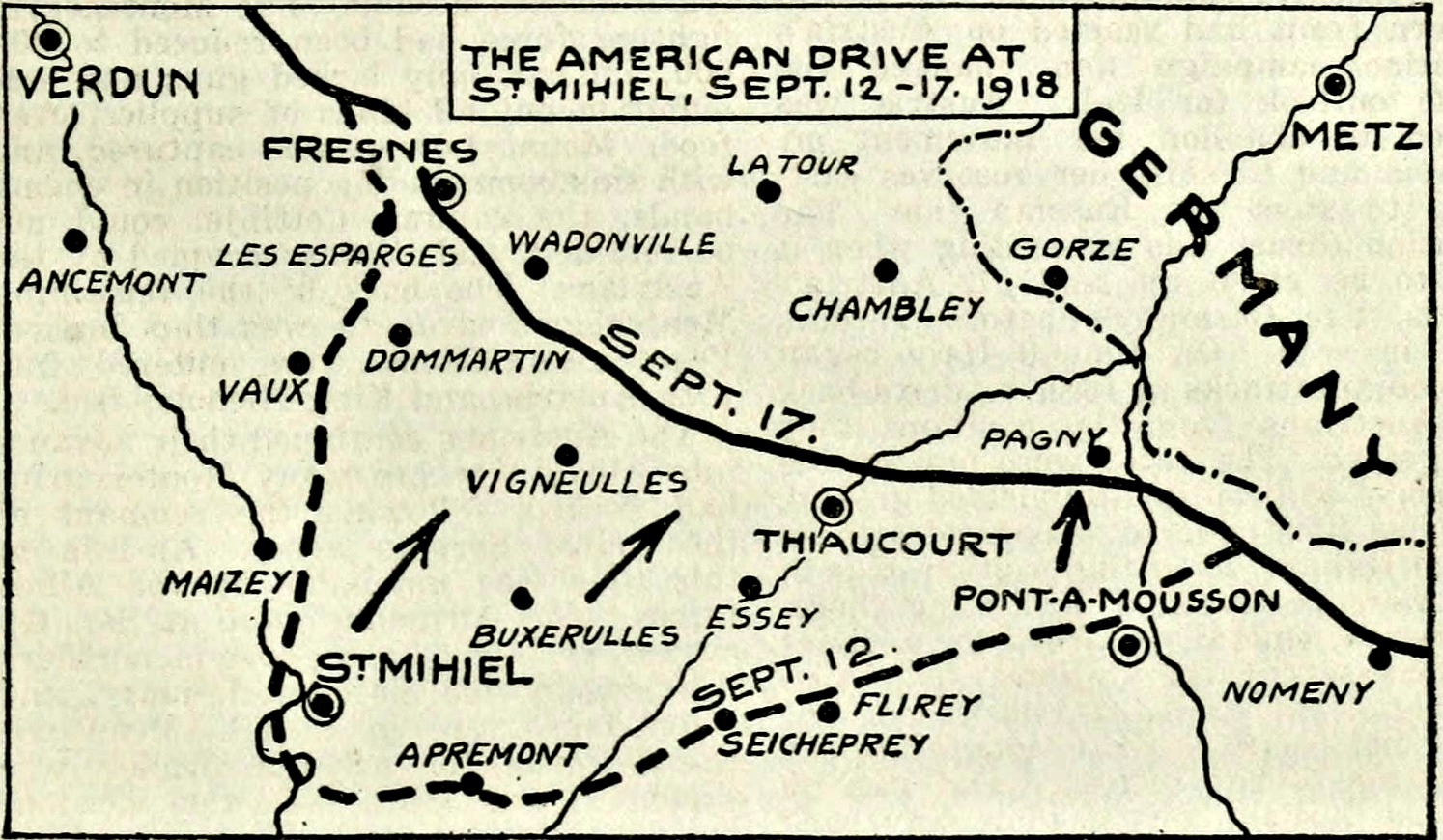
Avancée américaine entre le 12 et le 17 septembre 1918.

En 1918, la ville fait l'objet d'une importante bataille : la bataille de Saint-Mihiel ou dite du Saillant de Saint-Mihiel, pendant laquelle les Américains (dont George Patton) entrent dans la ville et la libèrent le 13 septembre 1918. À la fin de l'été 1918, le généralissime Foch déclenche son vaste plan d'offensive généralisée rendu possible grâce au renfort américain, enfin opérationnel. 275 000 hommes, dont 48 000 Français, plus de 1 400 avions et 267 chars, tous sous le commandement du général Pershing, font face aux 180 000 occupants du front de Saint-Mihiel. Le 12 septembre 1918, 3 100 canons noient quatre heures durant les lignes ennemies sous un déluge d'obus. L'assaut est donné dans la nuit du 12 au 13. Les Allemands se replient, 16 000 d'entre eux sont faits prisonniers et les Alliés entrent dans Saint-Mihiel le matin du 13 septembre, après avoir perdu 7 000 hommes, blessés ou tués.

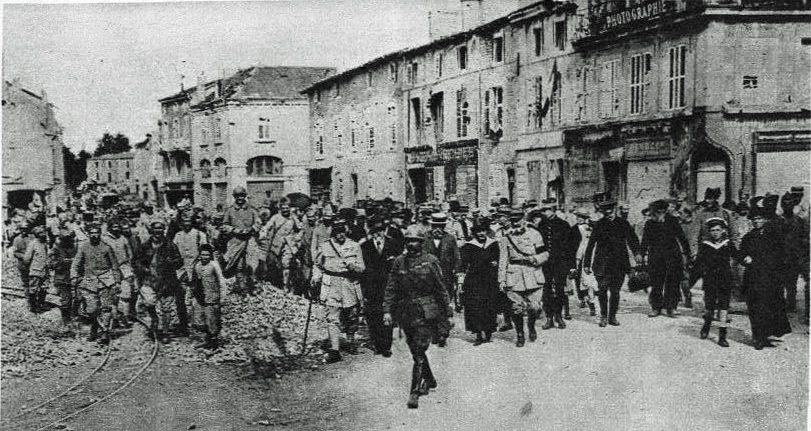
Raymond Poincaré dans Saint-Mihiel.

Le 14 septembre, une réunion extraordinaire du Conseil municipal se tient en présence du Président Poincaré, du ministre Albert Lebrun et diverses autorités préfectorales et militaires.

En 1919, la cité-martyre reçoit 50 millions de francs d'indemnisation des dommages de guerre. Le 15 février 1920, elle reçoit la citation suivante : 

« Vaillante cité lorraine, captive dès les premières semaines de la guerre, restée sur la ligne de combat, a servi d'otage aux troupes ennemies qui l'occupaient, a subi courageusement, pendant quatre années, les plus durs sacrifices. Décimée par le bombardement, sa population a, par son héroïque attitude, bien mérité de la Patrie. »

### L'Entre-deux-guerres
La ville est reconstruite après la Grande guerre. L'endroit reçut la visite du président de la République Raymond Poincaré (Meusien d'origine) et de Clemenceau, pour ce qu'il avait subi d'importantes destructions.

### Seconde Guerre mondiale
Le 16 juin 1940, la ville est occupée par les troupes du Troisième Reich. Le 1er septembre 1944, une vingtaine d'otages allaient être exécutés mais furent sauvés par l'avance foudroyante des Américains qui délivrèrent la ville,.

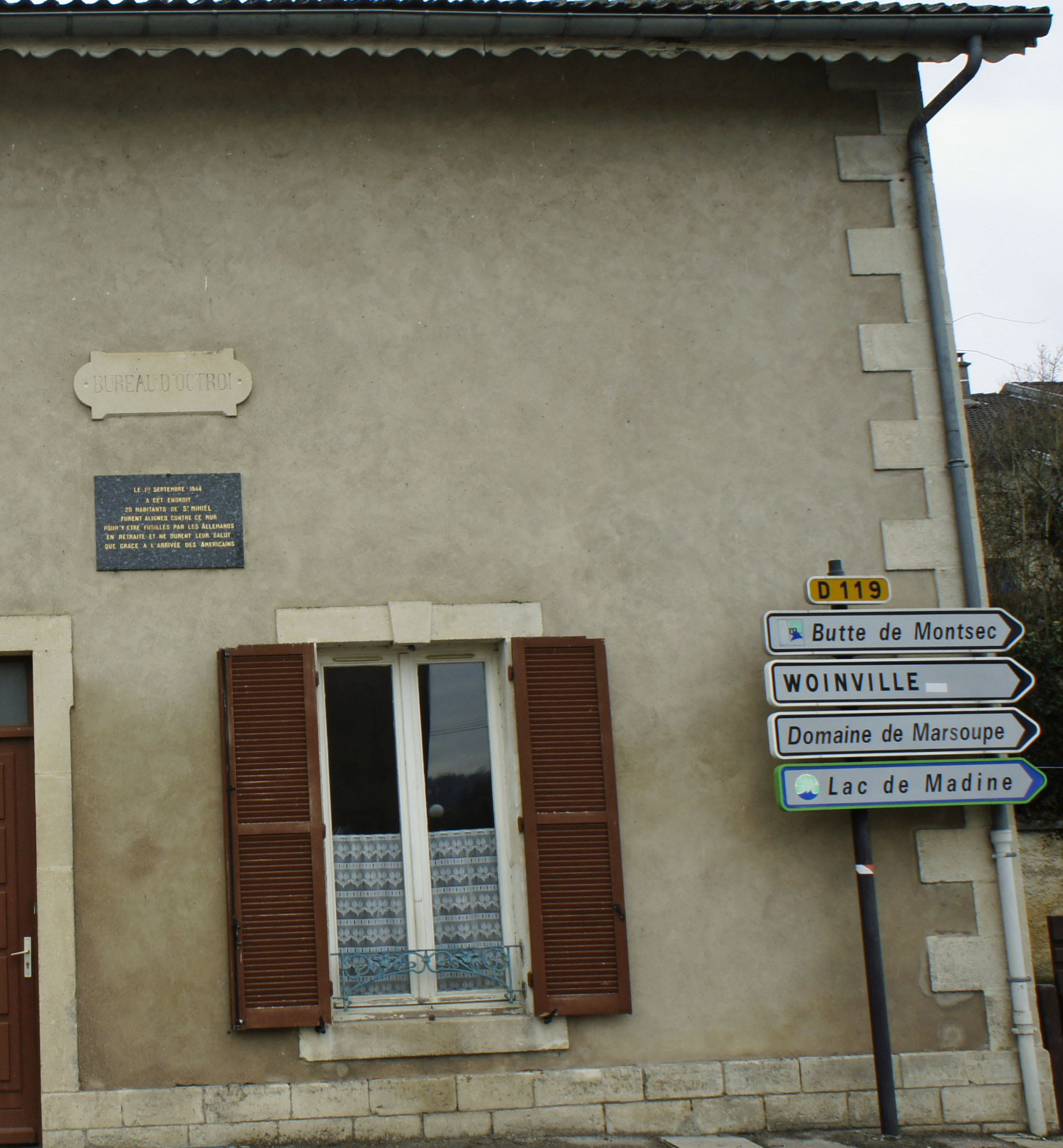
Plaque commémorant la tentative d'exécution.
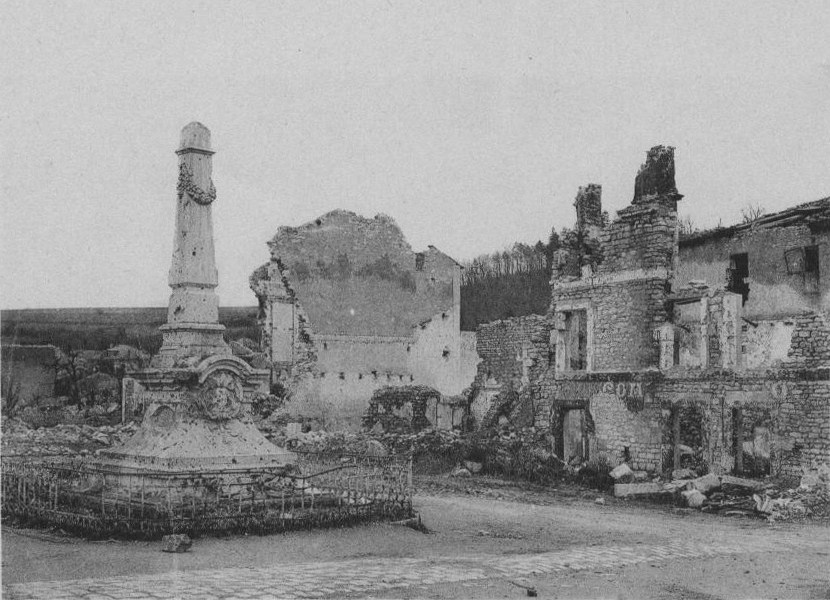
Monument à la guerre de 1870 et destructions de la Première Guerre mondiale.
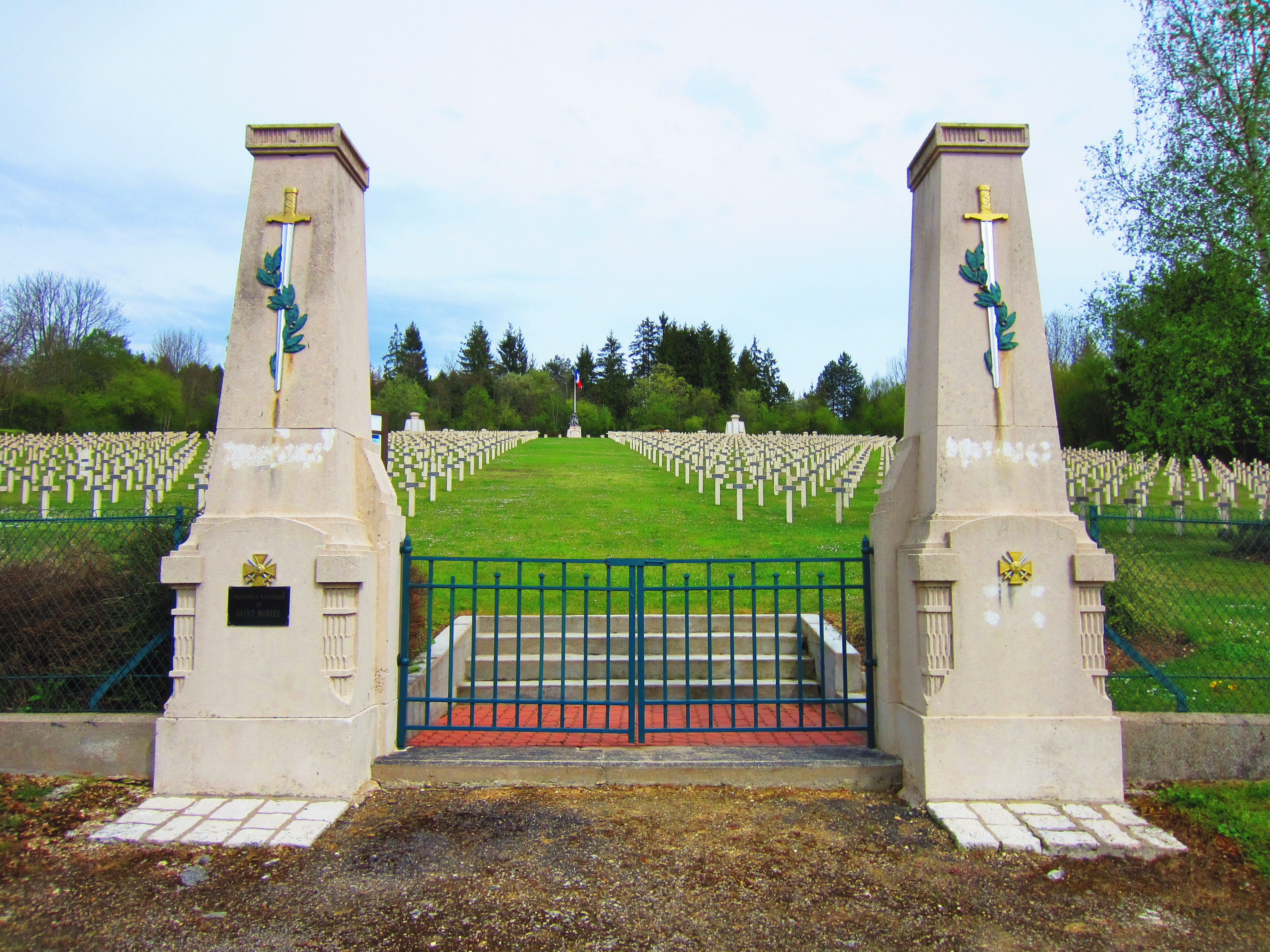
Cimetière militaire français. Nécropole nationale de Vaux-Racine.
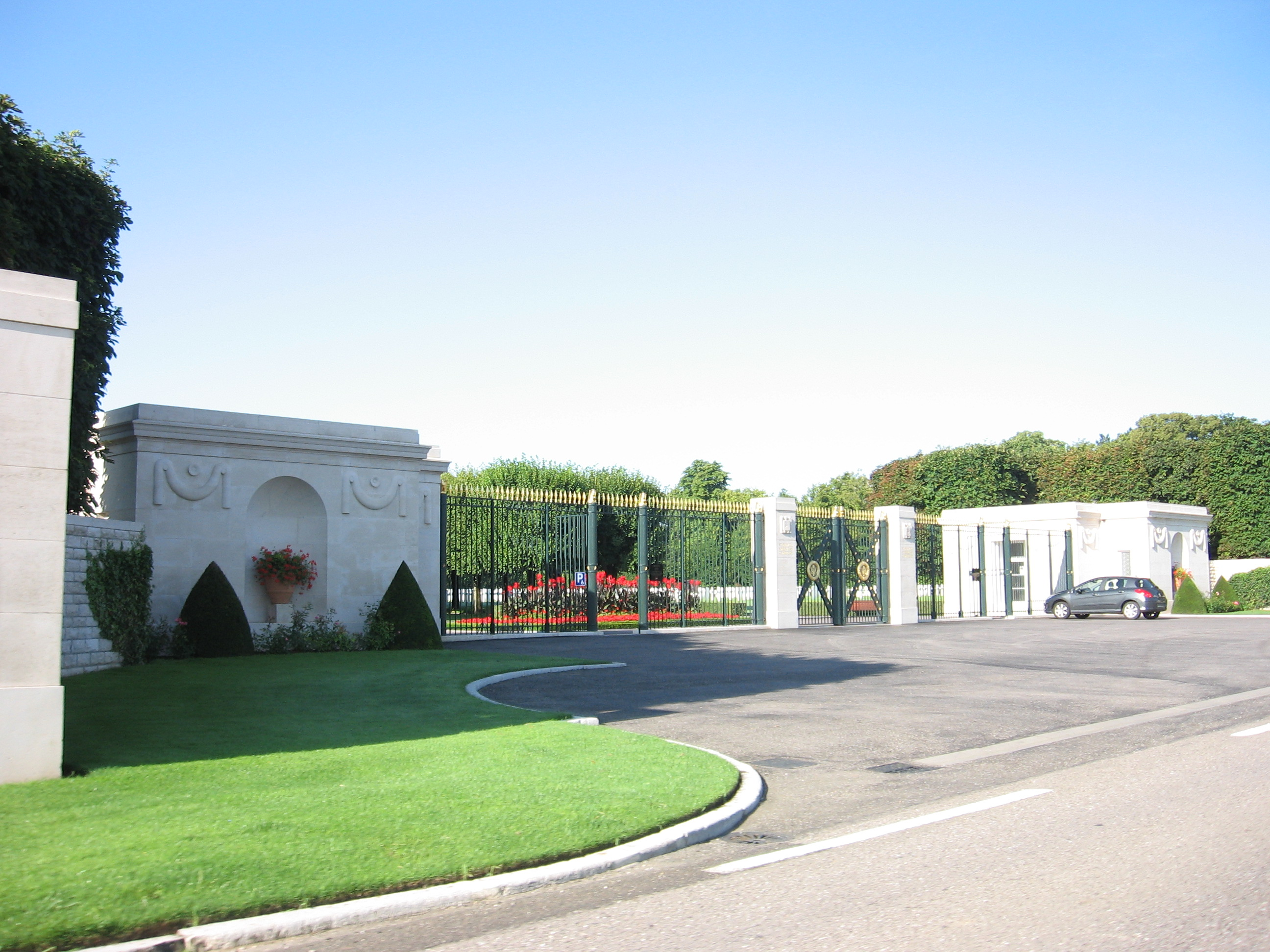
Cimetière américain du Saillant de Saint-Mihiel.
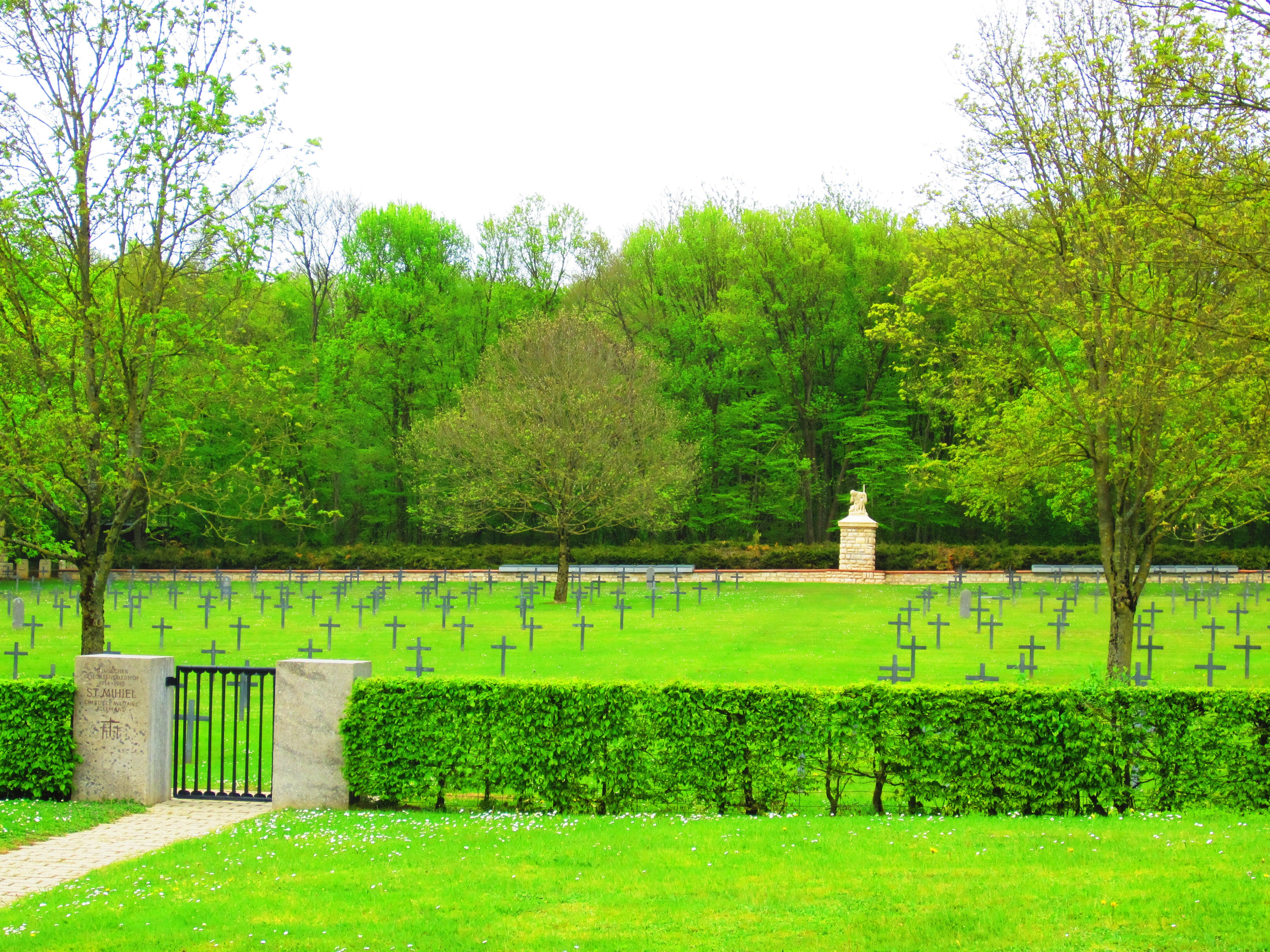
Cimetière militaire allemand.

### Fin duXXesiècle
Après sa libération le 1er septembre 1944, Saint-Mihiel ne sera plus occupée. Elle restera célèbre pour ce qui s'y est passé lors de la Première Guerre mondiale et sa population sera en baisse.
En 1972, un collège ouvre à Saint-Mihiel, le collège Les Avrils. Il sera rénové en 2006.

### XXIesiècle
En 2014, l'actuel maire de la ville, Xavier Cochet, remporte les élections municipales. Son mandat est renouvelé lors des élections municipales de 2020.
Lors du centenaire de la Première Guerre mondiale de 2014 à 2018, la ville connait de nombreuses commémorations en hommage aux combattants.

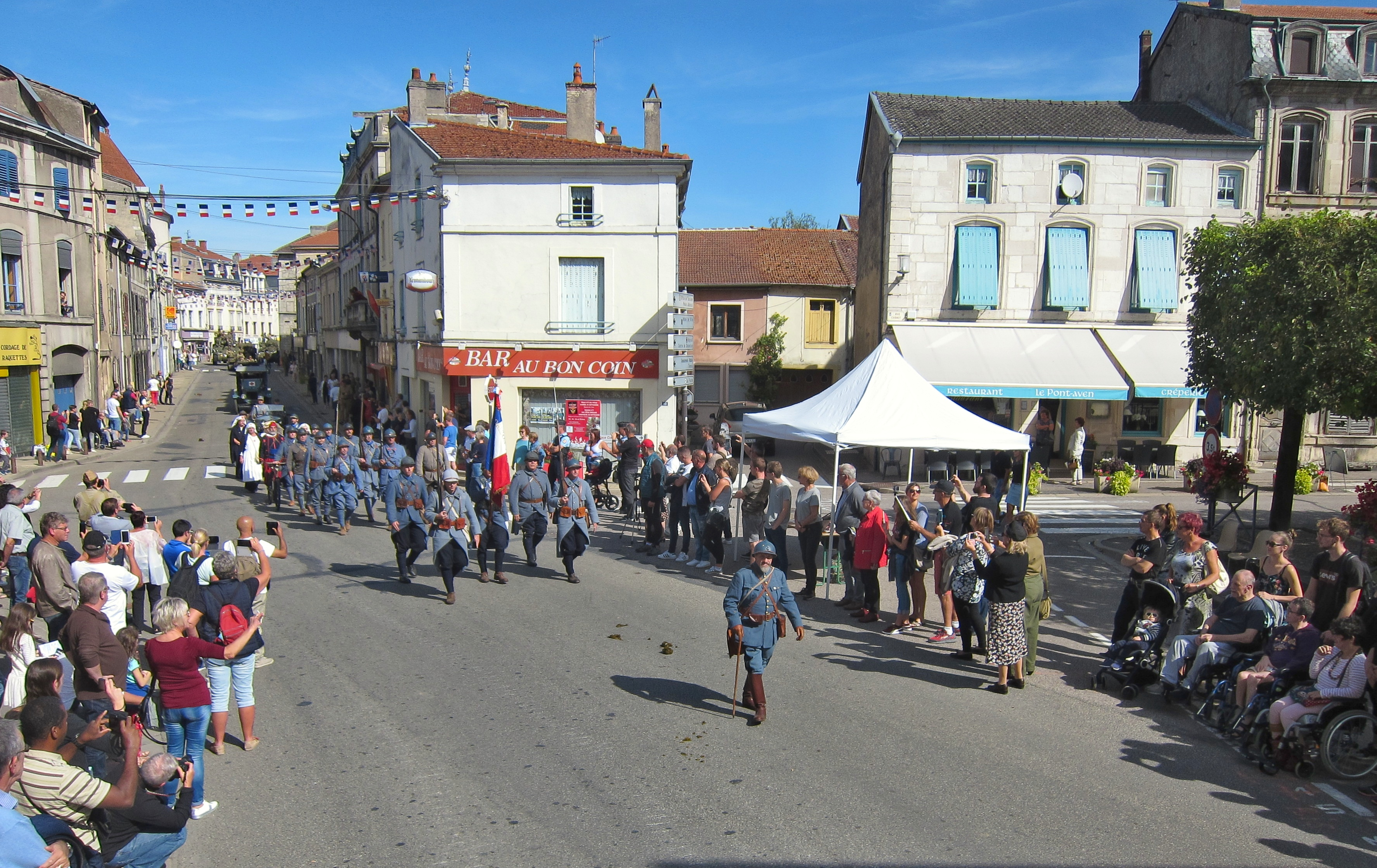
Défilé 2018 - Reconstitution des troupes françaises.
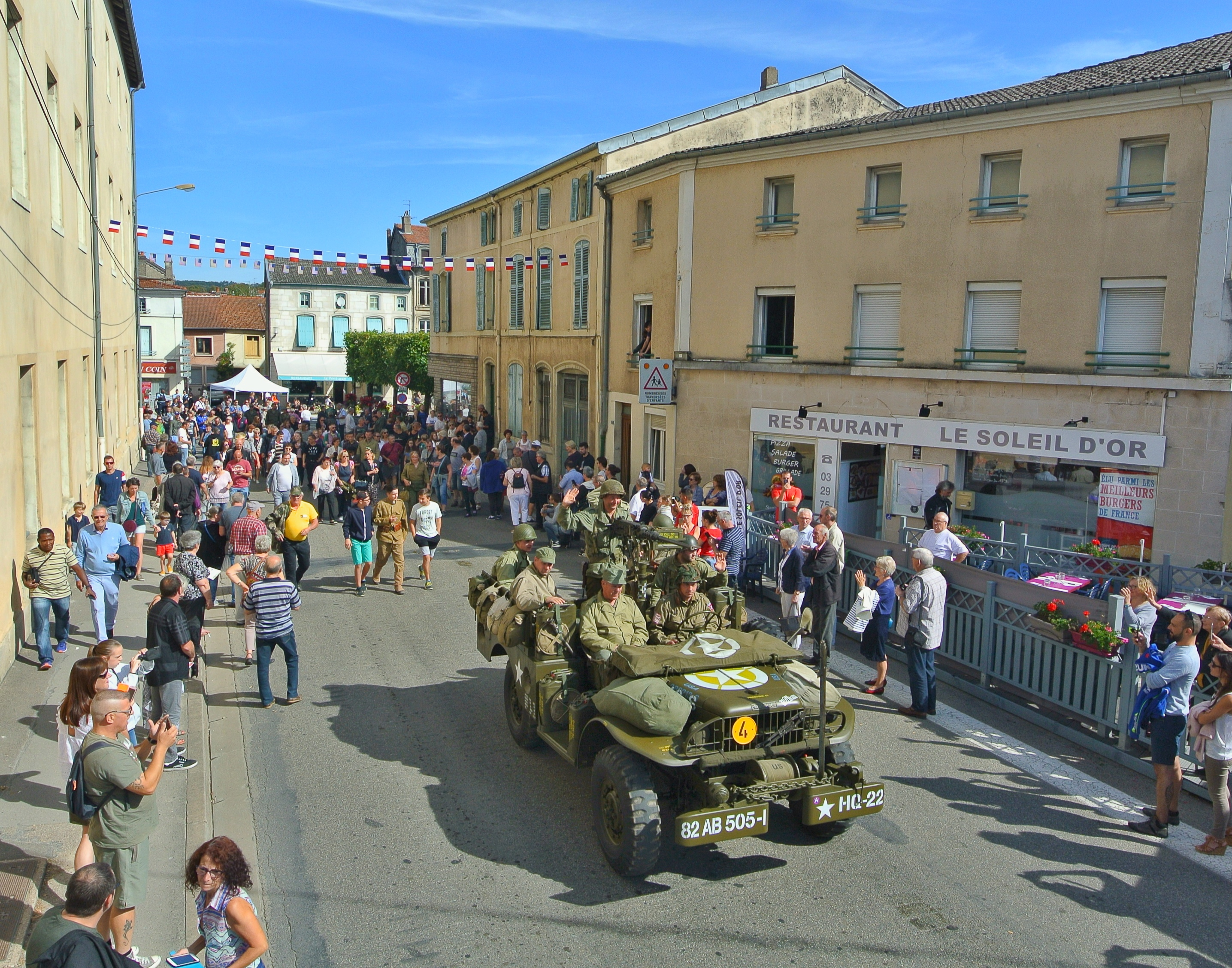
Fin de cortège.
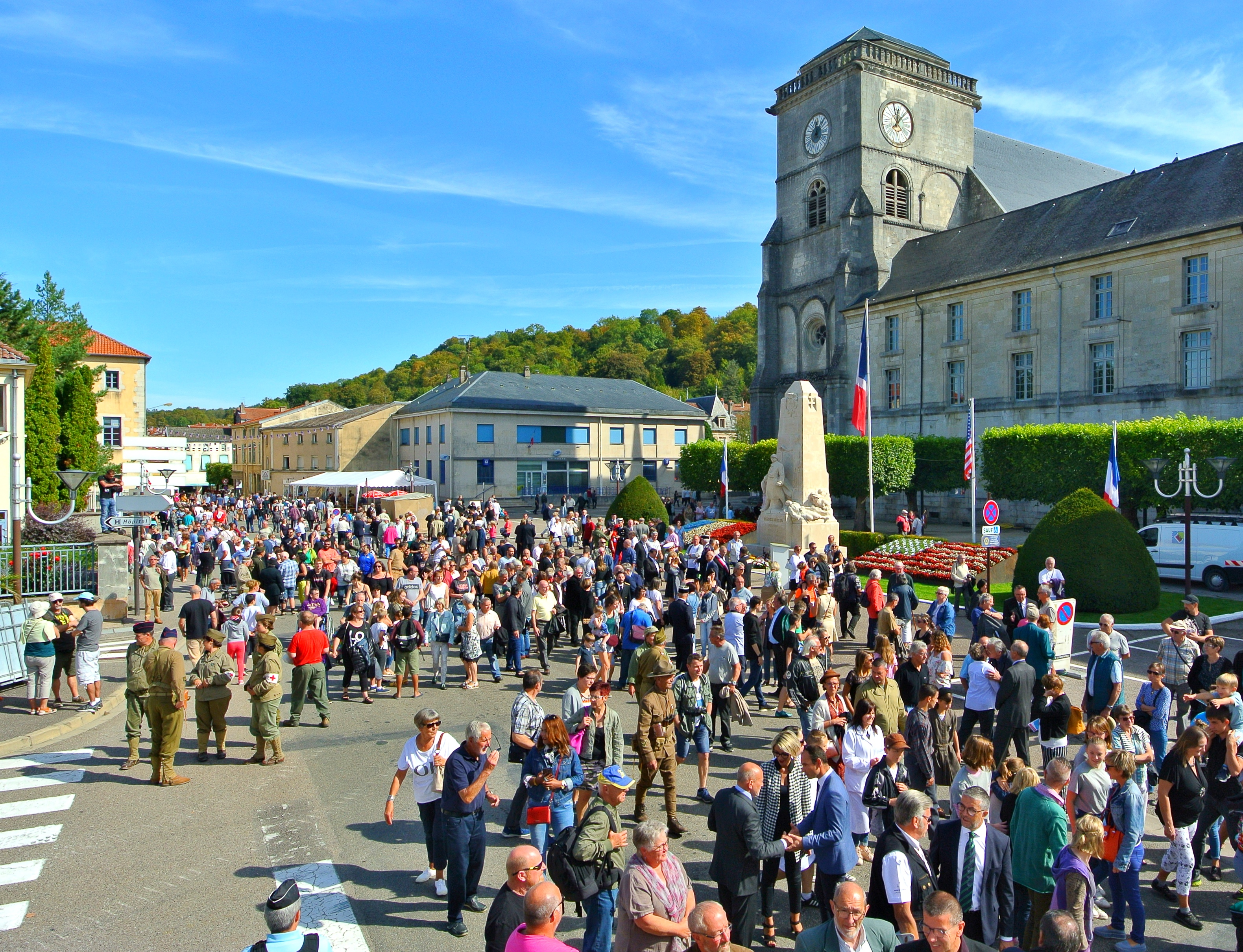
Clôture devant l'abbatiale.

En 2018, lors de la destruction d'un complexe sportif (COSEC), des silex sont trouvés involontairement sur le lieu du chantier, témoignant de la présence d'hommes préhistoriques à Saint-Mihiel.

## Politique et administration

### Tendances politiques et résultats
Lors des élections régionales de 2010, Jean-Pierre Masseret (Parti Socialiste) a été élu. Il a recueilli 48,99 % des suffrages sammiellois, devant Laurent Hénart (UMP) avec 29,71 % et Thierry Gourlot (Front national) 21,3 %. L'abstention a été de 51,86%.
Lors de l'élection présidentielle de 2012, le premier tour a été serré : Marine le Pen (FN) a recueilli 26,96 % des suffrages sammiellois devant Nicolas Sarkozy (UMP, 25,93 %) et François Hollande (PS, 24,95 %). Au second tour, Nicolas Sarkozy a recueilli 52,62 % et François Hollande 47,37 % à Saint-Mihiel mais c'est ce dernier qui a été élu président de la République au niveau national.
Aux élections municipales de 2014, la liste centriste menée par Xavier Cochet (nouveau maire) a recueilli 57,30 % (22 sièges sur 27) devant la liste du maire sortant Philippe Martin (DVD) 31,67 % et 4 sièges, et la liste socialiste menée par Eve Sismondini 11,01 % (1 siège). En 2020, la liste menée par Xavier Cochet remporte de nouveau les élections avec 56,19 % des voix, devant la liste Divers Droite menée par Louise Sion-D'Ettore.
Les résultats des élections départementales de 2015 ont été invalidées par le tribunal administratif de Nancy, le tandem du Front National Marianne Prot et Bruno Rota avait été élu au conseil général de la Meuse pour le canton de Saint-Mihiel avec 38,29 % des voix devant la liste UDI Marie-Christine Tonner - Sylvain Denoyelle (37,76 %) et les socialistes Thibaut Villemin- Sèverine François (23,96 %). Toutefois dans la commune, la paire UDI avait recueilli 40,31 % devant la paire frontiste 37,83 % (abstention de 49,63 %). Lors des élections partielles des 17 et 24 avril 2016, c'est le duo UDI qui est finalement élu avec 57,79 % contre 42,21 % pour Marianne Prot et Bruno Rota du FN. Malgré son score de 20 % au premier tour, la forte abstention a empêché la paire socialiste d'atteindre le quota de 12,5 % d'électeurs inscrits nécessaire pour se maintenir au second tour.

### Jumelages
La commune de Saint-Mihiel est jumelée avec :
- Enkenbach-Alsenborn (Allemagne) depuis le 9 octobre 1983.

Des échanges scolaires sont effectués chaque année par le collège de Saint-Mihiel avec celui d'Enkenbach-Alsenborn.

## Population et société

### Démographie
L'évolution du nombre d'habitants est connue à travers les recensements de la population effectués dans la commune depuis 1793. Pour les communes de moins de 10 000 habitants, une enquête de recensement portant sur toute la population est réalisée tous les cinq ans, les populations de référence des années intermédiaires étant quant à elles estimées par interpolation ou extrapolation. Pour la commune, le premier recensement exhaustif entrant dans le cadre du nouveau dispositif a été réalisé en 2007.

En 2022, la commune comptait 3 848 habitants, en évolution de −7,25 % par rapport à 2016 (Meuse : −4,4 %, France hors Mayotte : +2,11 %).
| 1793  | 1800  | 1806  | 1821  | 1831  | 1836  | 1841  | 1846  | 1851  |
| ----- | ----- | ----- | ----- | ----- | ----- | ----- | ----- | ----- |
| 4 510 | 5 541 | 5 250 | 5 473 | 5 822 | 5 706 | 6 462 | 5 744 | 5 274 |

| 1856  | 1861  | 1866  | 1872  | 1876  | 1881  | 1886  | 1891  | 1896  |
| ----- | ----- | ----- | ----- | ----- | ----- | ----- | ----- | ----- |
| 5 245 | 5 467 | 5 403 | 4 285 | 5 178 | 5 915 | 6 003 | 8 126 | 9 260 |

| 1901  | 1906  | 1911  | 1921  | 1926  | 1931  | 1936  | 1946  | 1954  |
| ----- | ----- | ----- | ----- | ----- | ----- | ----- | ----- | ----- |
| 9 350 | 9 661 | 9 604 | 4 543 | 4 581 | 4 666 | 4 906 | 4 391 | 5 035 |

| 1962  | 1968  | 1975  | 1982  | 1990  | 1999  | 2006  | 2007  | 2012  |
| ----- | ----- | ----- | ----- | ----- | ----- | ----- | ----- | ----- |
| 5 253 | 5 295 | 5 572 | 5 525 | 5 367 | 5 260 | 4 872 | 4 816 | 4 339 |

| 2017  | 2022  | - | - | - | - | - | - | - |
| ----- | ----- | - | - | - | - | - | - | - |
| 4 112 | 3 848 | - | - | - | - | - | - | - |

### Enseignement
La population sammielloise est en baisse constante, impliquant également la baisse de la population scolarisée de la ville. Celle ci est passée de 931 en 2006 à 774 en 2011. Les écoles primaires du Bourg et des Quartiers ont fermé.
Les établissements scolaires de Saint-Mihiel sont du ressort géographique de l'académie Nancy-Metz, située en zone B.
Il y a trois écoles primaires :
- L'école élémentaire publique des Avrils, située 4 allée Alain-Fournier. Elle prend en charge 78 élèves[134].
- L'école élémentaire publique de la Halle, située 35 rue Morguesson, dispose d'une cantine et prend en charge 85 élèves[135].
- L'école élémentaire privée de Notre-Dame, située 7 rue des Écoles, prend en charge 170 élèves[136].

Il y a un collège : le collège des Avrils, établissement public, situé avenue du Général-de-Gaulle à proximité du complexe sportif (COSEC). Il a été construit en 1972 et rénové en 2006. Il n'y a pas d'internat mais une demi-pension. Il prend en charge 435 élèves en 2015-2016,.

### Vie carcérale
La ville accueille depuis mai 1990 un centre pénitentiaire composé d'un seul quartier de détention pour hommes majeurs de 401 places. Il s'agit d'un établissement à gestion déléguée.

## Économie

### Données globales

#### Budget et fiscalité 2023

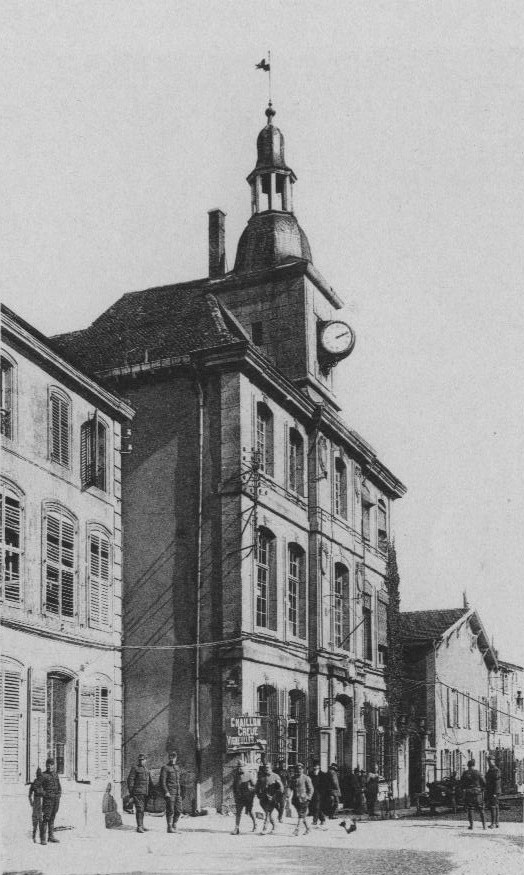
L'hôtel de ville en 1918.

En 2023, le budget de la commune était constitué ainsi :
- total des produits de fonctionnement : 4 108 000 €, soit 1 009 € par habitant ;
- total des charges de fonctionnement : 3 532 000 €, soit 868 € par habitant ;
- total des ressources d'investissement : 1 229 000 €, soit 1 302 € par habitant ;
- total des emplois d'investissement : 2 401 000 €, soit 590 € par habitant ;
- endettement : 3 702 000 €, soit 910 € par habitant.

Avec les taux de fiscalité suivants :
- taxe d'habitation : 11,72 % ;
- taxe foncière sur les propriétés bâties : 41,29 % ;
- taxe foncière sur les propriétés non bâties : 35,82 % ;
- taxe additionnelle à la taxe foncière sur les propriétés non bâties : 43,61 % ;
- cotisation foncière des entreprises : 13,16 %.

Chiffres clés Revenus et pauvreté des ménages en 2021 : médiane en 2021 du revenu disponible, par unité de consommation : 19 600 €.

### Entreprises et commerces

#### Agriculture
- Culture et élevage associés.
- Culture de légumes, de melons, de racines et de tubercules.
- Culture de céréales, de légumineuses et de graines oléagineuses
- Élevage d'autres bovins et de buffles.
- Élevage de volailles.
- Aquaculture en eau douce

#### Tourisme
- Hôtellerie et restauration.

#### Commerces
- Entreprises : De 1963 à 2011, l'entreprise Kostka, implantée à Saint-Mihiel, a fabriqué des luminaires décoratifs en céramique[142],[143].

## Culture locale et patrimoine

### Lieux et monuments
Le centre de Saint-Mihiel est classé au titre des sites patrimoniaux remarquables.

#### Menhir Dame Schonne
Ce menhir est situé dans la forêt communale dite Woyrolles et  Classé MH (1889).

#### Château fort
Le château fort, construit sur une butte au nord de la ville à l'initiative de la comtesse Sophie de Bar à la fin du XIe siècle, pourvu d'une chapelle castrale, citée au milieu du XIIIe siècle. Le château fait l'objet d'importants travaux de défense en 1375 : réfection de la grosse tour, remise à neuf du beffroi, rétablissement de la poterne du donjon par d'Aubert de Hangest ; nouveaux travaux en 1427, 1457, 1497 et en 1499, travaux à tout le maisonnement, à trois tours et aux « quatre du beffroi ». Chapelle Sainte-Catherine citée en 1518, mentionnée comme totalement ruinée en 1570. Château endommagé en 1559, considéré comme ruiné en 1570 ; en 1634, la grosse tour, les tours du Baile et du Guet sont réparées ; château démantelé en 1636 sur ordre de Louis XIII, puis transformé en carrière de pierre qui motive une protestation du procureur ducal ; terrain acensé en 1776 puis nivelé.

#### Maison du roi
La maison du roi du XIVe siècle vers 1350, un riche drapier y habite. La maison est achetée par le roi René d'Anjou en 1428 et reste propriété ducale jusqu'en 1587. Elle est située à l'angle du no 2 rue Notre-Dame et du no 25 rue du Four. Elle est  Classé MH (1913).

#### Ancien hôtel de ville
L'ancien hôtel de ville dont la façade date du XVIIIe siècle. Construit au XVIe siècle (il en subsiste la partie postérieure du bâtiment) ; en 1714 ou peu après cette date, construction de la chambre du conseil des officiers de la prévôté ; en 1731, construction des chambres du greffe du bailliage ; en 1735, construction d'une chapelle dans la grande salle du palais ; en 1768, l'hôtel de ville, menaçant de s'écrouler, nécessite des travaux urgents. Travaux réalisés en 1776, 1777. L'hôtel de ville a été transféré à l'abbaye en 1978 ; le bâtiment abrite aujourd'hui des activités associatives. Il est situé au no 17 bis rue Porte-à-Metz. Il est  Inscrit MH (1926).

#### Hôtel de Gondrecourt
L'hôtel de Gondrecourt, de style Renaissance, de 1424 et jusqu'à l'achat de la maison du roi en 1428, le duc René d'Anjou et son épouse Isabelle Ire de Lorraine séjournent régulièrement dans cet hôtel, le surlendemain de son mariage en 1698 le duc Léopold Ier de Lorraine s'y arrête également. Il est situé au no 18 rue Larzillière-Beudant et  Inscrit MH (1992).

#### Hôtel de Faillonnet
L'hôtel de Faillonnet, également appelé « maison des Gargouilles », de style Renaissance, construite en 1554, habitation de madame de Faillonnet, fondatrice de l'ordre des sœurs de la Doctrine chrétienne. hôtel possède cinq gargouilles représentant un bélier, un chien, un cheval, un bœuf et un lion. Il est situé au no 3 rue Raymond-Poincaré. D'abord  Inscrit MH (1927), il est ensuite  Classé MH (1994).

#### Hôtel de Rouÿn
L'hôtel de Rouÿn, également appelé hôtel de Rozières, construit vers 1650, cet hôtel particulier sert d'habitation à M. de Rouÿn, dès la fin du XVIIe siècle, puis à sa descendance, le général René Audéoud et la famille de Chassey. Il est situé au no 10 rue Général-Audéoud et  Inscrit MH (1995).

#### Hôtel de Bousmard

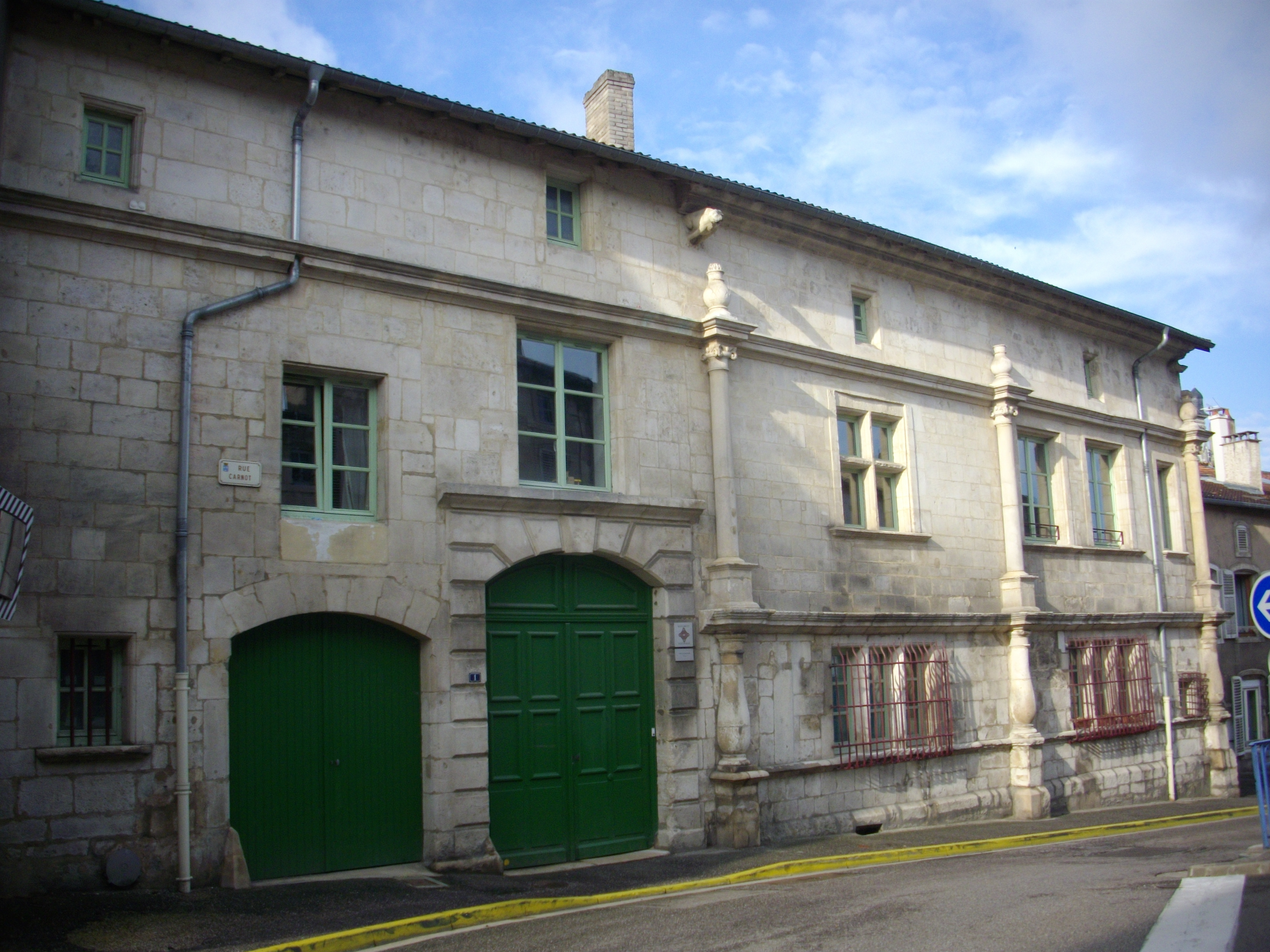
L'hôtel.

L'hôtel de Bousmard, construite en 1520 de style Renaissance, l'hôtel abrite la famille de Bousmard, qui compte plusieurs sommités, parmi lesquelles l'ingénieur militaire Henri Jean-Baptiste de Bousmard de Chantereine. En 1855 Antoinette de Bousmard lègue le bâtiment à la ville.

#### Café des Arcades
Le café des Arcades est une maison du XVIe siècle, ancien relais de poste abritant les voyageurs après la fermeture des portes de la ville. Il est situé au no 30 rue Porte-à-Nancy et  Inscrit MH (1984).

#### Autres maisons remarquables
- Maison Ligier Richier située au no 18 rue Haute-des-Fosses  Classé MH (1921)[152].
- Hôtel urbain du XVIe siècle situé au no 1 rue Carnot  Inscrit MH (1995)[153].
- Maison du XVIe siècle située au no 8 bis rue Carnot  Inscrit MH (1926)[154].
- Maison du XVIe siècle située au no 17 rue Porte-à-Metz  Inscrit MH (2002)[155].
- Pavillon du XVIIIe siècle situé au no 8 rue Raymond-Poincaré et au no 8 ruelle de la Tête-d'Or  Inscrit MH (1926)[156].
- Fronton de la caserne Quartier Colson-Blaise, place du Quartier,  Inscrit MH (1929)[157].

#### Cimetière israélite
Le cimetière israélite (rue Pierre-de-Coubertin ; rue de la Côte-de-Bar).

#### LesSept Roches
Ces falaises pittoresques sont situées à la sortie nord de la ville. Elles sont constituées de sept blocs de roches calcaires, hauts de plus de 20 m.

#### Planétarium
Le planétarium créé par l'Association sammielloise d'Astronomie.

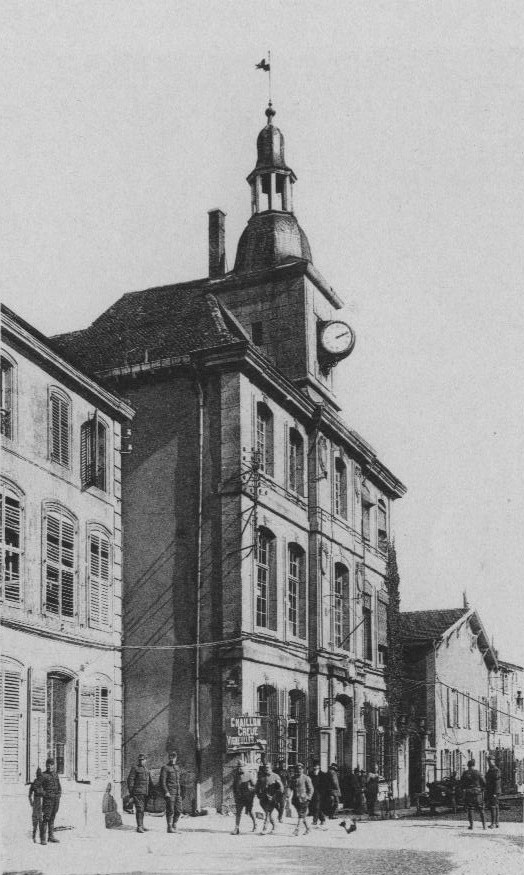
Façade de l'ancien hôtel de ville en 1918.
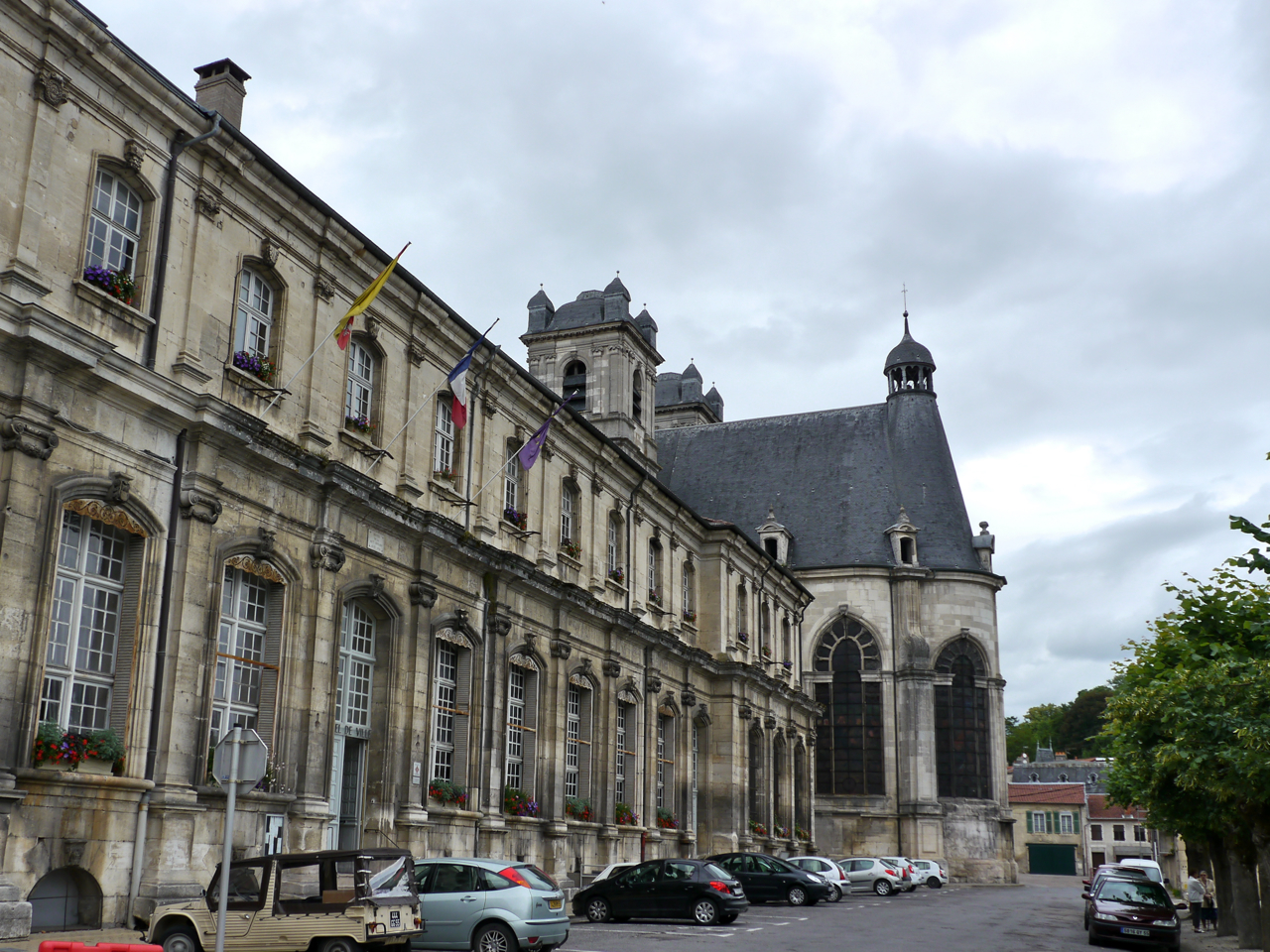
Entrée de l'hôtel de ville et en arrière-plan l'église Saint-Michel.
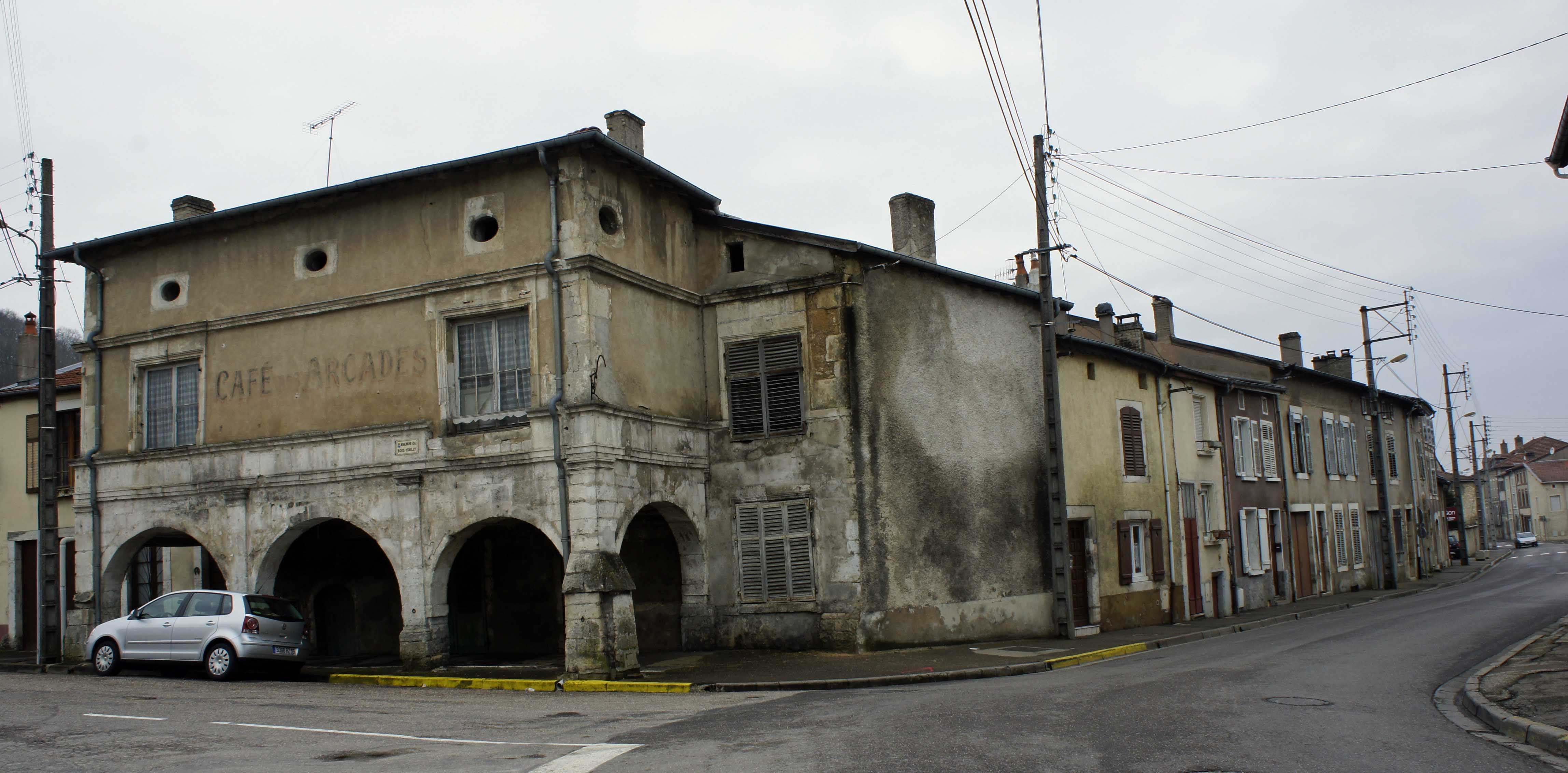
Le café des Arcades.
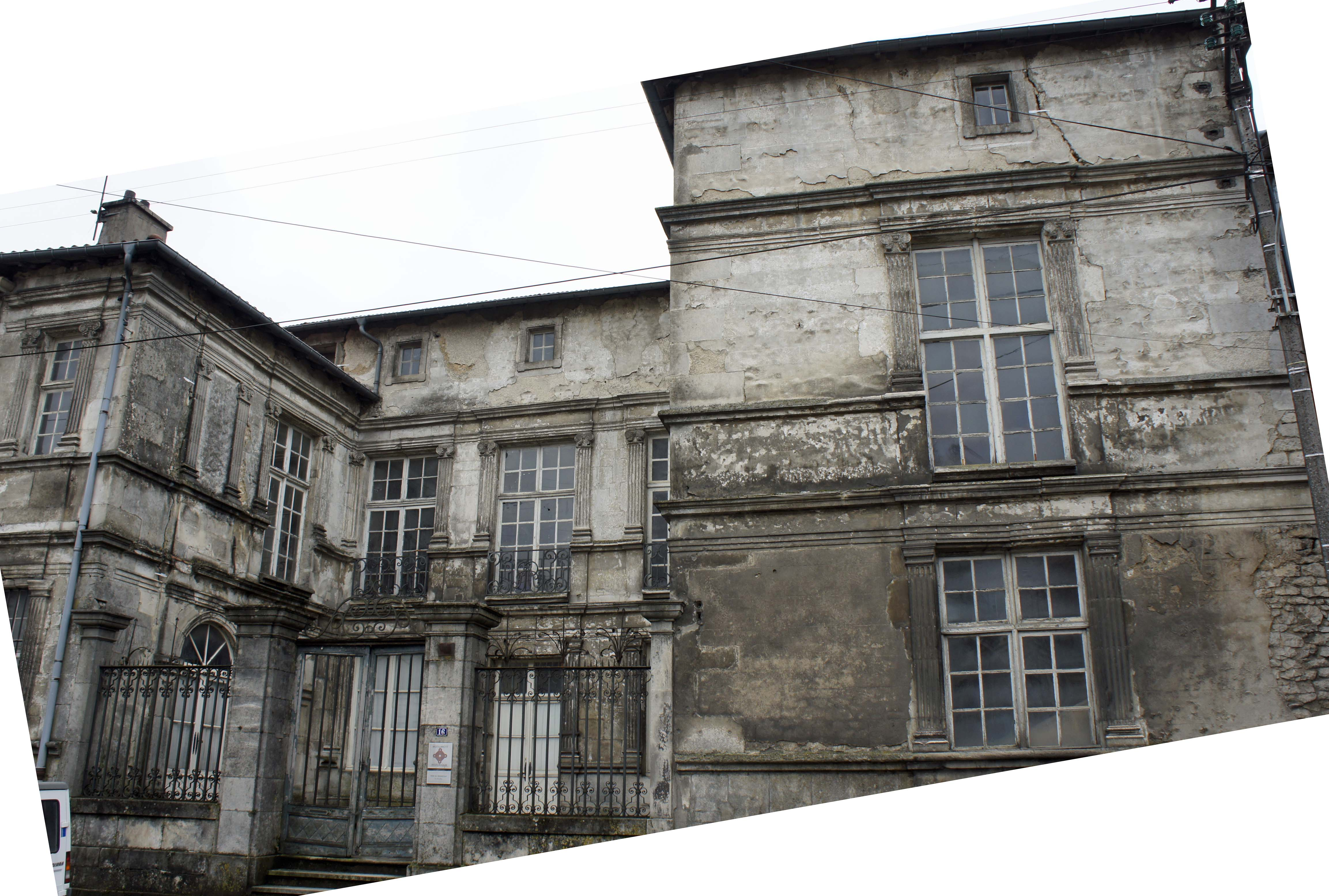
Hôtel de Gondrecourt.
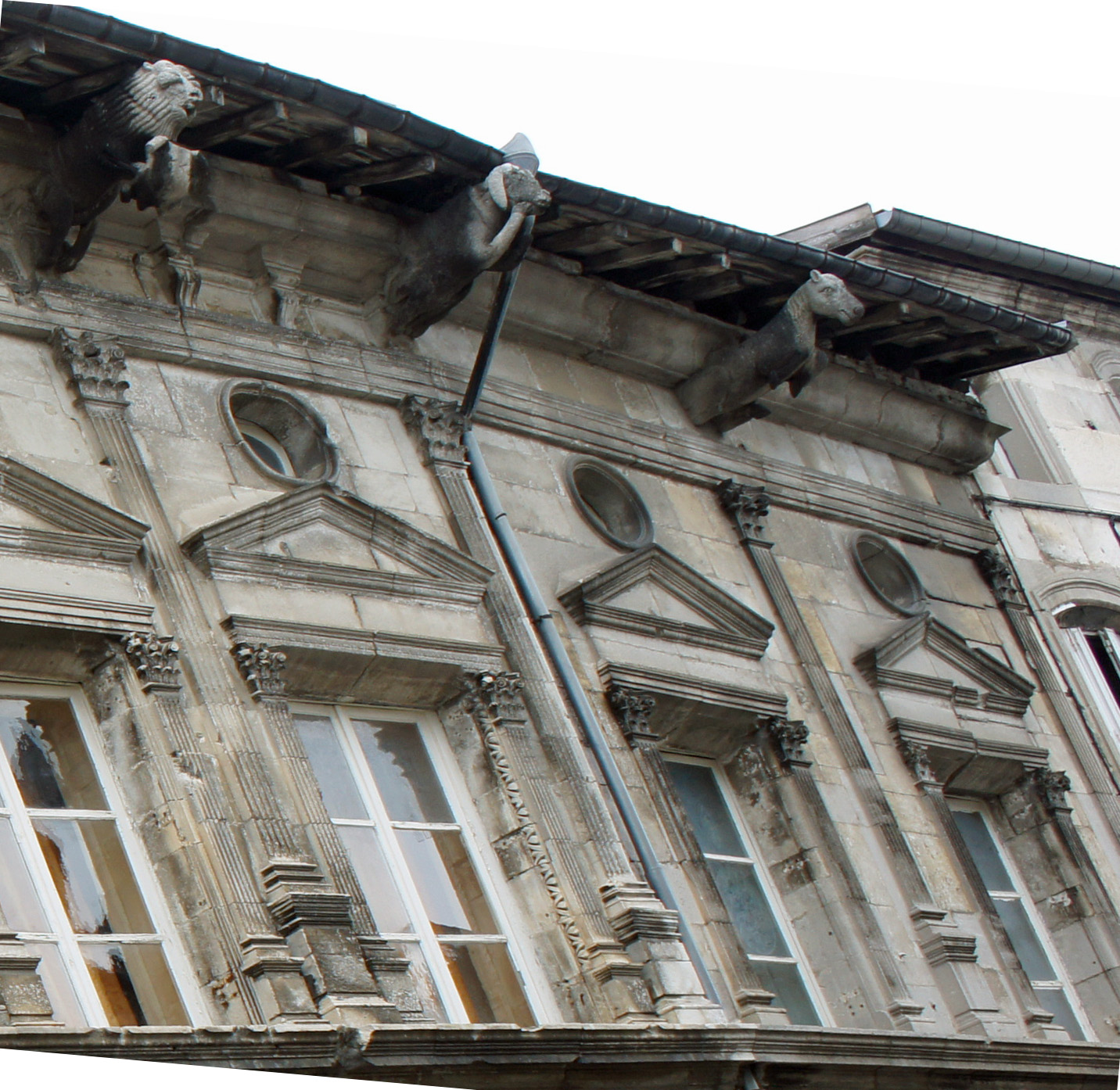
Hôtel de Faillonnet.
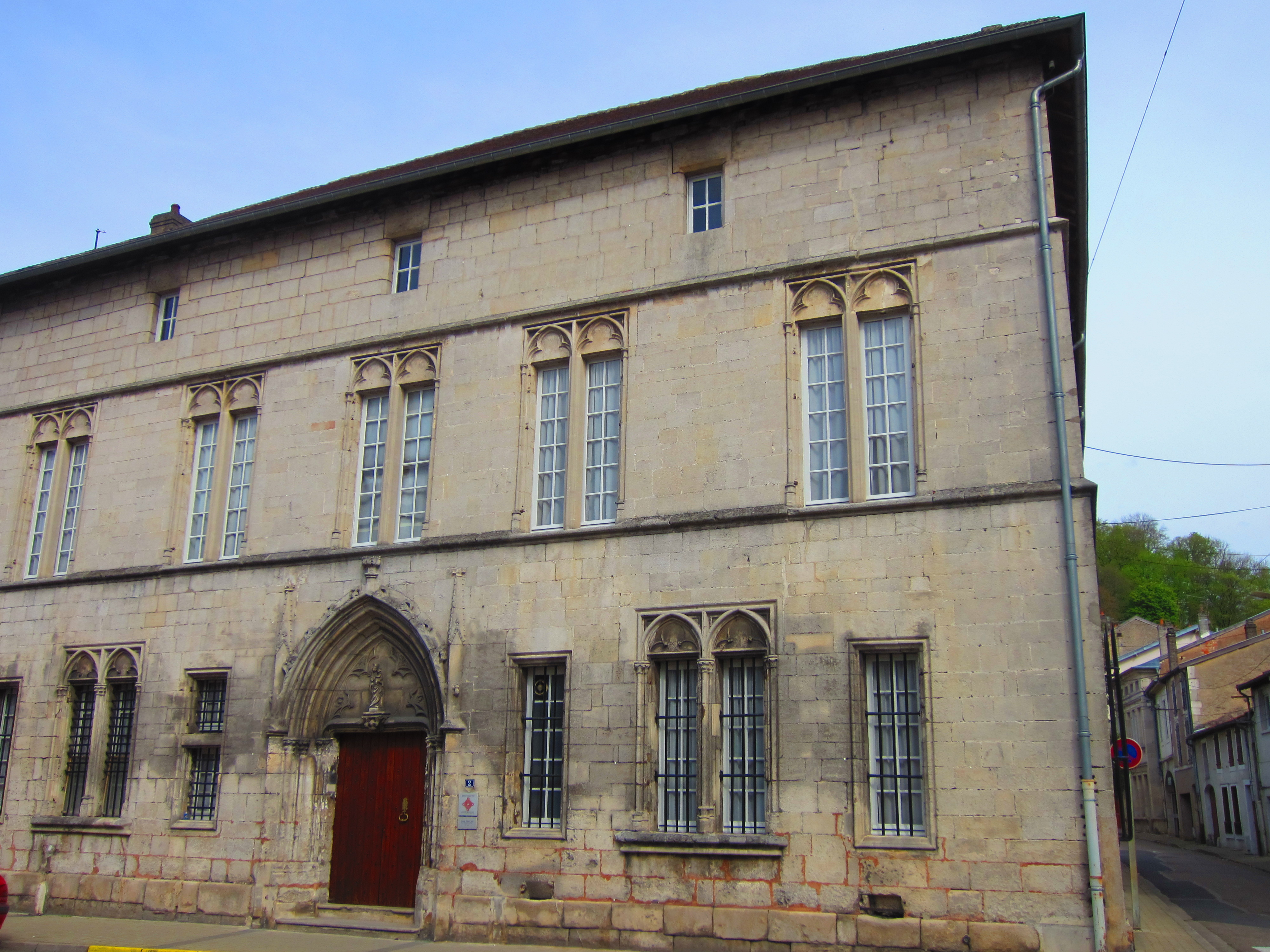
La Maison du Roi.
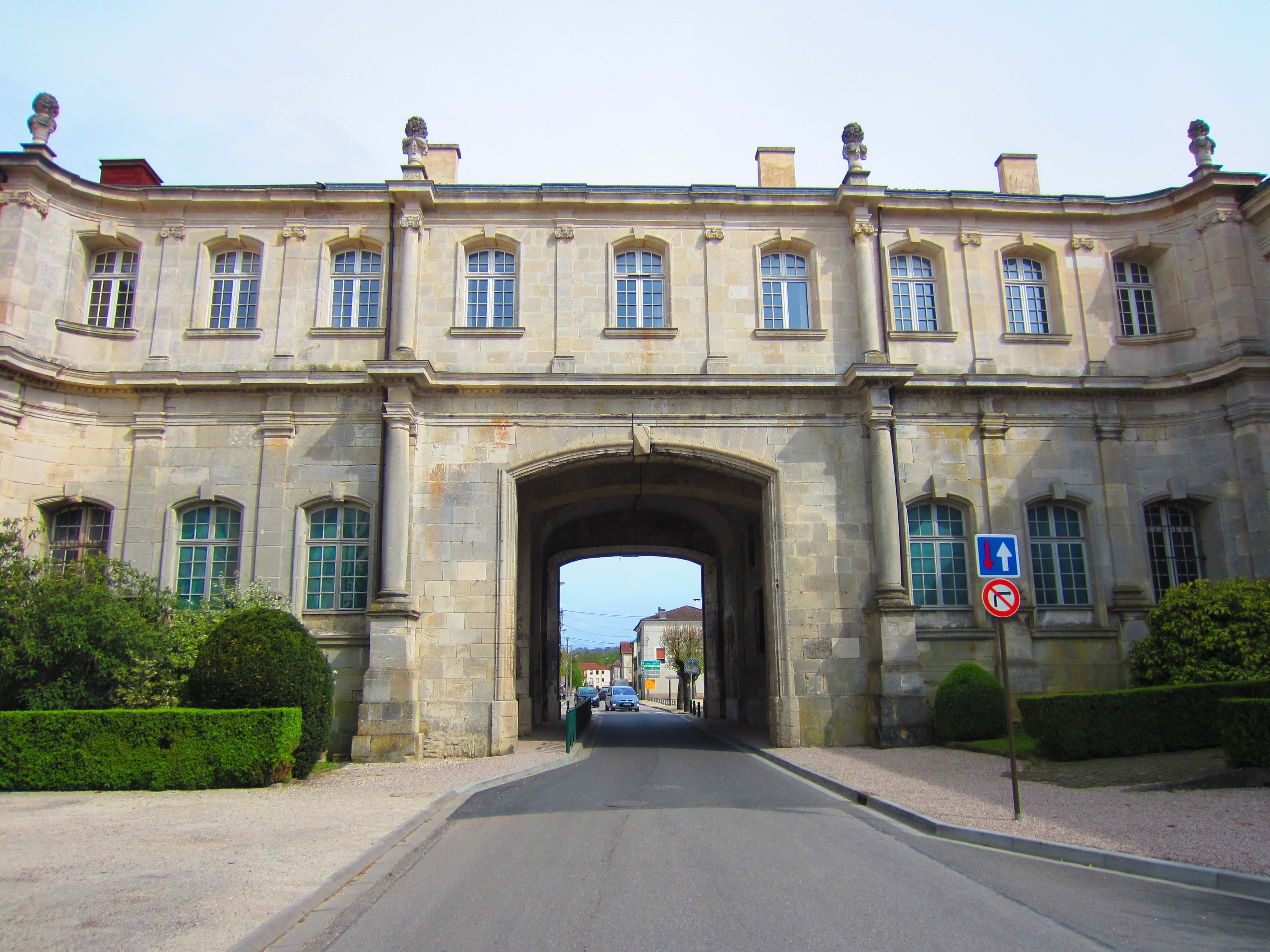
Porche ouvert dans l'abbaye.

#### Édifices religieux
- L'abbaye bénédictine Saint-Michel, inscrite en 1975 puis  Classé MH (1982)[160], dont les édifices actuels datent du XVIIIe siècle. Sa bibliothèque renferme près de 9 000 ouvrages dont 74 manuscrits et 86 incunables. L'abbaye abrite également le musée d'Art sacré. L'église Saint-Michel appartient à l'ensemble abbatial. En grande partie remaniée au XVIIIe siècle, elle conserve une tour-porche romane. On peut y voir la « Pâmoison de la Vierge » de Ligier Richier[161].

- L'église Saint-Étienne, classée monument historique en 1907  Classé MH (1907)[162], abrite le chef-d’œuvre de Ligier Richier La mise au tombeau ou Saint sépulcre.

- La chapelle Notre-dame-des-Prés situé chemin de Versel, est citée dans un acensement (avant 1498) des terres de la ferme de Verzelle par les gouverneurs de la ville à Jehan Le Horliet et sa femme Marguerite. Elle fut propriété des bénédictins de Saint-Mihiel ; reconstruite en 1803. La plantation de l'allée d'arbres qui y mène est réalisée vers l'an XII (1803-1804). Elle est restaurée en 1923 et 1997.
- L'ancienne abbaye Saint-Christophe.
- La chapelle Sainte-Croix
- La chapelle de l'hôpital Sainte-Anne.
- Le couvent des Minimes, fondé en 1135, le prieuré dépend alors de l'abbaye de Saint-Mihiel, donné en 1598 à l'ordre des Minimes. Les vestiges de l'église romane dédiée à Notre-Dame-du-Bon-Secours du cloître et du lavoir sont inscrits Monuments Historiques  Inscrit MH (1989)[163].
- Le couvent d'Annonciades, rue des Annonciades.
- L'ancienne synagogue, située 26 rue des Annonciades, date de 1866. Sa façade est ornée de motifs sculptés en pierre (tables de la loi, motifs végétaux et géométriques…) abandonnée depuis la Seconde Guerre mondiale, vendue en 1973 et transformée en maison d'habitation en 1976[164].

Cimetière Israélite.
- La salle de prières musulmane, appelée familièrement Mosquée de Saint-Mihiel, du côté Rive Gauche.
- La chapelle Sainte-Agathe (qui eut pour 2e vocable celui de Sainte-Madeleine), dépendait d'une léproserie installée à l'extérieur de la ville, sur la rive gauche de la Meuse, dans le faubourg de Bar, au lieu-dit au Bout du Grand Pont, près de l'ancienne route de Bar-le-Duc. L'établissement, qui semble avoir toujours été modeste, était propriété de la ville. Cité en 1463, il périclite dans la 2e moitié du XVIe siècle. La chapelle n'est connue que grâce à une carte postale ancienne la représentant en ruine, sans doute au lendemain des combats de 1914-1918.

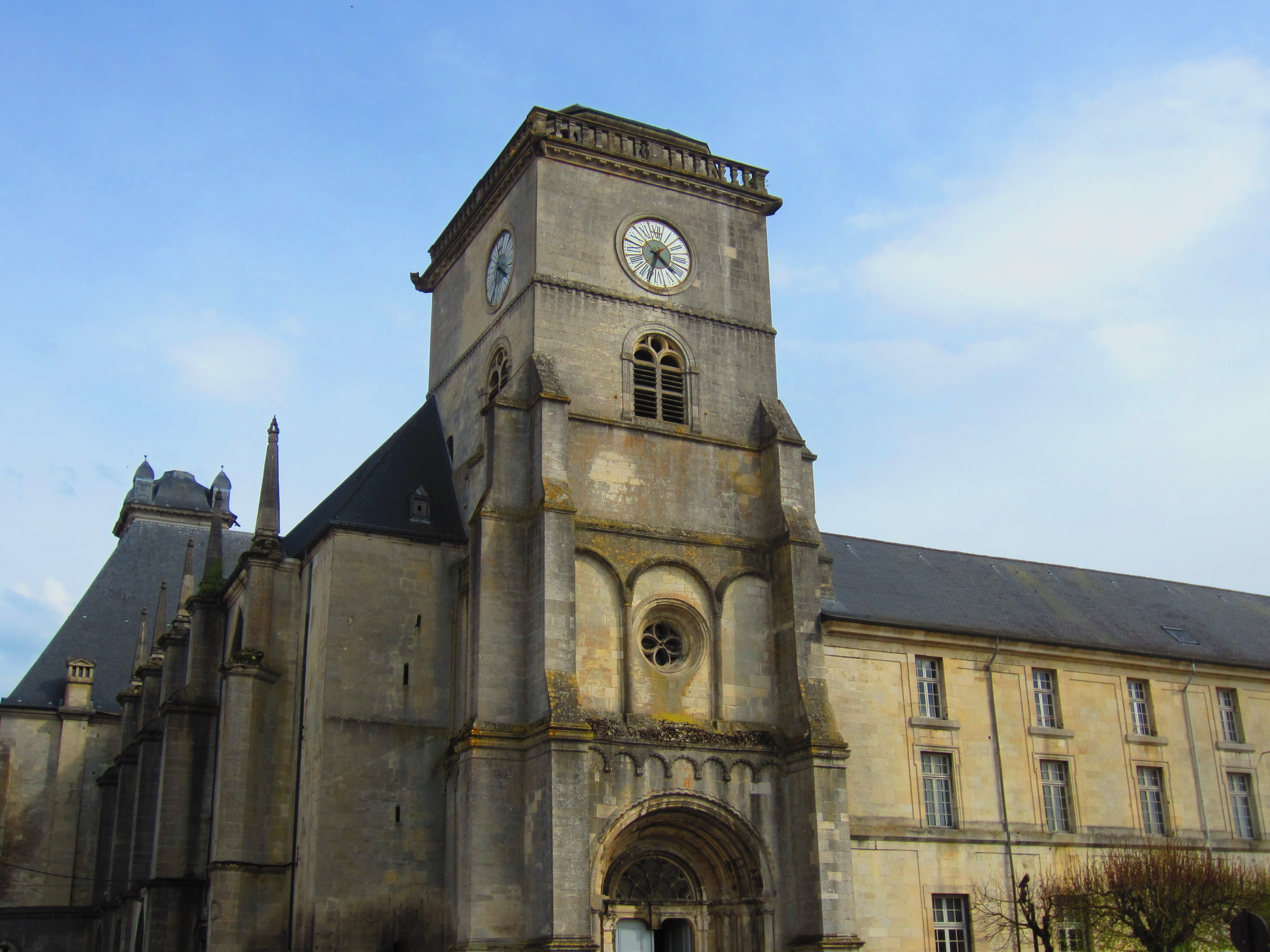
Église Saint-Michel.
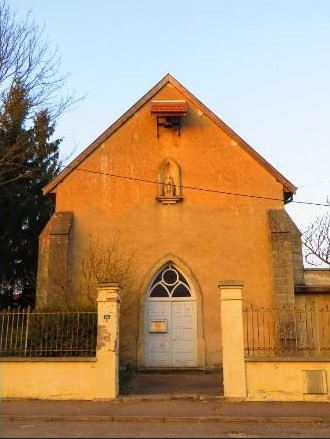
Chapelle Sainte-Croix.
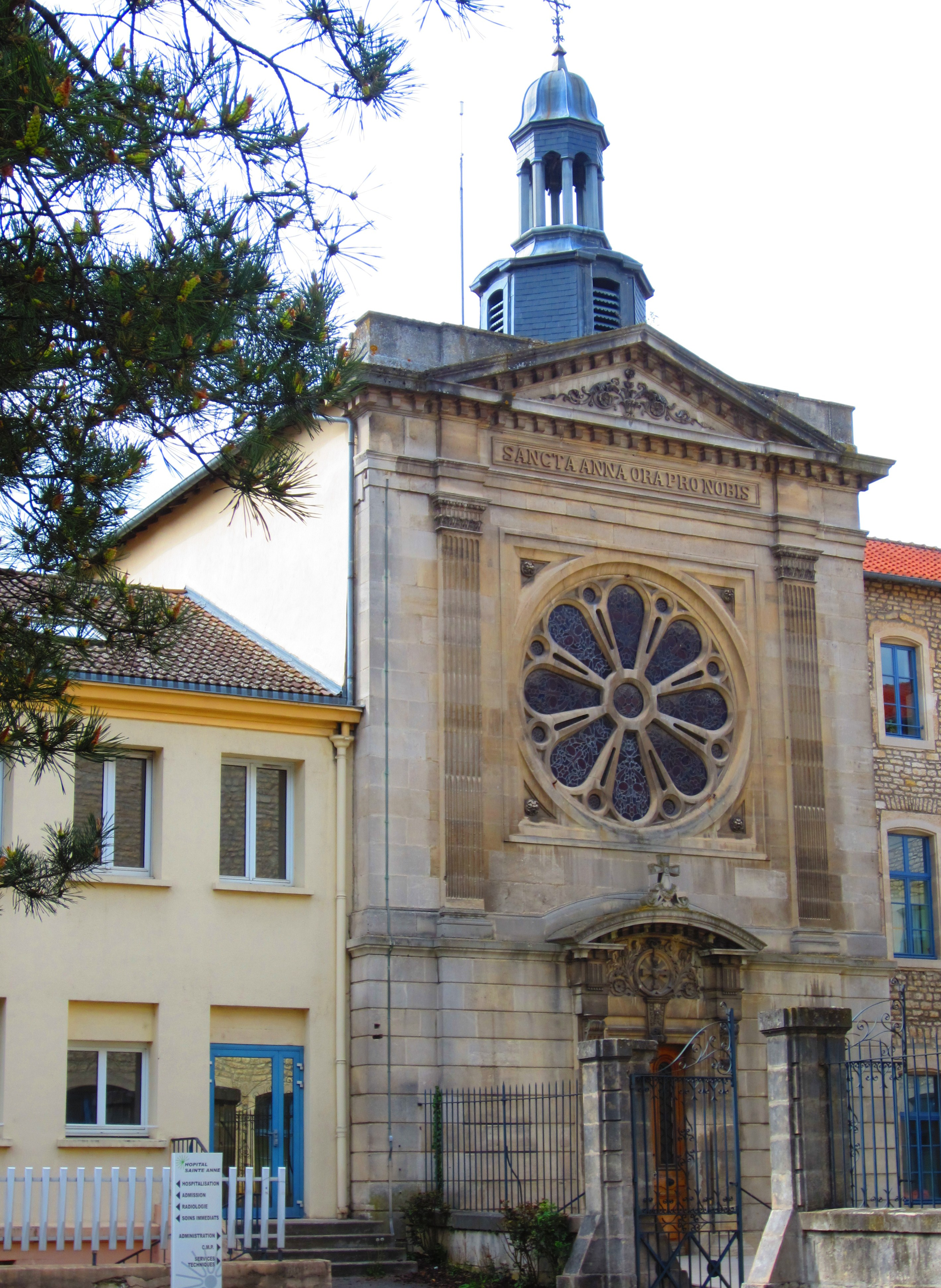
Chapelle de l'hôpital Sainte-Anne.
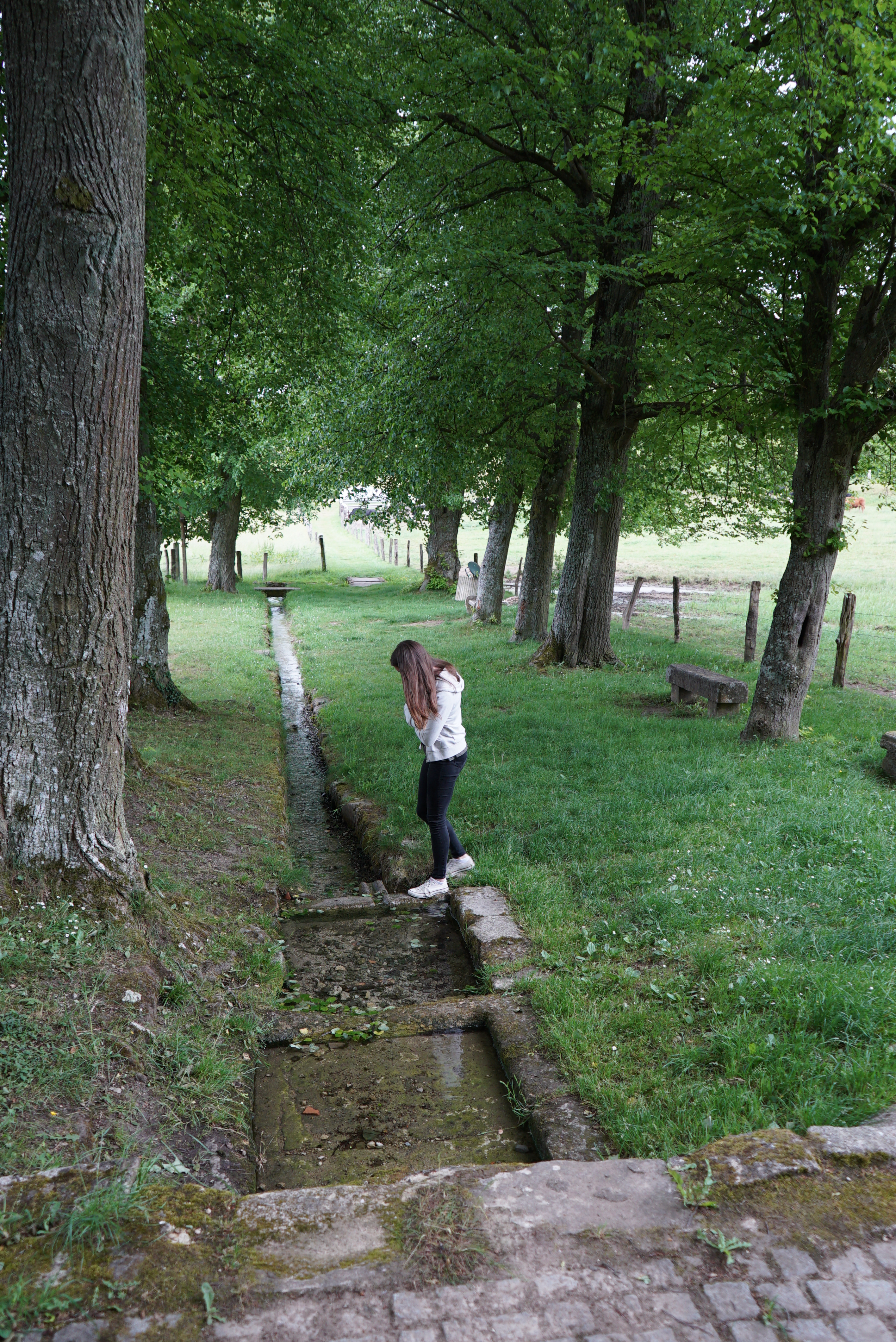
Chemin de la VIerge des prés.
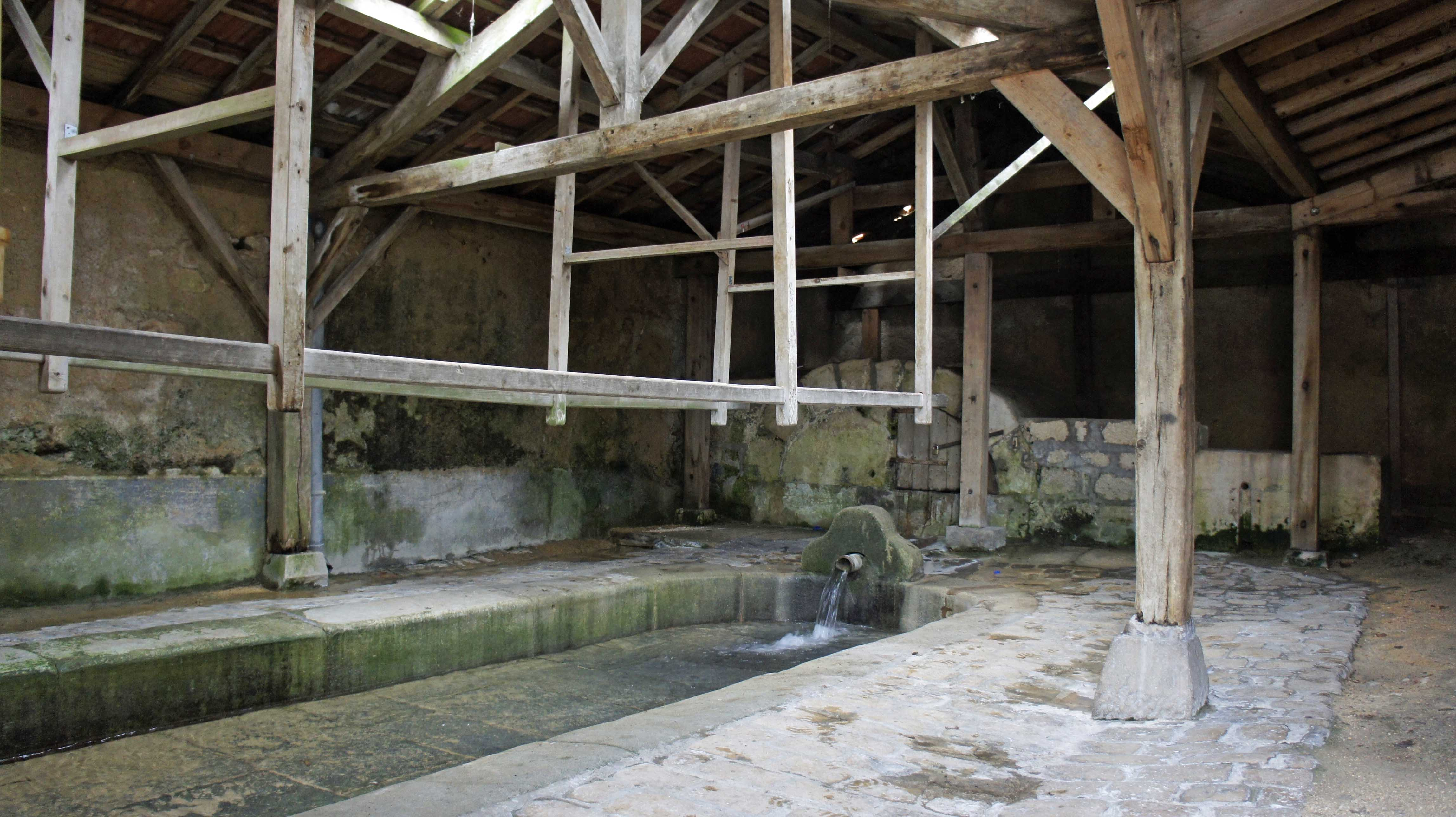
La Fontaine des Minimes.
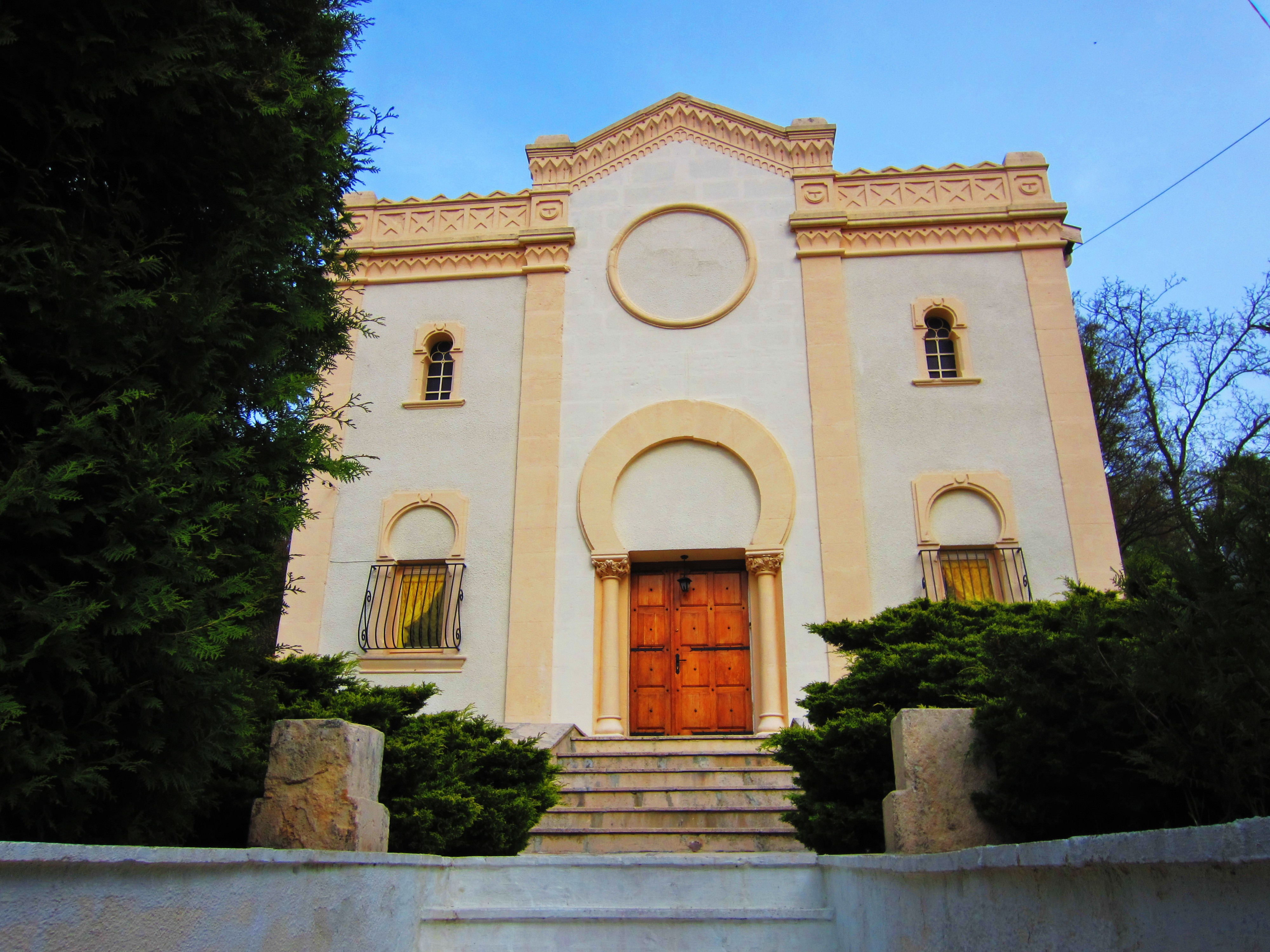
Façade de l'ancienne synagogue.

#### Édifices militaires
- Caserne Colson-Blaise par l'architecte Charles-Louis de Montluisant, actuellement gendarmerie mobile[166].

### Personnalités liées à la commune

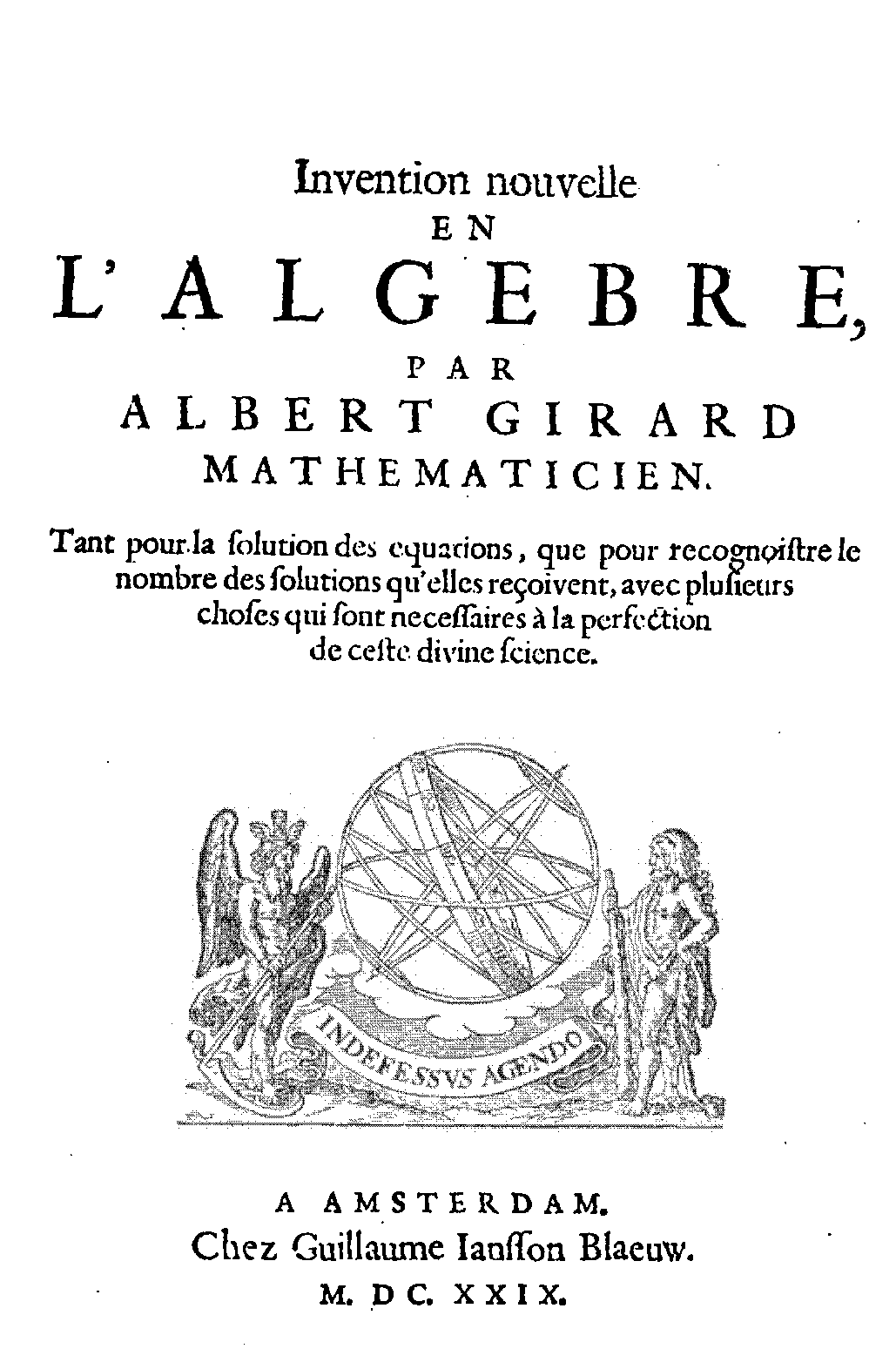
La méthode d'algèbre d'Albert Girard dit Le Samiellois ou Metensis.

- Smaragde de Saint-Mihiel, mort après 826, homme d’Église et lettré de l'époque carolingienne ;
- Ligier Richier (vers 1500-1567), un des plus grands sculpteurs de la Renaissance, travaillait à Saint-Mihiel ;
- Gérard Richier, né à Saint-Mihiel en 1534, sculpteur, fils de Ligier Richier ;
- Jean Richier (1581-1625), né à Saint-Mihiel, architecte et sculpteur, fils de Gérard Richier ;
- Jacob Richier (1586-1640), né à Saint-Mihiel, architecte et sculpteur, fils de Gérard Richier ;
- Albert Girard (1597-1632), mathématicien, né à Saint-Mihiel ;
- Benoît de Maillet (1656-1738), issu d'une famille de la petite noblesse. Géologue amateur, et auteur du Telliamed. Consul en Égypte, puis en Italie ;
- Jean Bérain père (1640-1711), né à Saint-Mihiel, dessinateur de la chambre et du cabinet du roi Louis XIV ;
- Léopold Durand (1666-1749), architecte français originaire de Saint-Mihiel ;
- Nicolas Joseph Thiéry de Ménonville (Saint-Mihiel, 1739-Port-au-Prince, 1780), botaniste ;
- Charles Louis Hugo (1667-1739), né à Saint-Mihiel, abbé prémontré d'Etival, évêque de Ptolémaïde, ardent défenseur de la Lorraine.
- Jean-Joseph Marquis, (1747 Saint-Mihiel - 1822 Saint-Mihiel) avocat et homme politique.
- Claude Hubert Bazoche (1748-1812), homme politique, député du tiers état aux états généraux de 1789.
- Chrétien Alexandre de Moÿ (1750-1833), prêtre et homme politique né à Saint-Mihiel, député de la Seine.
- Pierre Joseph Vallée (Saint-Mihiel, 1758-Paris, 1828), magistrat et homme politique français ;
- François-Antoine Alliot (vers 1699-1779), fermier-général de 1756 à 1779, date de sa mort dans cette commune. Il fait partie des 65 fermiers-généraux ayant contribué à proportions différentes à l'édition éponyme des Fables de La Fontaine par Barbou en 1762 ;
- Charles Joseph Boyé, baron d'Abaumont (Ehrenbreitstein (Électorat de Trèves), 1762-Saint-Mihiel, 16 mai 1832), militaire français d'origine germanique, maire de Saint-Mihiel ;
- Laurent Leclerc (1768-1844), homme politique né et décédé à Saint-Mihiel, député de la Meuse de 1824 à 1827.
- Jean-Baptiste François (1792-1838), pharmacien français, surtout connu pour ses inventé de « réduction François » ;
- Frantz Liouville (1833-1901), compositeur français né à Saint-Mihiel.
- Hippolyte Maury (1834-1881), compositeur de musique classique, y est né.
- Alphonse Charles Mathurin Paillard[167] (Saint-Mihiel, 9 mars 1817-château de Charly, Mazille, 2 mars 1903), substitut du procureur de la République à Avesnes (1842), à Valenciennes (1845, démissionne en 1848), sous-préfet de Forcalquier (1849-1851), sous-préfet de Dunkerque (1851-1854), préfet du Cantal (1854-1858), préfet du Puy-de-Dôme (1864-1866), préfet du Pas-de-Calais (1866-1870), chevalier (10 décembre 1850), puis officier (25 septembre 1852), puis commandeur de la Légion d'honneur (7 août 1869), officier de l'Instruction publique (1866), chevalier de l'ordre de Léopold de Belgique (1854), commandeur de Saint-Grégoire-le-Grand (1858) ;
- Baron Louis d'Hamonville (en) (1830-1899), né à Saint-Mihiel, il fut propriétaire du château de Manonville et y rassembla une importante collection ornithologique dont l'inventaire a été constitué par le peintre animalier Roger Reboussin ;
- Aimé Godard (1837-1923..), né à Saint-Mihiel, fondateur de l'École Monge à Paris en 1869.
- Nicolas Lebel (1838-1891), militaire français, il a contribué à la création du fusil de l'armée française qui porte son nom : le Lebel modèle 1886 ;
- Léon Millot (1881-1960), homme politique ;
- Charles Vallin (1903-1948), homme politique, neveu du père Teilhard de Chardin (une rue de Paris lui est dédiée) ;
- Pierre Pigeot (1903-...), né à Saint-Mihiel, affichiste
- Stéphane Léoni, né en 1976, footballeur au FC Metz puis à l'AS Cannes ;
- Valérie Donzelli, née en 1973, actrice et réalisatrice du film La guerre est déclarée ayant vécu à Saint-Mihiel ;
- Philippe Petitcolin, né en 1952 à Saint-Mihiel, PDG de Safran.

### Saint-Mihiel dans la culture
Saint-Mihiel est citée dans Les Misérables de Victor Hugo, partie III (Marius), livre septième (Patron-Minette), III, où l'on dit à propos de Babet : « Il avait joué le vaudeville à Saint-Mihiel. ». La commune est également citée plusieurs fois dans Parabole de William Faulkner, dont le récit se déroule en 1918, pendant la Première Guerre mondiale. Le film américain Les Ailes de 1927 retrace la Bataille de Saint-Mihiel de septembre 1918. Ce film reçoit l'Oscar du meilleur film en 1929, au cours de la 1re cérémonie des Oscars.

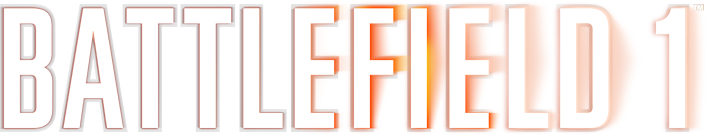
Logo du jeu vidéo Battlefield 1 où apparait le Saillant de Saint-Mihiel.

Dans le jeu vidéo Battlefield 1, un des endroits où l'on peut combattre est le Saillant de Saint-Mihiel.
La ville de Saint-Mihiel est l'endroit où les personnages d'Émile et de sa femme, Pauline, vivent dans le jeu vidéo Soldats inconnus : Mémoires de la Grande Guerre de Ubisoft.
Saint-Mihiel apparaît dans l'épisode 1 de la deuxième saison de la série américaine Timeless de Eric Kripke et Shawn Ryan.

#### Longs métrages
- 1927 : Les Ailes de William A. Wellman et Harry d'Abbadie d'Arrast

#### Séries télévisées
- 2018 : Timeless de Eric Kripke et Shawn Ryan

#### Livres
- 1862 : Les Misérables de Victor Hugo (mentionné seulement)
- 1954 : Parabole de William Faulkner (mentionné plusieurs fois au cours du récit qui se déroule en 1918, pendant la Première Guerre mondiale)

#### Jeux vidéo
- 2014 : Soldats inconnus : Mémoires de la Grande Guerre de Ubisoft
- 2016 : Battlefield 1 de Electronic Arts

#### Lieux et monuments
Le Pont Saint-Mihiel sur l'Erdre, à Nantes.

### Gastronomie
Spécialité culinaire : les rochers, qui sont des chocolats avec des morceaux de noisettes disponibles chez les boulangers.

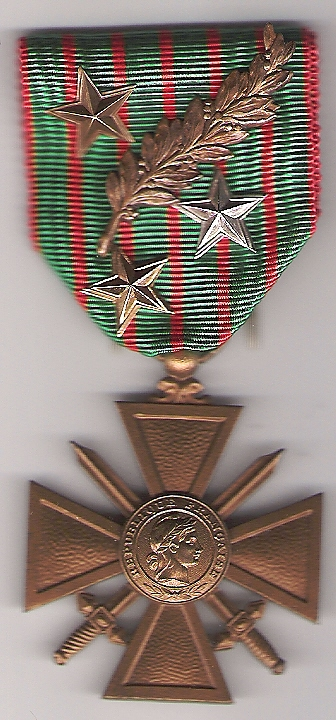
La Croix de guerre 1914-1918 que Saint-Mihiel acquit en 1920.

### Décoration française
- Croix de guerre 1914-1918 : 20 janvier 1920.

### Héraldique et devise
| Blason | Blasonnement : D'azur à trois rochers d'argent, posés 2 en chef et 1 en pointe,. Commentaires : Les rochers du blason figurent les sept roches qui s’élèvent au nord de la ville et constituent un site assez remarquable. La devise Donec moveantur — Jusqu’à ce qu’ils se meuvent — illustre la fidélité des habitants à leur duc. Elle se voulait aussi inébranlable que les rochers du blason. |

La devise de la ville est « Donec Moveantur » (« Jusqu’à ce qu’elles bougent ») et fait référence aux sept roches coralliennes de la ville.